# Норвегія
Норве́гія (норв. Norge: ⓘ; нюн. Noreg: ⓘ), офіційна назва — Королі́вство Норве́гія (норв. Kongeriket Norge) — північноєвропейська країна і суверенна держава на Скандинавському півострові, загальною площею 385,207 тис. км² (69-те місце у світі). Окрім материкової частини, Норвегії належить арктичний архіпелаг Шпіцберген та острів Ян-Маєн на межі Гренландського й Норвезького морів, острів Буве в Південній Атлантиці.
Норвегія — суверенна демократична парламентська конституційна монархія унітарного устрою. У Норвегії державна влада розділена між парламентом, королем та Верховним судом, згідно з нормами конституції, яка з численними поправками діє в країні з 1814 року. Глава держави — король Гаральд V із династії Шлезвиг-Гольштейн-Зоннерборг-Глюксбургів. Глава уряду з 2021 року — Йонас Гар Стере, лідер лівоцентристської парламентської коаліції. Норвегія підтримує тісні зв'язки з Європейським Союзом та його країнами-членами (попри відмову від вступу до Союзу на двох загальнонаціональних референдумах), так само як і зі Сполученими Штатами Америки. Норвегія є однією з країн засновників Організації Об'єднаних Націй, НАТО, Ради Європи, Договору про Антарктику та Північної ради; також членом Європейської економічної зони, Світової організації торгівлі та Організації економічного співробітництва та розвитку; частиною Шенгенської зони. Королівство Норвегія було засноване 872 року, після злиття кількох дрібних норманських королівств. Це одне з найстаріших досі існуючих королівств світу, воно існує безперервно протягом більше 1100 років. За цей період на престолі королівства змінилось понад 60 королів та ярлів. З 1035 до 1814 року до складу королівства входили Фарерські острови, з 1261 до 1814 року Гренландія, з 1262 до 1814 року Ісландія. До 1661 року влада в королівстві належала монархові, після — розділена з впливовою знаттю. Станом на 2017 рік населення країни становить 5,32 млн осіб (120-те місце у світі).
Країна має довгу лінію східного сухопутного кордону зі Швецією (протяжністю 1619 км). Норвегія також межує з Фінляндією і Росією на північному сході, а також із протокою Скагеррак на півдні, з Данією на іншому боці. Норвегія має довгу берегову лінію межуючи з Атлантичним океаном та Баренцовим морем.
Країна підтримує комбінацію ринкової економіки та Скандинавської моделі з обов'язковим медичним страхуванням і комплексною системою соціального страхування. Норвегія має значні запаси нафти, природного газу, мінералів, лісоматеріалів, морепродуктів, прісної води і гідроенергетики. На нафтову промисловість припадає близько чверті валового внутрішнього продукту країни. Норвегія посідає четверте місце у світі в переліку країн за розміром доходу на душу населення, згідно з даними світового банку та МВФ. Країна є найбільшим добувачем нафти і природного газу за межами Середнього Сходу на душу населення. З 2001 до 2006, а також із 2009 до 2014 років, Норвегія мала найвищий індекс людського розвитку у світі. Норвегія також очолює список країн за індексом процвітання вже п'ять років поспіль.
4 квітня 1949 року Норвегія вступила в блок НАТО. Населення Норвегії двічі на національних референдумах 1972 року і 1994 року відкидало пропозицію про вступ до Європейського Союзу, хоча країна тісно пов'язана з ЄС у межах Європейської економічної та Шенгенської зон.

## Назва
Офіційна назва — Королівство Норвегія, Норвегія (норв. Kongeriket Norge, Norge; нюн. Noreg). Назва країни походить від слів «нордр» (норв. nordr) — північ і «вег» (норв. veg) — шлях, тобто «Північний шлях». Спочатку назва стосувалась лише морського шляху вздовж берега, яким нормани виходили до північних морів. Пізніше назва поширилась на узбережжя, а потім і на державу норманів на цьому узбережжі.

## Природа

### Географічне положення
Норвегія — північноєвропейська країна, що межує з трьома іншими країнами: на сході — зі Швецією (спільний кордон — 1666 км), на північному сході — з Фінляндією (709 км) і Російською Федерацією (191 км). Загальна довжина державного кордону — 2566 км. Норвегія омивається водами Північного (на півдні) і Норвезького (центральна частина) Атлантичного, Баренцевого морів Північного Льодовитого океану (північ). Займає стратегічне положення на шляху з Північної Атлантики до Арктики. Загальна довжина морського узбережжя 25,1 тис. км, з яких власне узбережжя — 2650 км, разом із берегами численних фіордів — 22,5 тис. км. Загальна довжина узбереж численних островів — 58,1 тис. км.
Згідно з Конвенцією Організації Об'єднаних Націй з морського права (UNCLOS) 1982 року, протяжність територіальних вод країни встановлено в 12 морських миль (22,2 км). Прилегла зона, що примикає до територіальних вод, в якій держава може здійснювати контроль необхідний для запобігання порушень митних, фіскальних, імміграційних або санітарних законів простягається на 10 морських миль. Виключна економічна зона встановлена на відстань 200 морських миль (370,4 км) від узбережжя. Континентальний шельф — 200 морських миль (370,4 км) від узбережжя. Гренландія (Данія) та Норвегія подали до Комісії з меж континентального шельфу (CLCS) матеріали, щоб визначити межі континентального шельфу в Арктиці. Норвегія і Росія 2010 року вирішили спільну територіальну суперечку щодо проходження морського кордону в Баренцовому морі. Норвегія має територіальні претензії в Антарктиці (Земля Королеви Мод та континентальний шельф).
Час у Норвегії: UTC+1 (-1 година різниці часу з Києвом). Літній час вводиться останньої неділі березня переводом годинникової стрілки на 1 годину вперед, скасовується в останню неділю жовтня переводом годинникової стрілки на 1 годину назад.

### Геологія

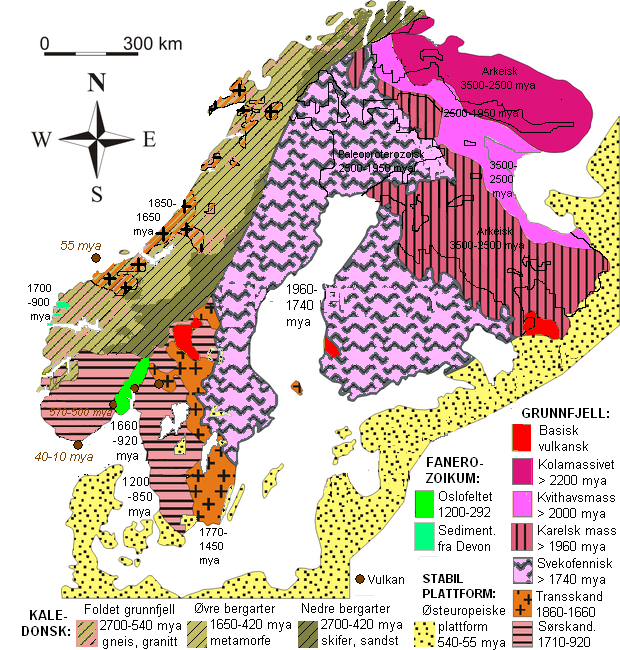
Геологічна карта Фенноскандії (англ.)
Геологічна карта Південної Норвегії, 1878 рік (норв.)
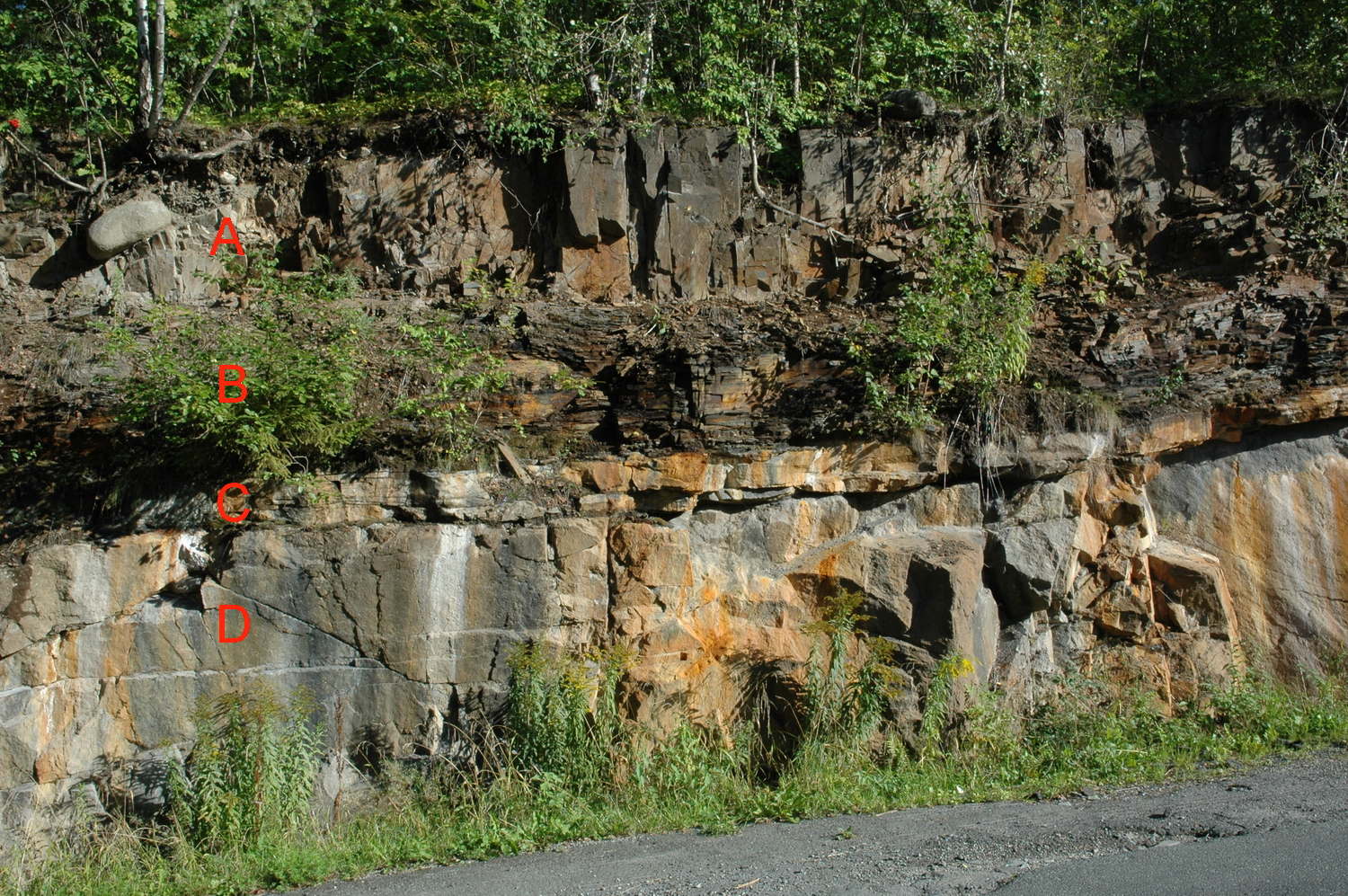
Кембрійські вапняки (B) на прекембрійських гнейсах (D) з пермським сіллом із лапрофіру (A)
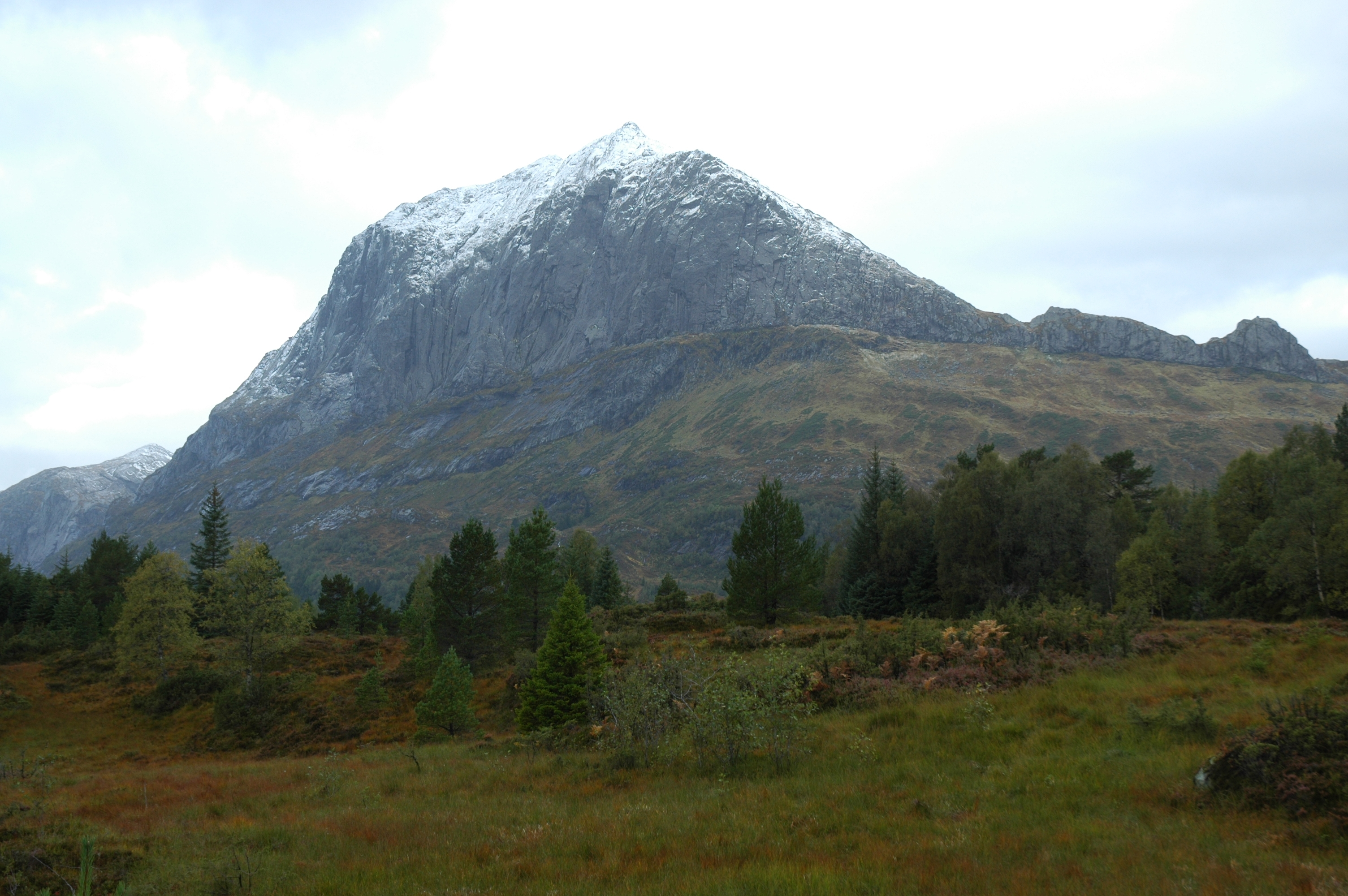
Стурегейстен утворений з девонських конгломератів і пісковиків у тектонічному контакті з мілонітами

### Рельєф
Рельєф країни — гори (більше двох третин) і родючі долини, берегова лінія вкрита фіордами; ліси займають 25 % території. Територія країни простягається за північне полярне коло. Середні висоти — 460 м; найнижча точка — рівень вод Норвезького моря (0 м); найвища точка — гора Гальгепігген (2469 м). Більшу частину території займають Скандинавські гори. Східні схили, обернені вглиб півострова до Швеції, — пологі; західні, обернені до моря, — стрімкі, високими уступами обриваються до морських вод фіордів. Тектонічні западини поділяють ці гори на платоподібні масиви — фієльди. Невеликі низовини, придатні для сільськогосподарського обробітку, лише на півдні, в районі Ослофіорда.

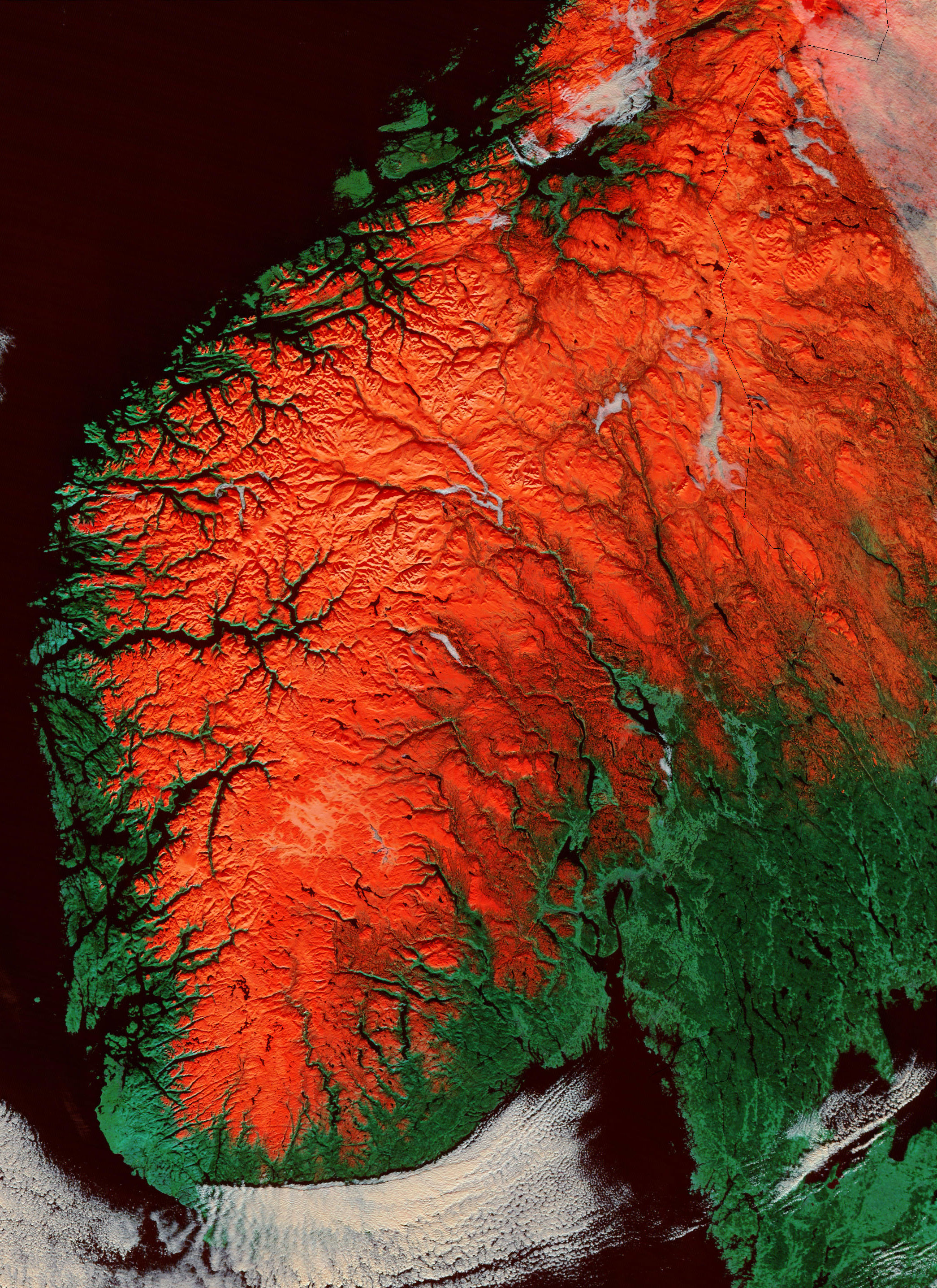
Південно-західна Норвегія
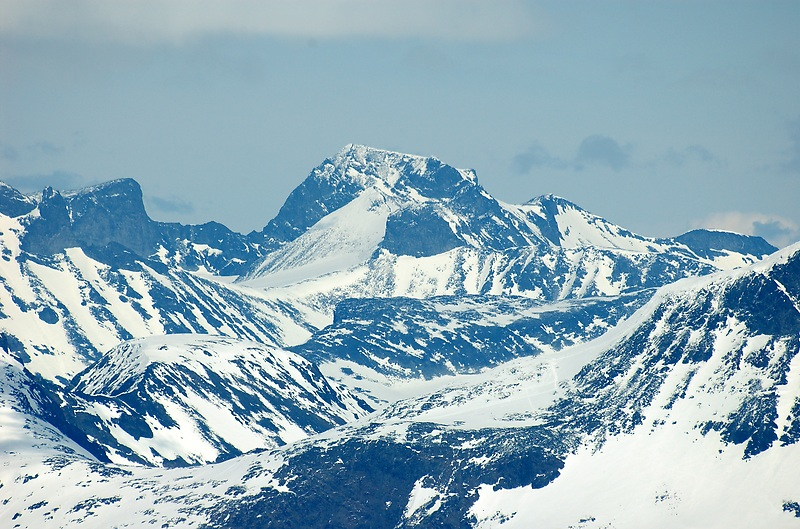
Вершина Галгепігген (2469 м)
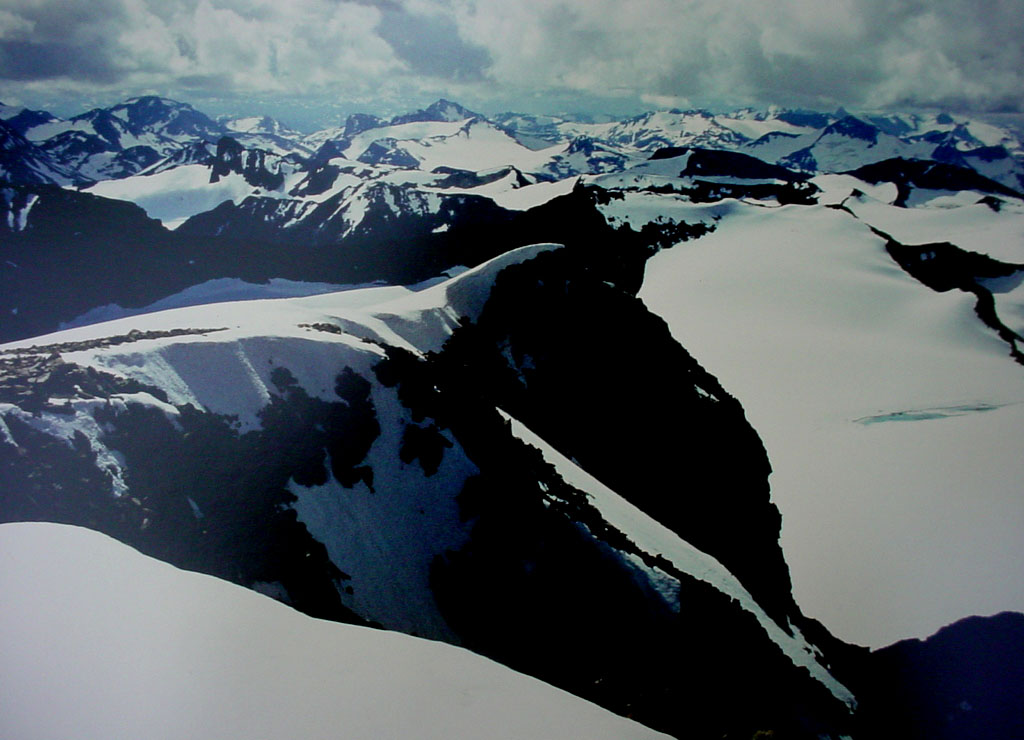
Краєвиди Ютунгейму
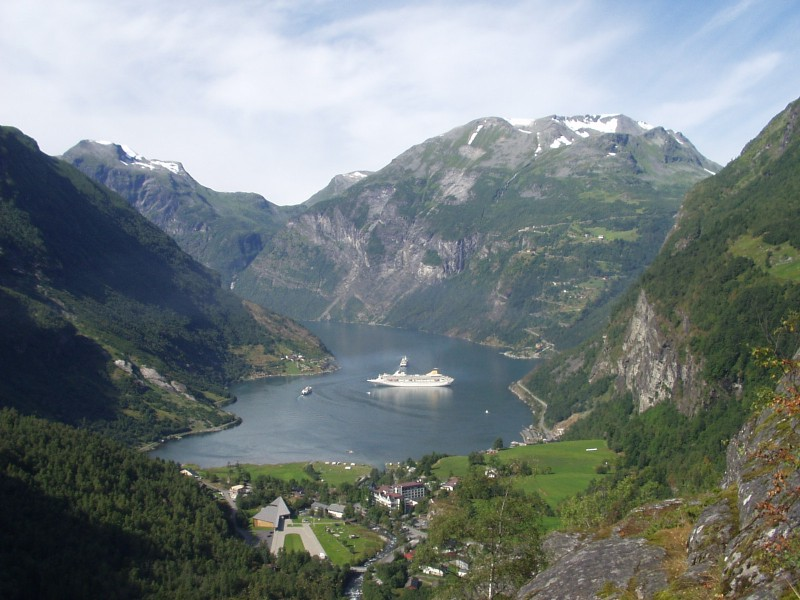
Гейранґер-фіорд

У країні налічується більше 50 тис. островів і невеличких острівців вздовж узбережжя. Країна має одне з найбільш довгих і розчленованих узбереж серед країн світу. Морські береги підвищені, скелясті, порізані численними фіордами. Найбільший архіпелаг Норвегії — Шпіцберген, який складають три найбільших острови: Західний Шпіцберген, Північно-Східна Земля та Едж. Він лежить на 79° пн. ш. в Арктиці. Також країні належать віддалені острови Ян-Маєн у південній частині Арктики та Буве — у південній Атлантиці. Поблизу материкового узбережжя країни велика кількість невеликих островів поблизу фіордового західного узбережжя; острови Фруан — у центральній частині; Лофотенські острови, архіпелаг Вестеролен, острови Сенья (найбільший за площею острів материкової частини країни 1,59 тис. км²), Рінґвасей, Серея, Маґерея — на півночі.

### Клімат
Більша частина території Норвегії лежить у помірному кліматичному поясі. Превалюють помірні повітряні маси цілий рік, західний масоперенос. Значні сезонні амплітуди температури повітря. Відносно тепла зима з нестійкою погодою, штормовими вітрами, можливий сніговий покрив. Відносно прохолодне літо з більш ясною погодою. Зволоження рівномірне за сезонами, місцями надмірне. Пересічна температура січня на півдні –4…+2 °C, тепло приносить відгалуження Гольфстриму, тепла Північно-Атлантична течія. Літо прохолодне, пересічна температура липня +10…14 °C. Атмосферних опадів на узбережжі понад 2000 мм на рік, у внутрішніх районах 500—600 мм.
На півночі й острові Ян-Маєн субполярний клімат. Влітку переважають помірні повітряні маси, взимку — полярні. Чітко відстежується сезонна зміна переважаючих вітрів. Досить великі річні амплітуди температури повітря, прохолодне сире літо з туманами на узбережжях, вітряна волога зима. На архіпелазі Шпіцберген полярний клімат. Увесь рік панують полярні повітряні маси. Поверхня скута кригою цілий рік. Відносно м'яка морозна зима, прохолодне літо, опадів мало.

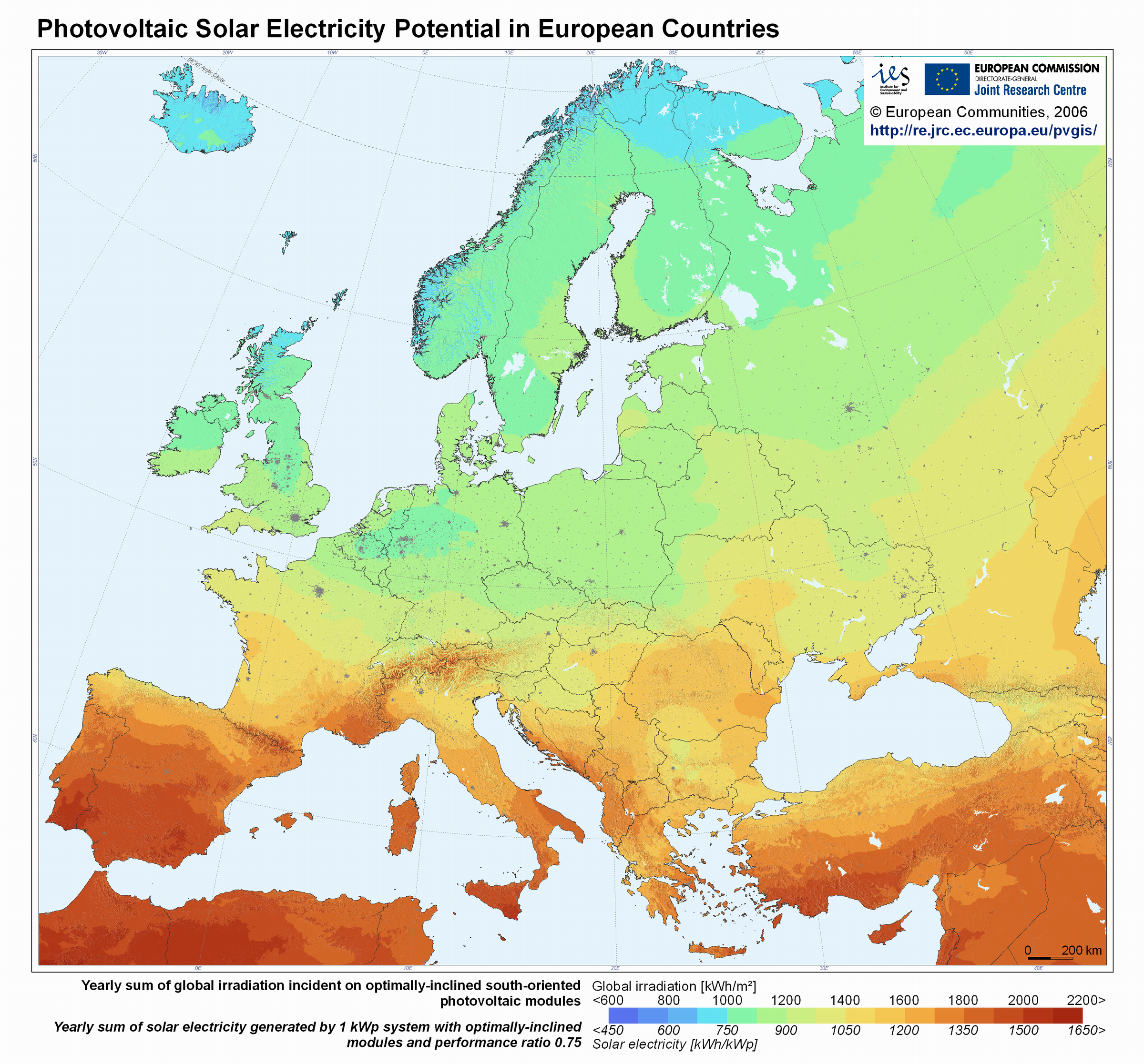
Сонячна радіація в Європі (англ.)
Кліматична карта Норвегії (за Кеппеном)

Норвегія є членом Всесвітньої метеорологічної організації (WMO), в країні ведуться систематичні спостереження за погодою.

### Внутрішні води
Загальні запаси відновлюваних водних ресурсів (ґрунтові і поверхневі прісні води) становлять 382 км³. Станом на 2012 рік у країні налічувалось 900 км² зрошуваних земель. У країні багато повноводних порожистих річок, найбільші з них — Гломма (довжина 598 км, басейн — 13 % площі країни), що тече з півночі на південь у південно-східній частині країни і впадає до затоки Богус; Логен (Гудбрансдал), Логен (Нумедал). Річки країни належать басейнам Атлантичного (південь) і Північного Льодовитого океанів (північ). У горах дуже багато льодовикових та мальовничих річкових озер. Найбільше озеро країни, М'єса (362 км²) лежить у центральній частині країни на висоті 121 м над рівнем моря і живиться водами річки Логен (Гудбрансдал).

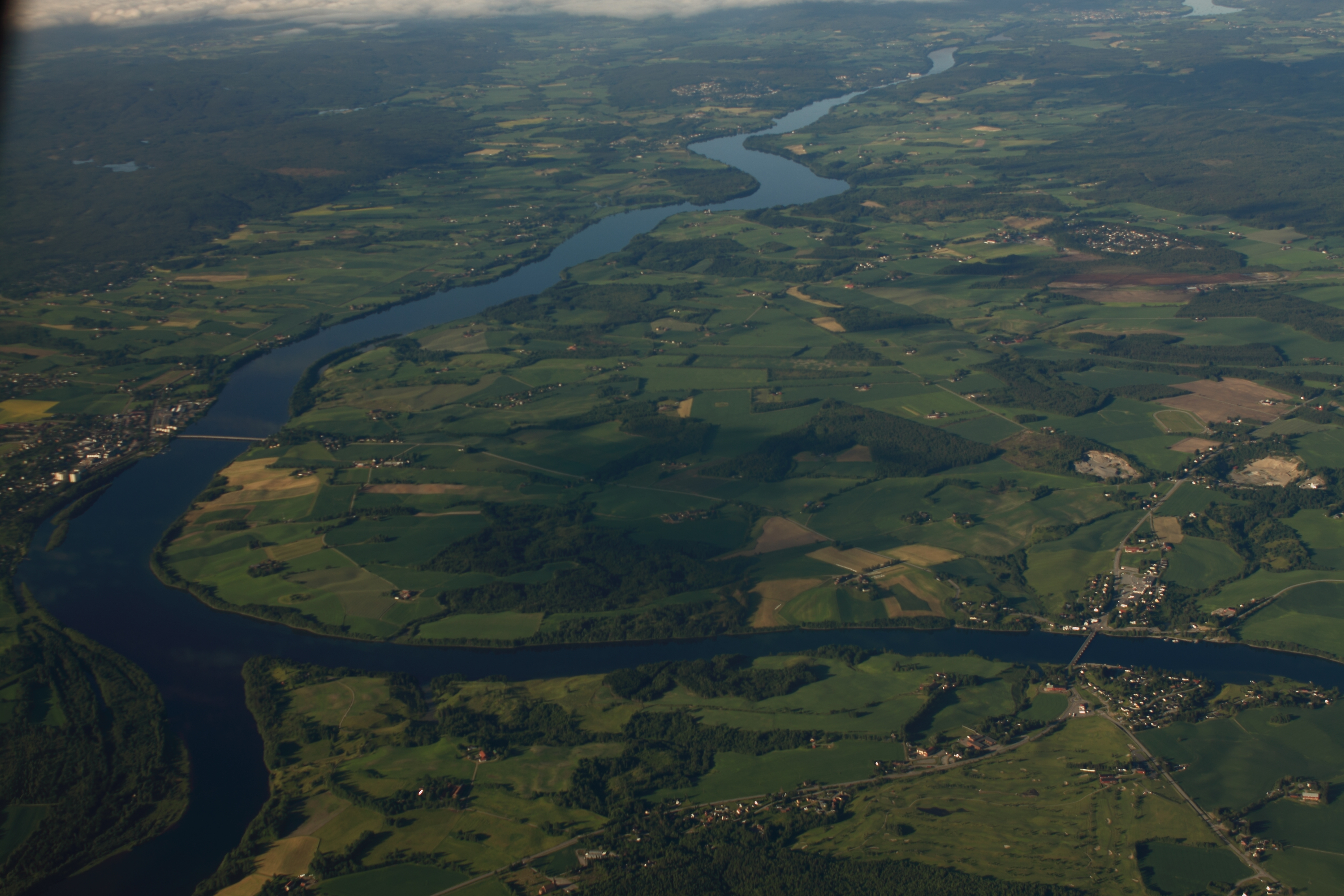
Впадіння Ворми до Гломми
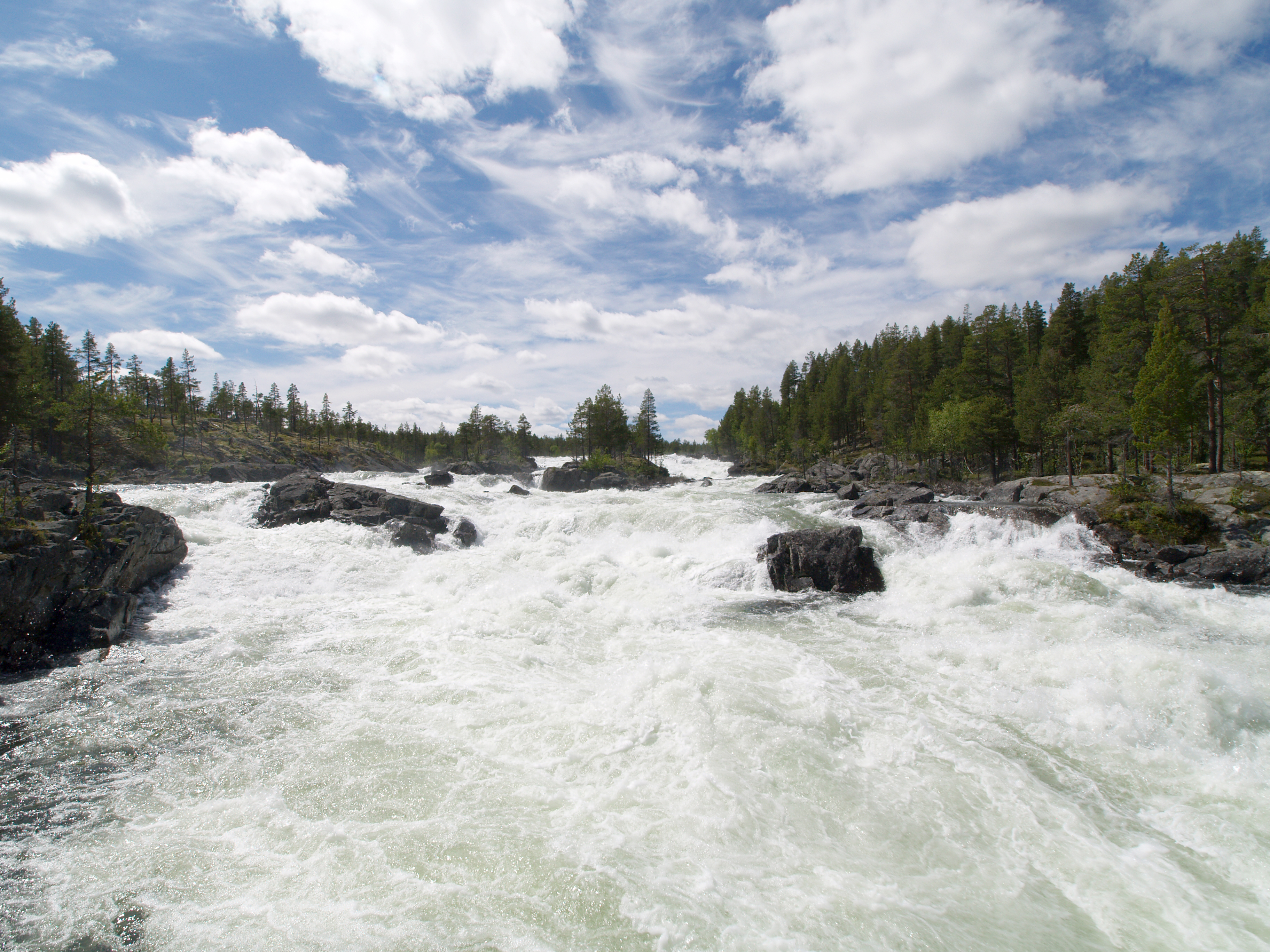
Гірські пороги на річці Логен (Нумедаль)
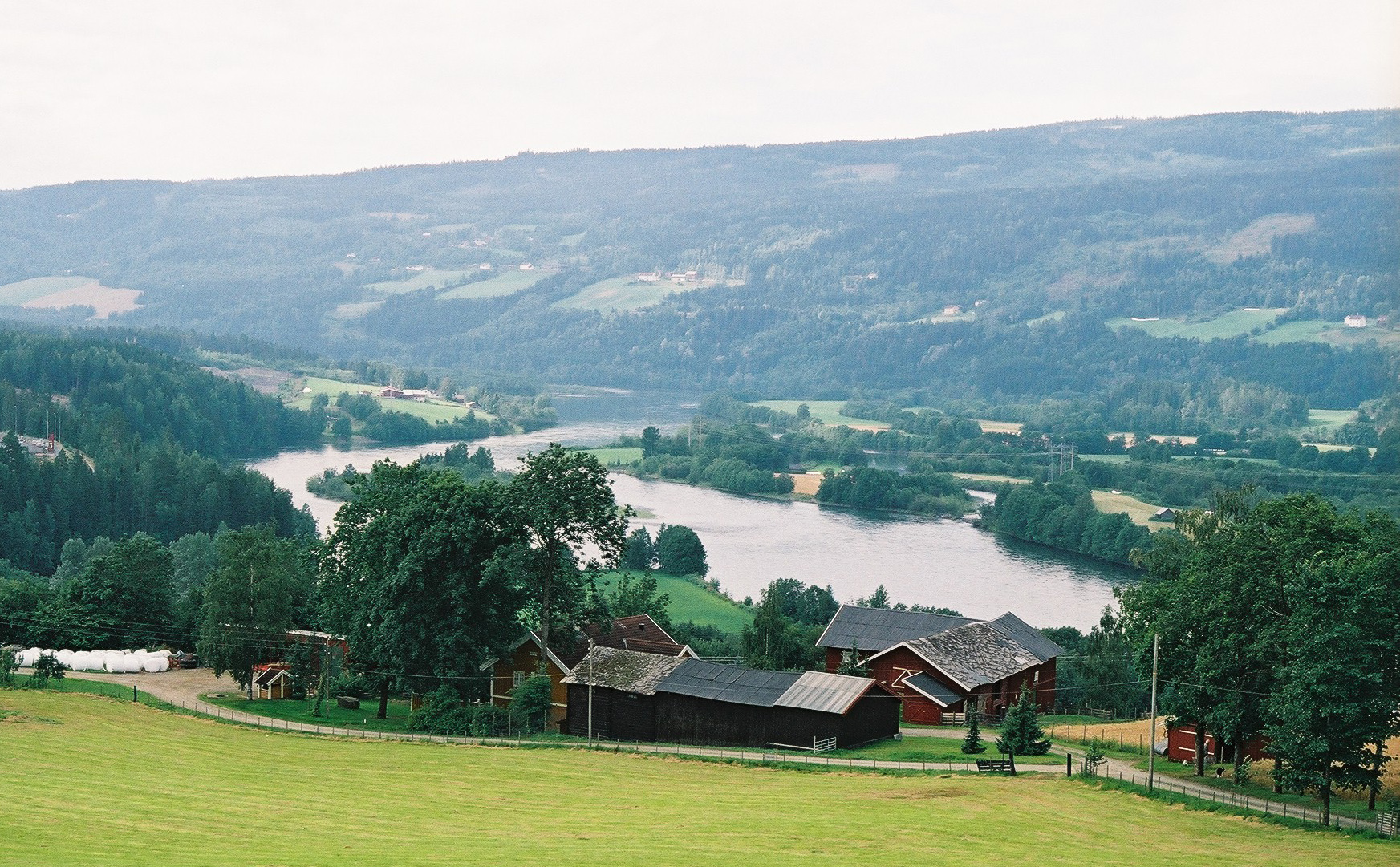
Впадіння Логена (Гудбрансдаль) до озера Мйоса
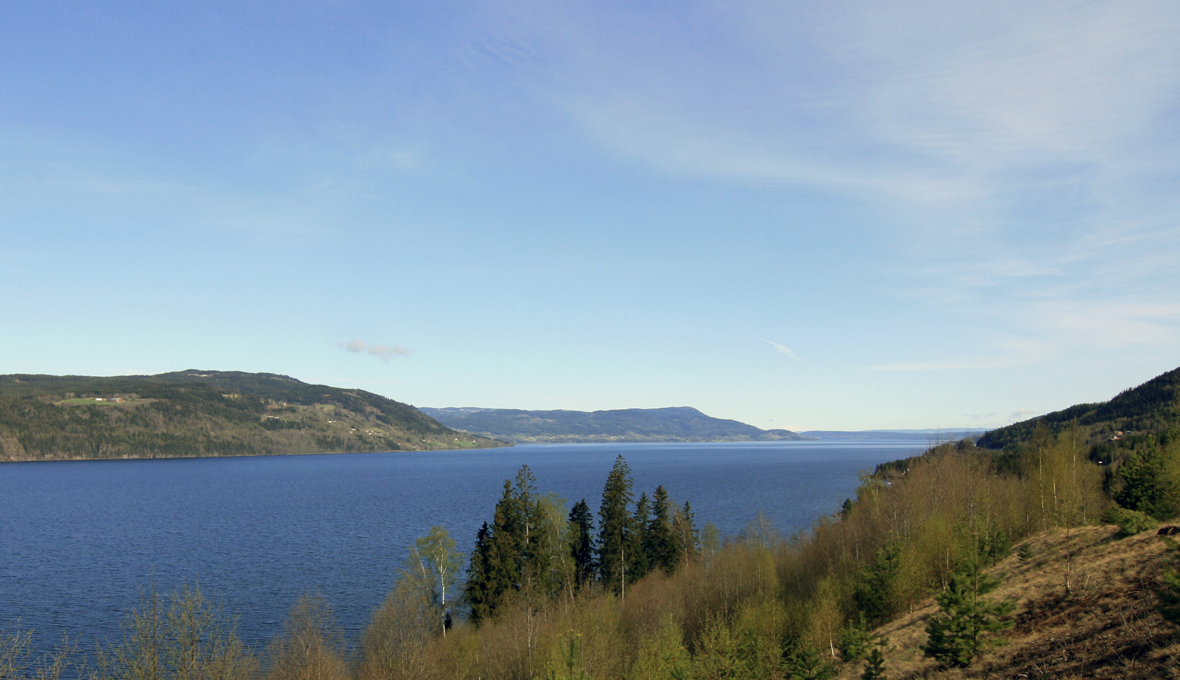
Озеро Мйоса
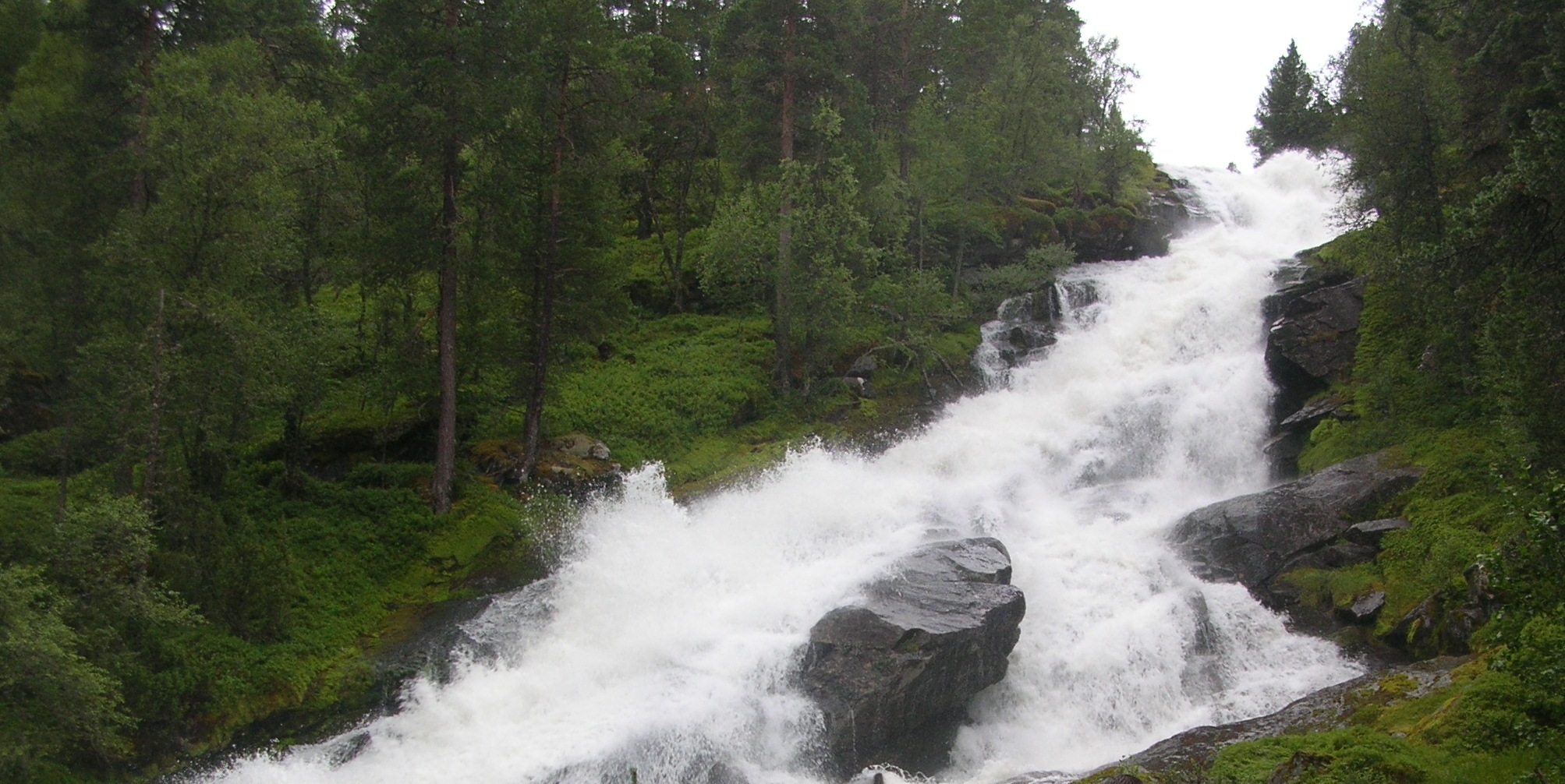
Водоспад Бреккефоссен

На багатьох фієльдах лежать льодовики, загальна площа зледеніння близько 5 тис. км².

### Ґрунти і рослинність
На півночі поширені малопотужні підзолисто-глейові, в центральній частині — підзолисті, на півдні — бурі лісові ґрунти. Близько чверті території країни вкрито густими хвойними лісами — приокеанічною тайгою. На півночі превалює тундрова рослинність.

### Тваринний світ
За зоогеографічним районуванням світу країна належить до Голарктичної зоогеографічної області, північне узбережжя і Скандинавські гори — до Арктичної підобласті, південь — до Європейсько-Сибірської тайгової провінції, крайній південь — до Європейської лісової провінції. Тому основу тваринного населення регіону становлять зональні хвойнолісові (1), лісотундрові (2) і тундрові (3) угруповання тварин, а також інтразональні гірські й водно-болотні (долинно-річкові, приморські) тваринні угруповання, характерні для помірного і субарктичного кліматичних поясів. Особливістю тваринного населення країни є  низьке видове різноманіття, адаптація до холодів, вплив океанічного клімату, сезонні міграції птахів. Характерними видами хребетних тут вважаються песець (Vulpes lagopus), північний олень (Rangifer tarandus), морж (Odobenus rosmarus), білий ведмідь (Ursus maritimus), мартин полярний (Larus hyperboreus), гага звичайна (Somateria mollissima), поморник довгохвостий (Stercorarius longicaudus) тощо. Домінуючими в зональних угрупованнях є мезофільні й гідромезофільні групи та види тварин.

### Стихійні природні явища
На території країни спостерігаються небезпечні природні явища і стихійні лиха: каменепади, сходження снігових лавин; єдиний активний вулкан країни, Беренберг знаходиться на острові Ян-Маєн.

### Природні ресурси

#### Мінеральні ресурси
Надра Норвегії багаті на ряд корисних копалин: нафту, природний газ, залізні руди, пірит, нікелеву, мідну, молібденову, титанову, ніобієву, уранову та кобальтові руди, срібло, свинець, цинк.

#### Земельні ресурси
Земельні ресурси Норвегії (оцінка 2011 року):
- придатні для сільськогосподарського обробітку землі — 2,7 %,
  - орні землі — 2,2 %,
  - багаторічні насадження — 0 %,
  - землі, що постійно використовуються під пасовища — 0,5 %;
- землі, зайняті лісами і чагарниками — 27,8 %;
- інше — 69,5 %[6].

### Охорона природи
Серед екологічних проблем варто відзначити: забруднення вод; кислотні дощі, що руйнують екосистеми озер, знищують ліси; забруднення повітря транспортними засобами. Викиди двоокису вуглецю під час спалювання викопного палива в процесі виробництва і споживання енергії за 2012 рік дорівнювали 41,06×1012 тонн (67-ме місце у світі).
Охорона природи в державі має вікову історію. За цей час створено ряд національних парків:
- Гардангервідда — розташований у західній частині країни.
- Юстедалсбреєн — розташований у західній частині країни.
- Рондане — розташований у центральній частині країни.
- Бергеф'єлл — розташований у центральній частині країни.
- Салтф'єллет-Свартісен — розташований у центральній частині країни.
- Евре-Девідал — розташований у північній частині країни.
- Евре-Анарйокка — розташований у північній частині країни.
- Індре Війдефйорден — розташований у центрально-північній частині острова Західний Шпіцберген.
- Нордре Ісфйорден — розташований на західному березі острова Західний Шпіцберген.
- Південно-Шпіцбергенський національний парк — розташований у південній частині острова Західний Шпіцберген.

З 1982 року Норвегія ігнорує міжнародну заборону на китобійний промисел.
Ідеї зеленої політики у країні захищає і просуває Framtiden i våre hender — ідеалістична організація, яка пропагує ідеї зеленого споживання і ресурсного правосуддя.

## Історія

### Доісторичний період
Південні регіони сучасної Норвегії почали заселяти представники Аренсбурзької культури в епоху пізнього палеоліту, близько 11—10 тис. років до н. е. Назва культури пішла від німецького міста Аренсбург, розташованого за 25 км на північний схід від Гамбурга. Найбільш ранні сліди людської діяльності в Норвегії були виявлені уздовж узбережжя, де розтанув величезний шельфовий льодовик останнього льодовикового періоду (11—8 тис. років до н. е.).
У середині першого тисячоліття до н. е. на територію Скандинавського півострова проникають германські племена, які поступово витіснили місцеве населення (саамів) на північ.

### Середньовіччя
IX—X сторіччя в Європі ознаменувались завоюваннями норманів — епоха вікінгів. У цей період розпочалося політичне об'єднання країни, яке завершилося після серії громадянських воєн другої половини XII — початку XIII століття. 994 року король Олаф Трюґґвасон охрестив країну. У 1046—1066 на норвезькому престолі перебував Гаральд Суворий, що був одружений із донькою князя Київської Русі, Ярослава Мудрого — Єлизаветою Ярославною. У 1262—1264 роках до складу Норвегії була приєднана Ісландія. 1319 року укладено особисту унію з королем Швеції, 1380 року — з данським королем. 1397 року було укладено Кальмарську унію трьох скандинавських королівств під данською короною. У XV—XVI століттях йшло поступове оданення місцевої феодальної верхівки. 1536 року данською державною радою була проголошена Реформація, а вже наступного, 1537 року Норвегія була перетворена на звичайну провінцію данського королівства.

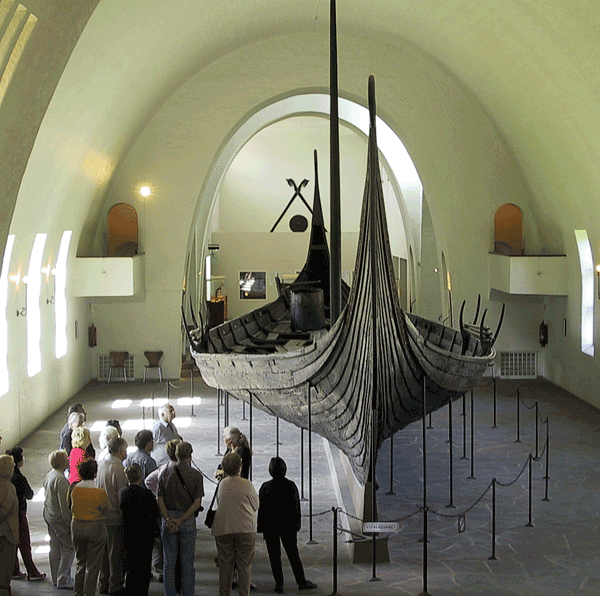
Довгий корабель вікінгів
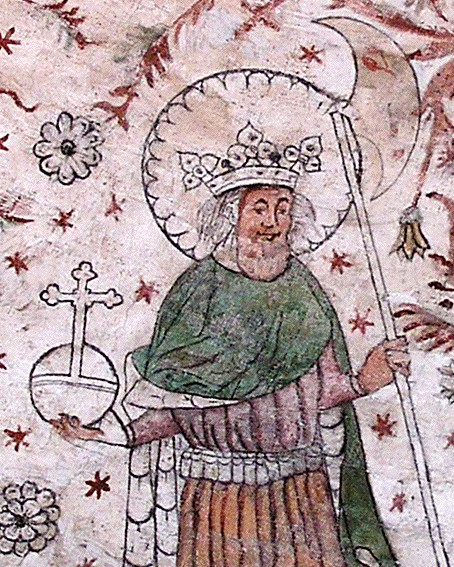
Святий Олаф
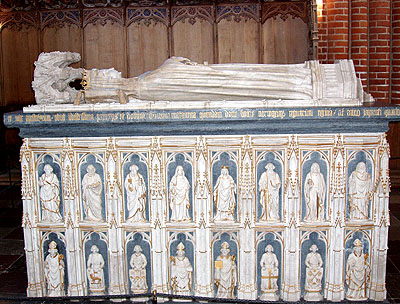
Саркофаг королеви Маргрете I
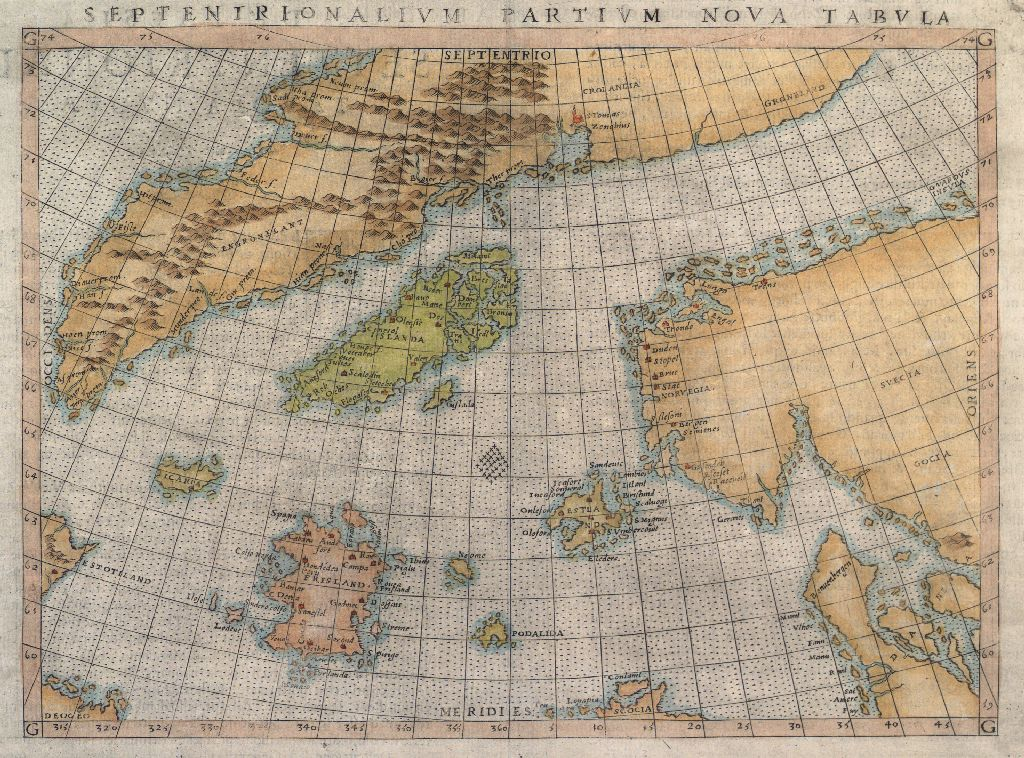
Карта Північної Європи, 1599 рік

### Нові часи
З розвитком індустрії наприкінці XVIII століття та зміцненням місцевої національної еліти розпочалося зміцнення й національного визвольного руху. Перша конституція королівства Норвегія була розроблена установчими зборами в місті Ейдсволле і прийнята ними же 17 травня 1814 року. Перша і єдина конституція Норвегії була натхнена ідеями Французької революції і пов'язана з проголошенням незалежності від Данії. У листопаді 1814 року, відповідно до таємної змови учасників антинаполеонівської коаліції, було укладено Кільську угоду. Згідно з нею Норвегія увійшла на 91 рік в унію зі Швецією, як подяка останній за її участь у боротьбі проти Наполеона І. Проте дія конституції не була припинена, шведський король лише зажадав внести до неї положення про створення унії.
1884 року в країні остаточно оформилась парламентська форма правління, оформилися загальнонаціональні партії лібералів (Венстре) і консерваторів (Гейре).

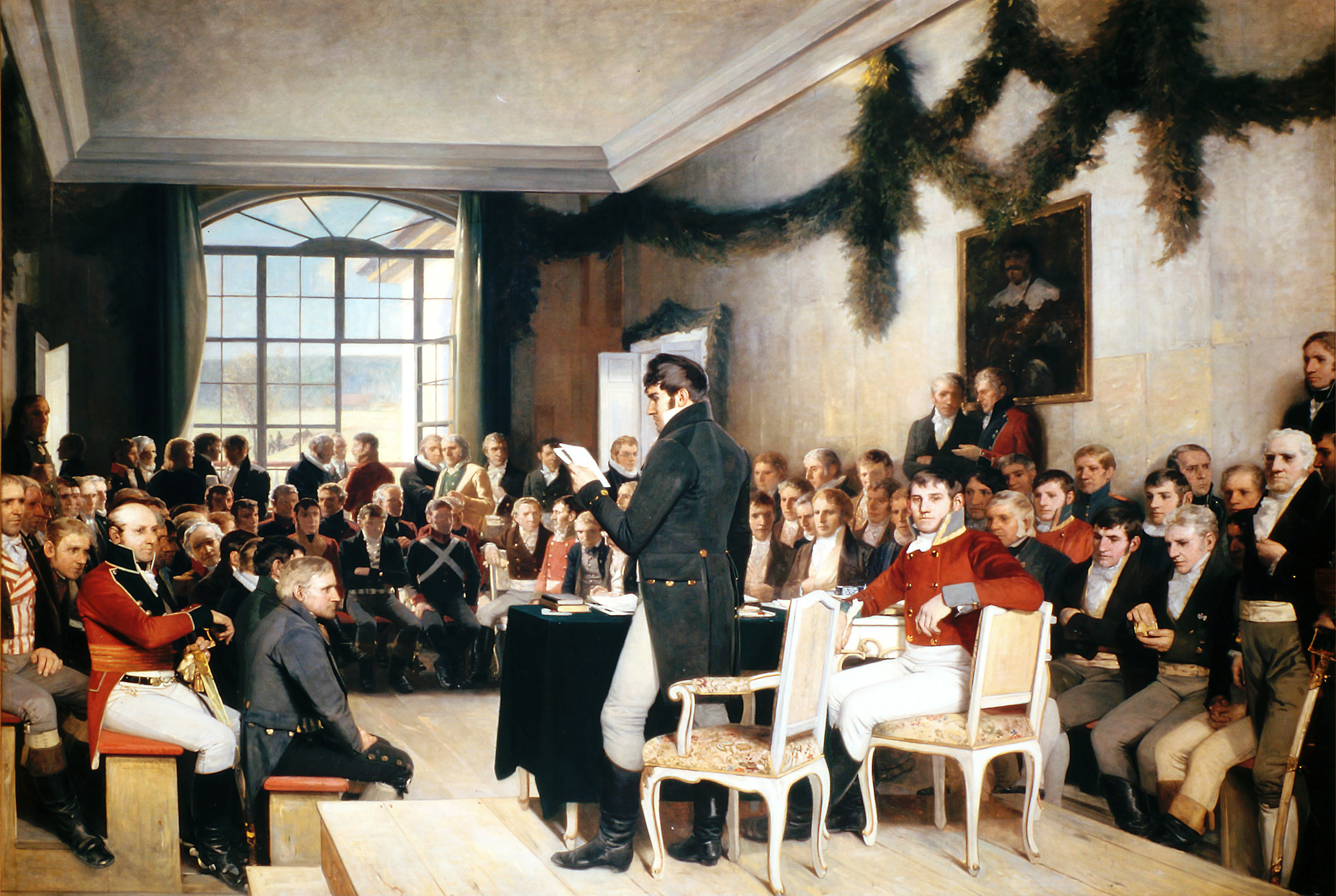
Конституційна асамблея, 1814 рік

### Новітні часи
У складі Швеції Норвегія поступово завойовувала національну автономію, утверджувала місцеві органи влади. 7 червня 1905 року було розірвано шведсько-норвезьку унію, за результатами всенародного референдуму парламент (Стортинг) проголосив незалежність. 26 жовтня того ж року Швеція визнала унію більше недійсною.
Під час Першої світової війни (1914—1918) Норвегія дотримувалася нейтралітету.

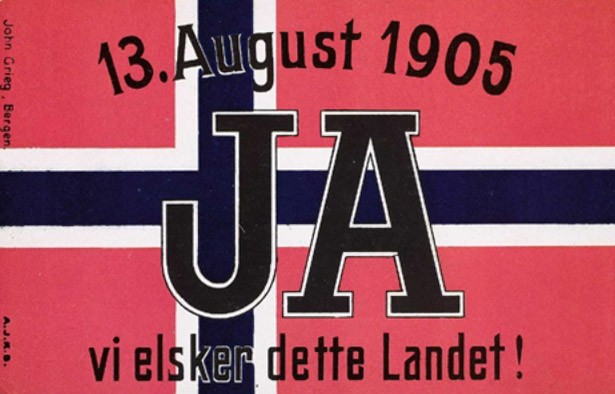
Патріотична листівка до референдуму 1905 року
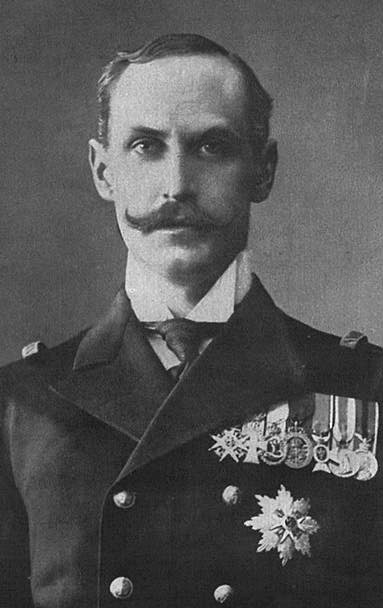
Король Хокон VII (1905–1952)

Під час Другої світової війни, попри нейтралітет, країна 1940 року була окупована нацистською Німеччиною (1940—1945). Уряд емігрував до Лондона. 1942 року нацисти створили в країні колабораціоністський уряд Квіслінга. На території країни розгорнувся Рух Опору, в складі якого перебували військовополонені-втікачі з концтаборів. У жовтні 1944 року Червона армія, розгромивши німецькі війська у Заполяр'ї, визволила північну частину Норвегії. 8 травня 1945 року німецькі війська в Центральній Норвегії капітулювали.
У післявоєнний період політичний курс Норвегії ознаменувався відходом від нейтралітету і входженням країни 1945 року до ООН, 1949 року до НАТО. Розпочалося тісне політичне і військово-економічне співробітництво з США, Великою Британією, але без розміщення на власній території іноземних військових баз і ядерної зброї. 1952 року вступила до Північної ради. Завдяки відкритим покладам вуглеводнів на шельфі Північного моря дозволило наприкінці 1960-х років значно пожвавити національну економіку. На всенародному референдумі 1972 року народ відхилив урядову пропозицію увійти до складу Європейського Союзу. Того ж року в травні було підписано ряд економічних і науково-технічних угод з СРСР. 1988 року тогочасний прем'єр-міністр Ґру Гарлем Брунтланн була нагороджена премією Третього світу. 1991 року помер король Олаф V, його владу успадкував його син Гаральд V. На референдумі 28 листопада 1994 року норвежці знову відмовилися приєднатися до ЄС, однак Норвегія залишається активним членом європейських організацій (ЄЕС, Шенгенські домовленості тощо).

## Державний лад
Норвегія за формою державного правління є парламентською конституційною монархією. Норвегія — унітарна держава, заснована на принципах конституційної монархії та парламентської демократії.
Право на громадянство за місцем народження (jus soli) не визнається; лише за походженням (jus sanguinis) — принаймні один із батьків повинен бути громадянином держави; подвійне громадянство не визнається. Кваліфікаційний період, постійне проживання на території держави, для натуралізації становить 7 років.

### Глава держави
Глава держави — король Гаральд V (норв. Harald V), з 17 січня 1991 року; спадкоємець трону — кронпринц Хокон (норв. Haakon Magnus), народився 20 липня 1973 року.
За конституцією Норвегії король повинен сповідувати євангелічно-лютеранську релігію і належати до Норвезької церкви, яка до церковної реформи 2012 року вважалась офіційною в державі. Норвезькі королі коронуються в Нідароському кафедральному соборі в Тронгеймі.

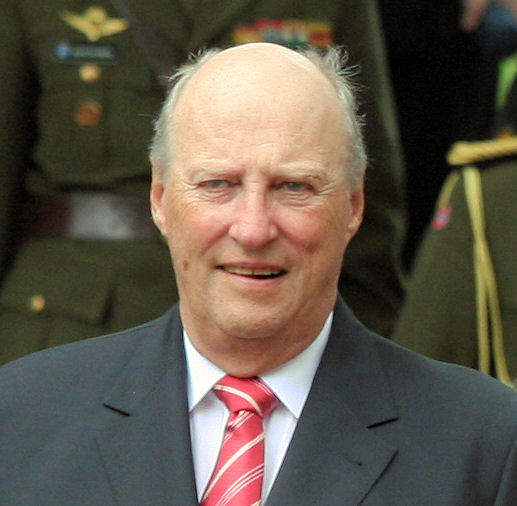
Король Гаральд V
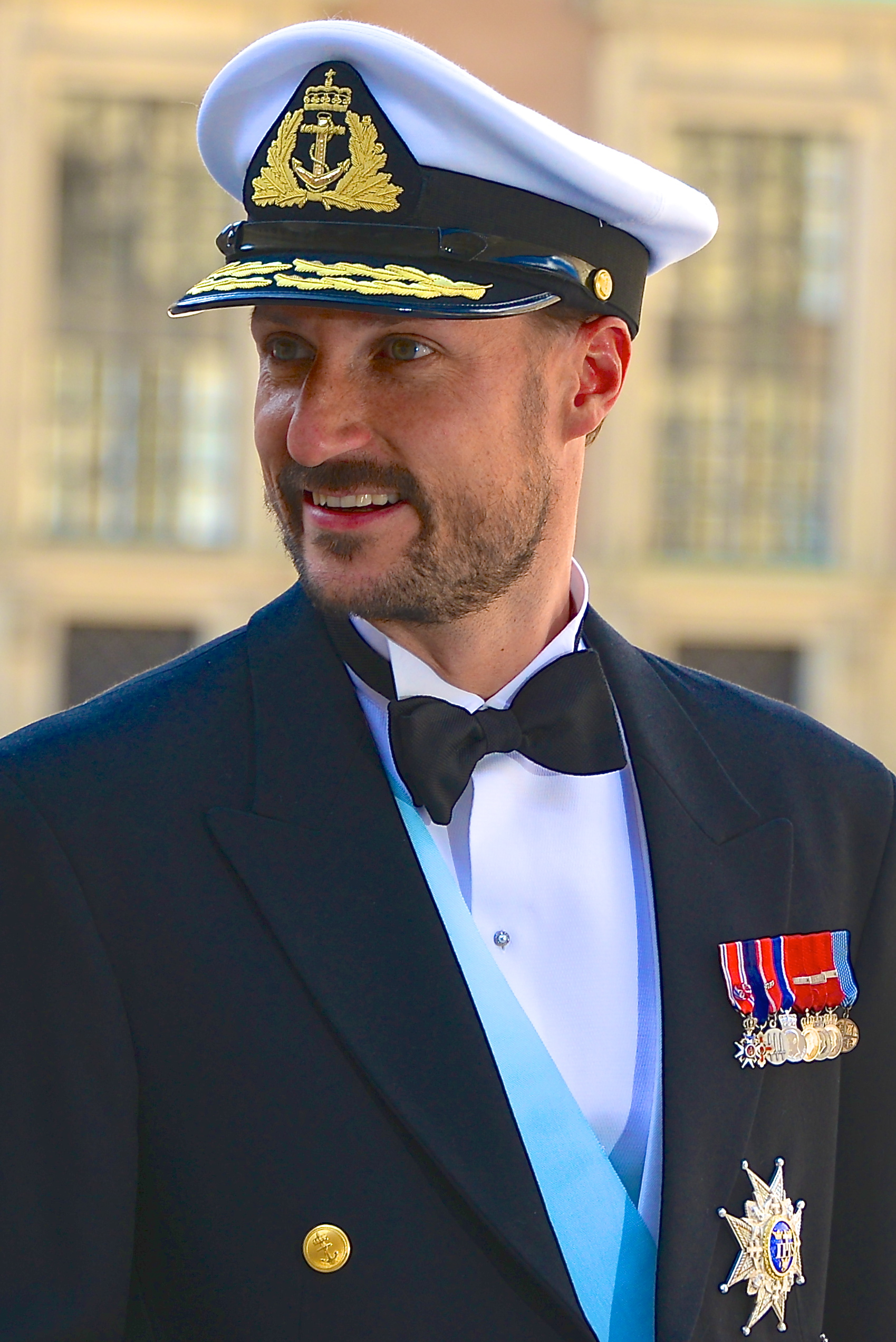
Кронпринц Хокон
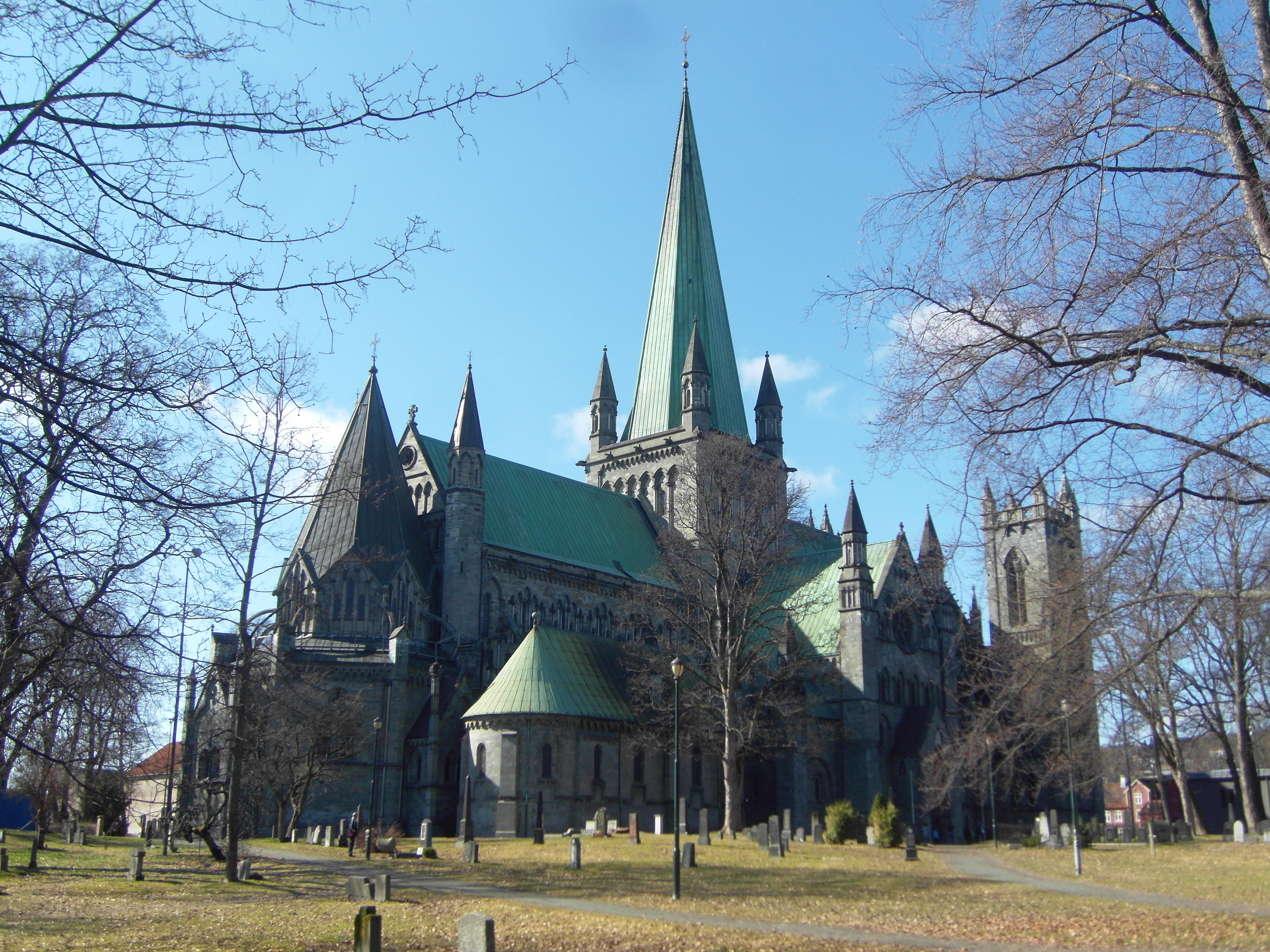
Нідароський кафедральний собор

### Конституція
Чинна конституція держави прийнята 17 травня 1814 року, підписана конституційною радою наступного дня. Конституція переглядалась більше 400 разів, останній раз 2015 року.

### Виконавча влада
За конституцією держави уся повнота виконавчої влади належить королю, але за суспільним договором і поправками 1884 року всі функції такої влади виконує уряд, як такий, що утворений парламентом, тобто обранцями від народу.
Уряд Норвегії існує у формі Державної ради, яку очолює король. До її складу, окрім монарха, входить прем'єр-міністр та не менше 7 інших членів уряду. Станом на початок 2018 року в норвезькому уряді 21 міністерська посада. Уряд обирається з членів парламенту, призначається монархом і затверджується парламентом, тому він несе повну політичну відповідальність перед парламентом. Членів уряду формально призначає король, однак у своєму рішенні він керується політичною ситуацією, тобто розкладом політичних сил, наявністю коаліції у парламенті. На практиці склад уряду оформлюється прем'єр-міністром країни. Всі рішення короля потребують підпису прем'єр-міністра, а у випадку військових питань, міністра оборони.
Фактичний глава уряду — прем'єр-міністр, з 14 жовтня 2021 року ним є Йонас Гар Стьоре. Прем'єр-міністр є лідером парламентської більшості, на посаді затверджується монархом за погодженням парламенту.

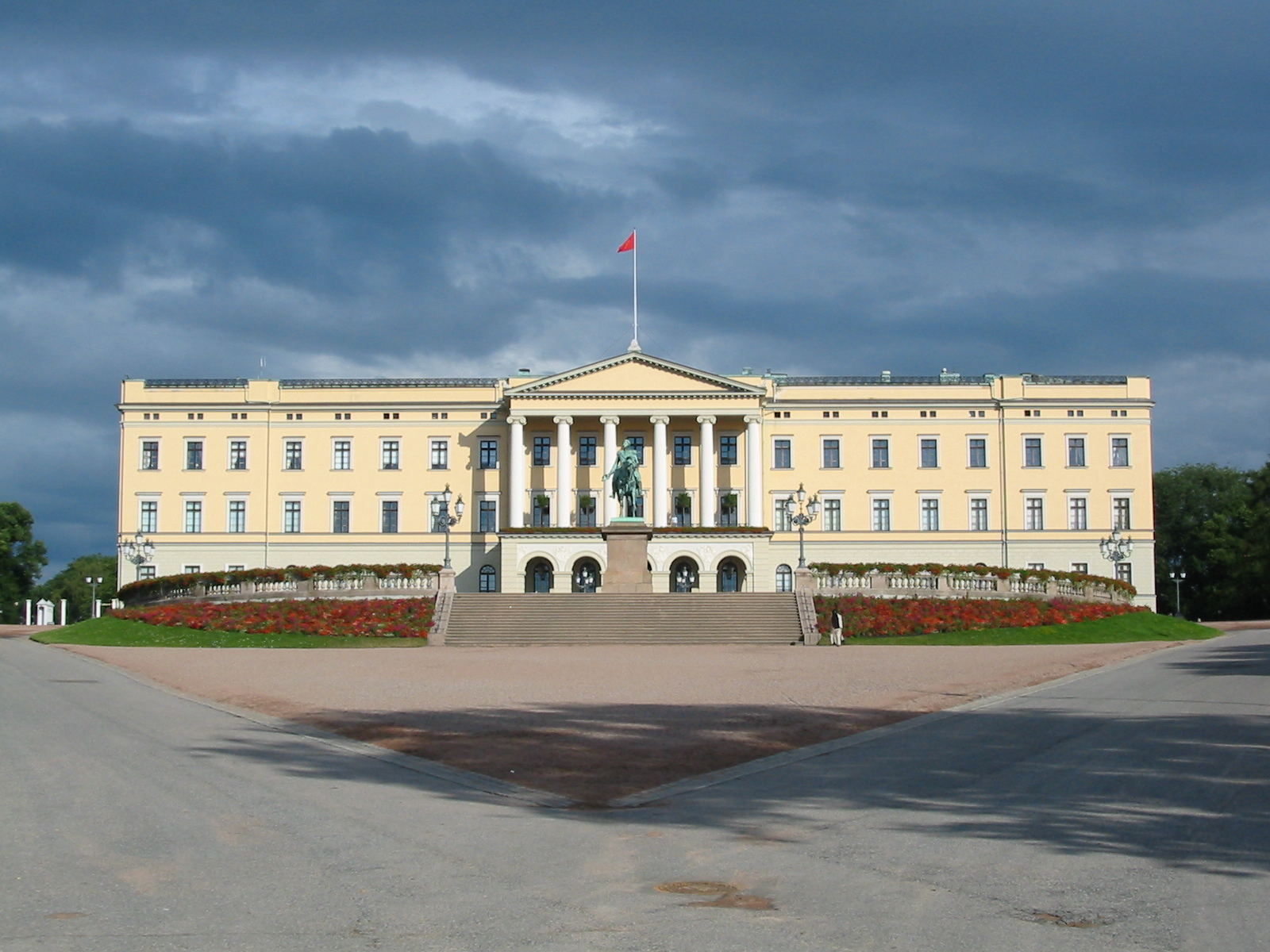
Королівський палац — місце засідань уряду
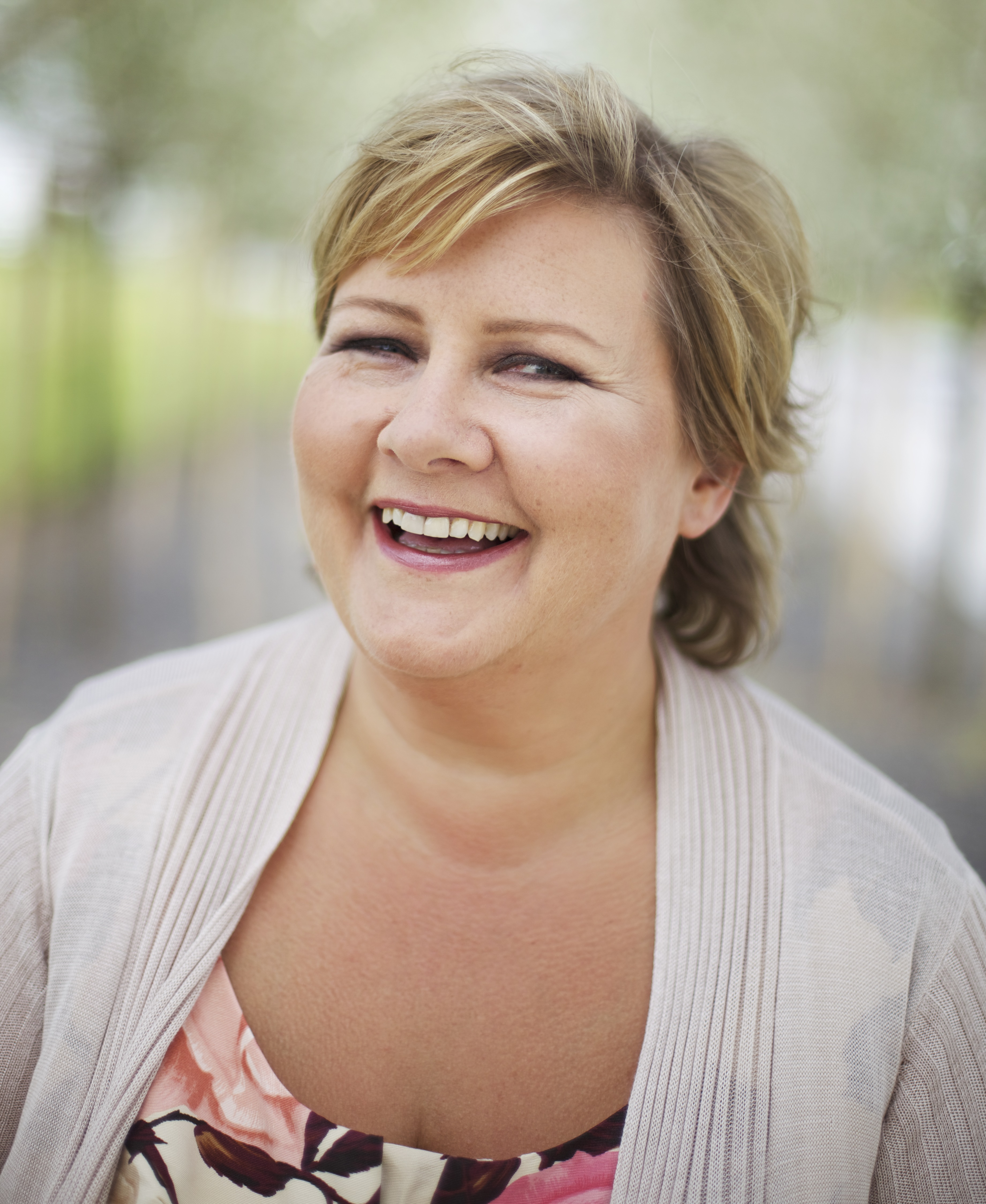
Прем'єр-міністр Ерна Сольберг
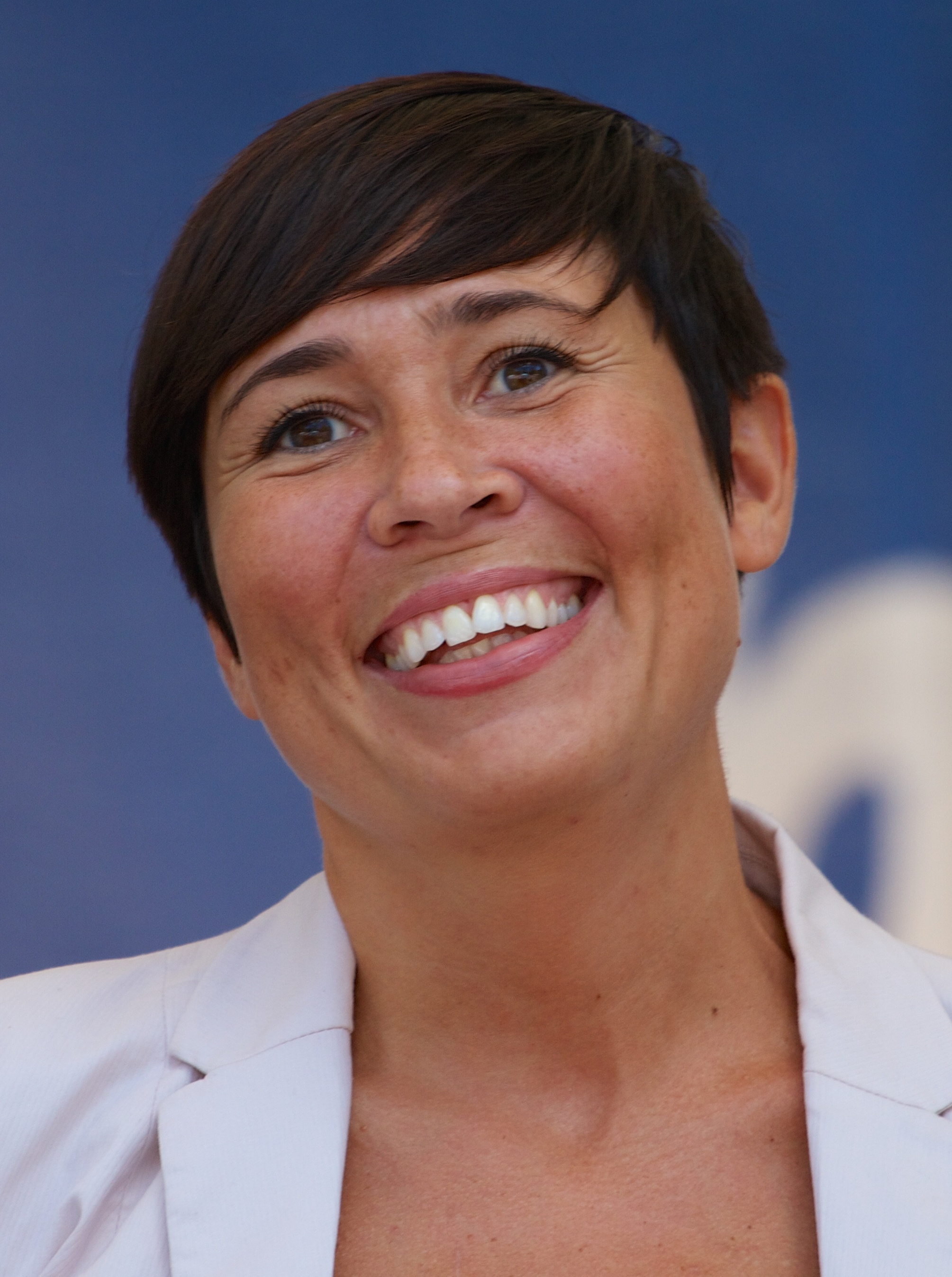
Міністр закордонних справ Іне Сорейде

Державна рада Норвегії складається з 16 профільних міністерств:
- Дітей та рівності (норв. Barne- og likestillingsdepartementet).
- Закордонних справ (норв. Utenriksdepartementet).
- Клімату та навколишнього середовища (норв. Miljøverndepartementet).
- Культури (норв. Kulturdepartementet).
- Місцевого самоврядування та модернізації (норв. Kommunal- og regionaldepartementet).
- Нафти та енергетики (норв. Olje- og energidepartementet).
- Оборони (норв. Forsvarsdepartementet).
- Освіти та досліджень (норв. Kunnskapsdepartementet).
- Охорони здоров'я (норв. Helse- og omsorgsdepartementet).
- Праці та соціального забезпечення (норв. Arbeidsdepartementet)
- Продовольства і сільського господарства (норв. Landbruks- og matdepartementet).
- Риболовлі та берегових справ (норв. Fiskeri- og kystdepartementet).
- Торгівлі та промисловості (норв. Nærings- og handelsdepartementet).
- Транспорту і зв'язку (норв. Samferdselsdepartementet).
- Фінансів (норв. Finansdepartementet).
- Юстиції та державної безпеки (норв. Justis- og beredskapsdepartementet).
- Офіс прем'єр-міністра (норв. Samordningsminister).

### Законодавча влада
Згідно з конституцією Норвегії, вищий законодавчий орган — Стортинг (норв. Storting). Він складається з однієї палати, до якої обирається 169 депутатів на чотирирічний термін. До 20 лютого 2007 року парламент ділився на дві палати — верхню лагтинг (англ. Lagting) та нижню одельстинг (норв. Odelsting), але на практиці цей поділ був чистою формальністю через що і скасований. Відразу після обрання депутати ділились на дві палати — 1/4 утворювала лагтинг, 3/4 — одельстинг. Засідання палат відбувались окремо. Для прийняття закону потрібна кваліфікована більшість (2/3 голосів від загального складу). Члени уряду можуть брати участь у засіданнях палат парламенту, але не мають права голосу.
Стортинг обирається шляхом загального демократичного таємного голосування за пропорційною виборчою системою громадянами, що досягли 18-річного віку. Обраними до парламенту (пасивне виборче право) можуть бути громадяни, що досягли віку 21 рік.
Спікер Стортингу — президент (норв. Stortingspresident), котрим стає лідер партії, яка перемогла на виборах. З 9 жовтня 2021 року посаду обіймає Ева Крістін Гансен (норв. Eva Kristin Hansen).

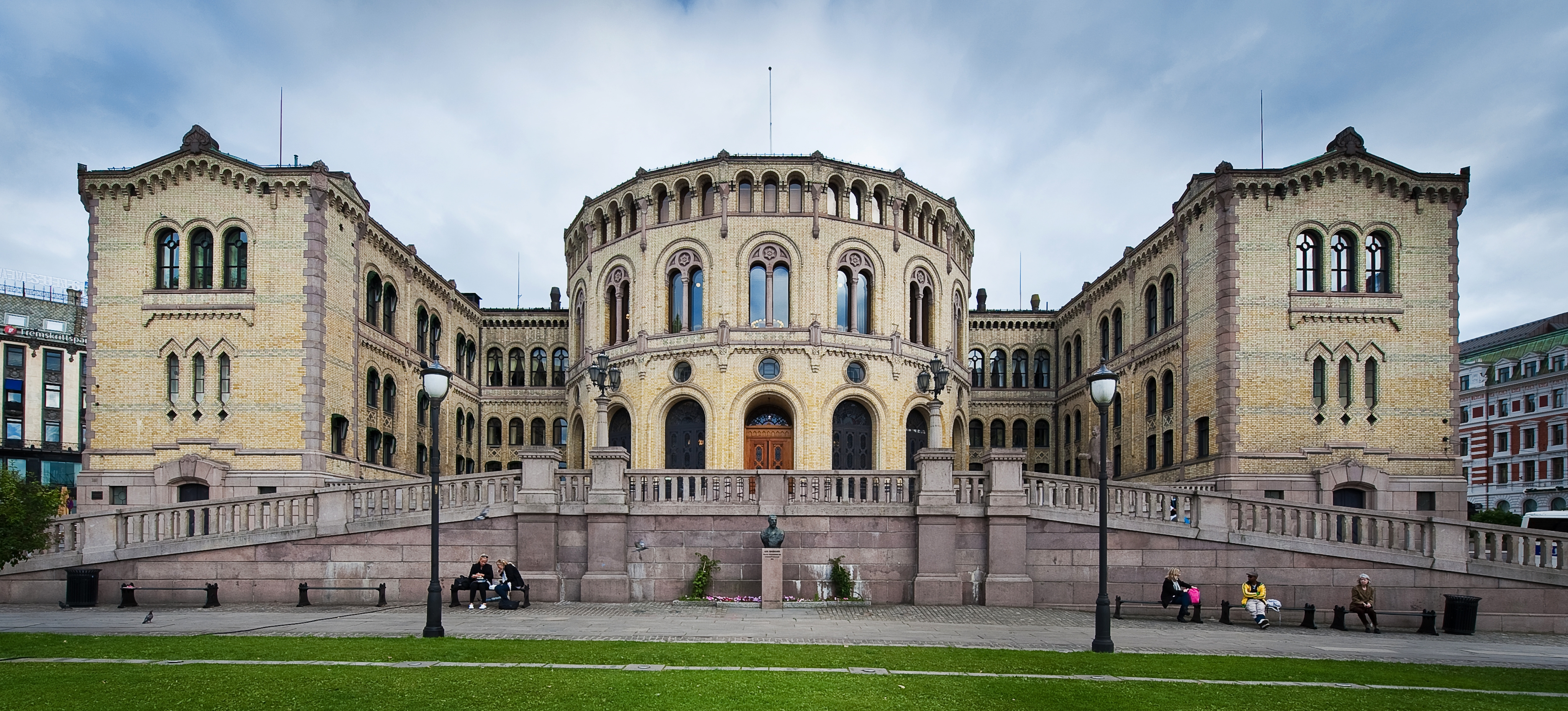
Будівля парламенту, Осло, 2009 рік
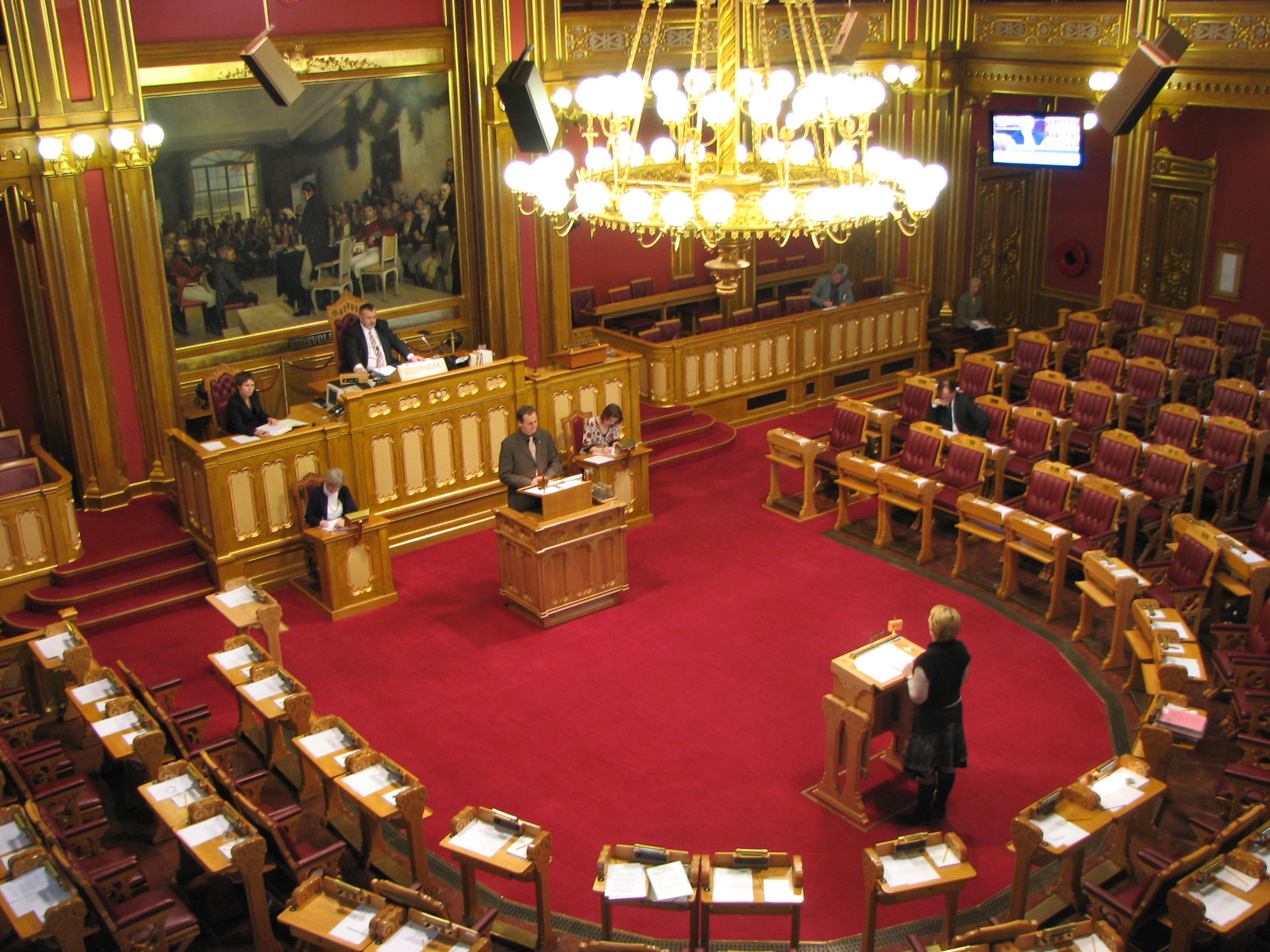
Зала засідань Стортингу, 2007 рік
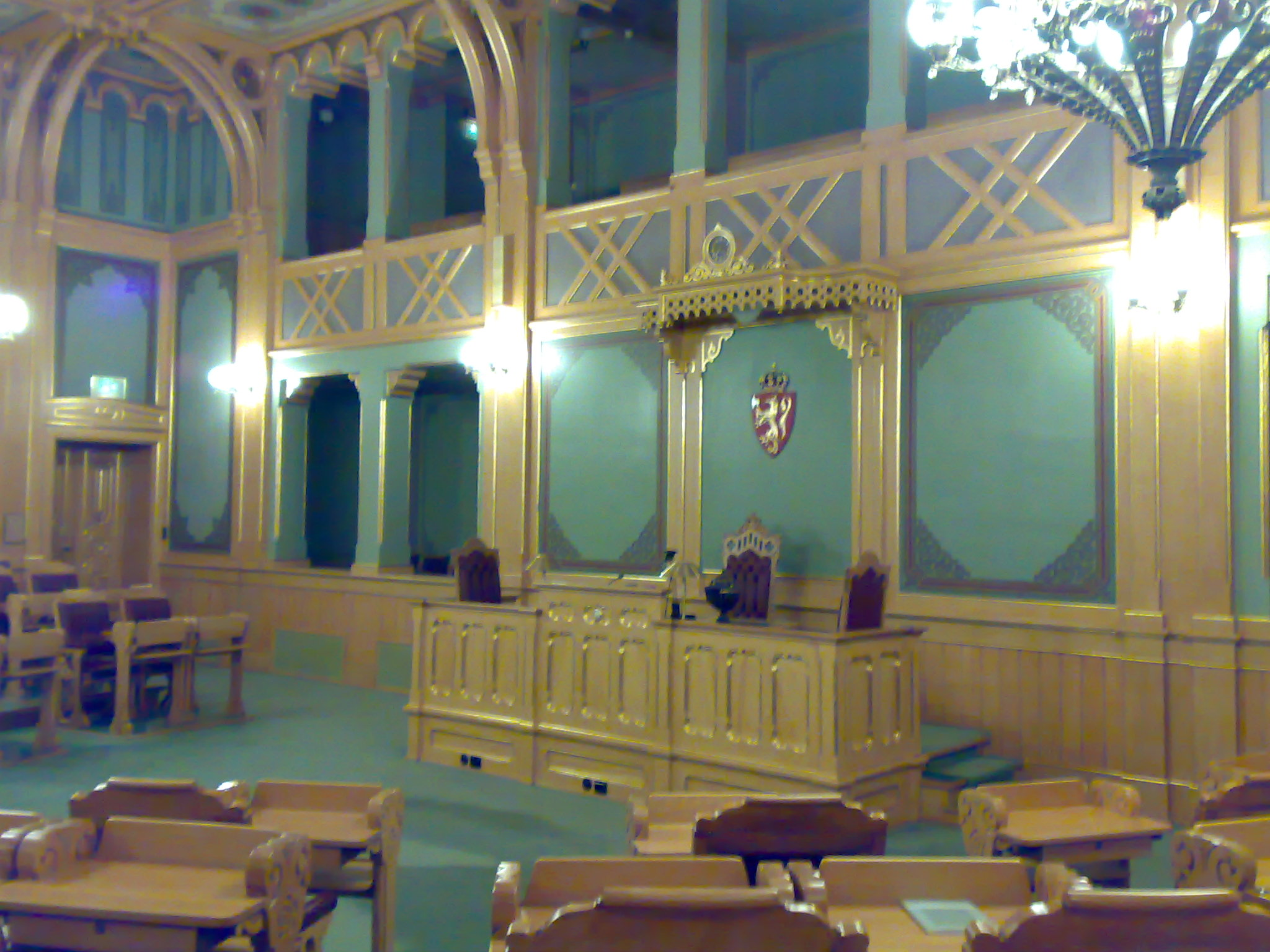
Колишня зала засідань лагтингу
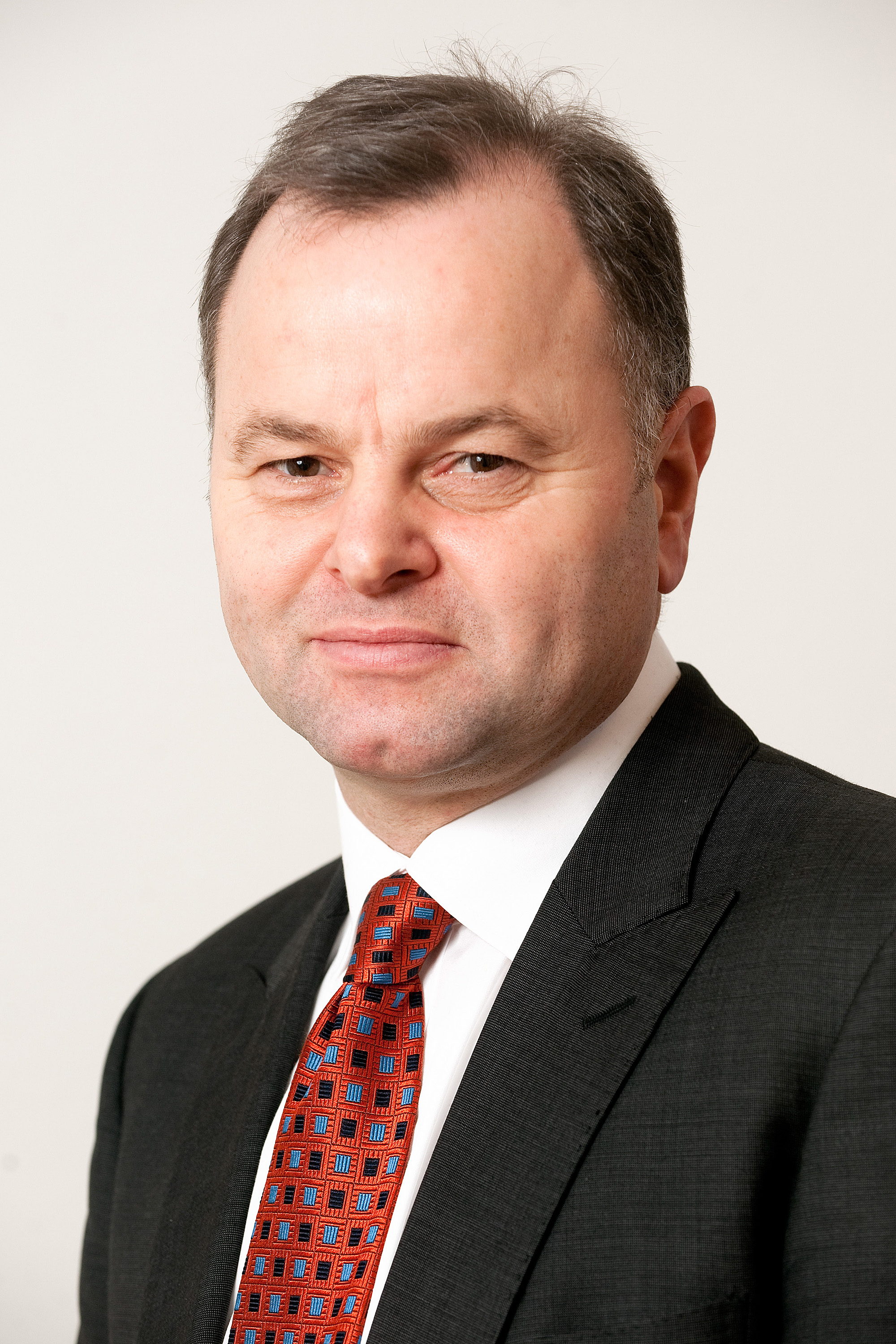
Олемік Томмессен
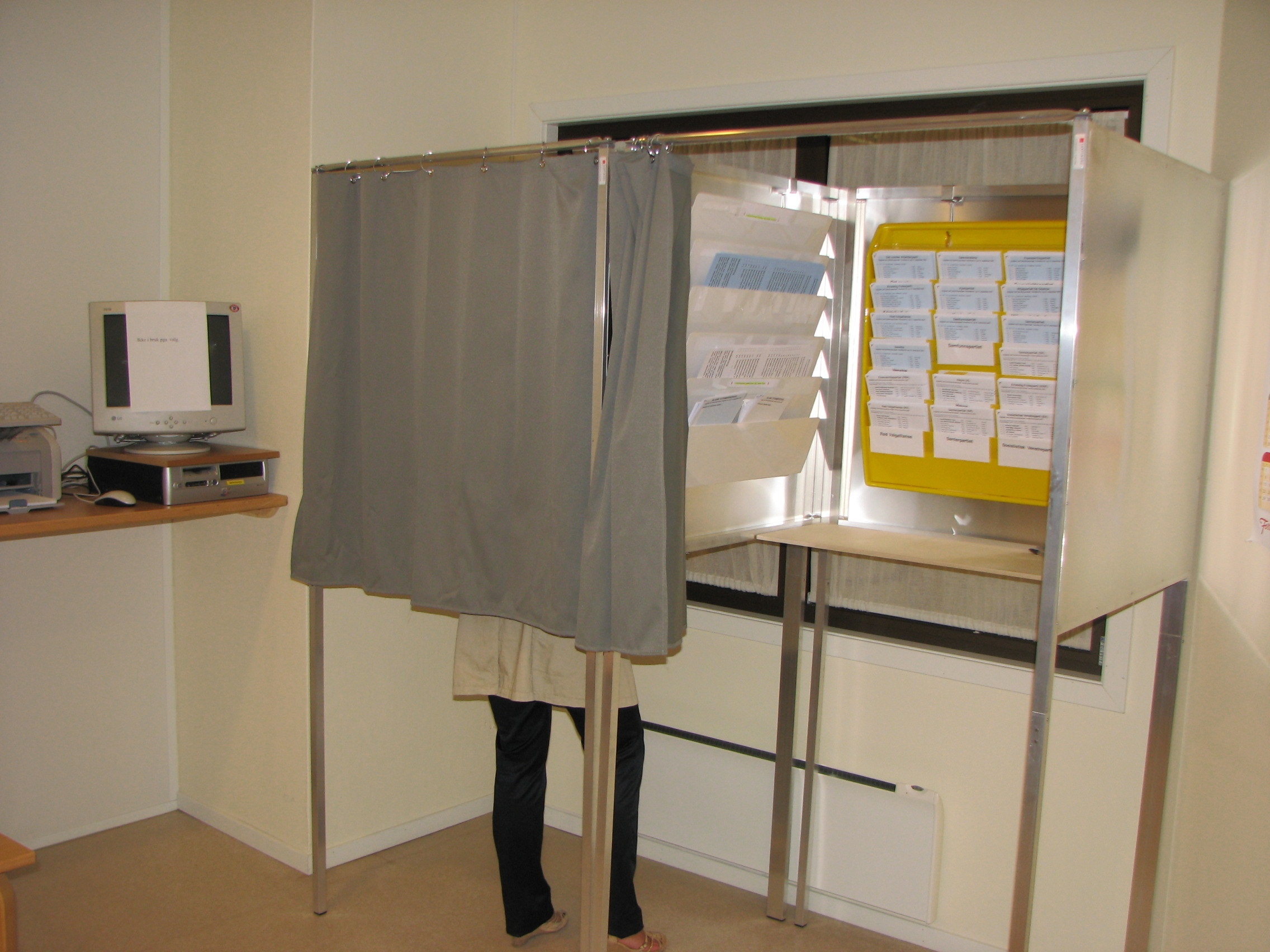
Кабінка для голосувань на загальнонаціональних виборах

Компетенція короля у сфері законодавства є нетрадиційною для конституційних монархій. Зокрема, король наділений правом «відкладального вето» на закони, прийняті парламентом. Для подолання такого вето закон має бути знову і без змін прийнятий парламентом наступного скликання, а засідання, на яких Стортинг розглядатиме цей закон, повинні бути віддалені одне від одного щонайменше двома черговими сесіями.
Норвегія бере участь у роботі Міжпарламентського союзу (IPU).

#### Політичні партії
Станом на 2018 рік у Норвегії міністерством юстиції зареєстровано 28 політичних партій.
Останні парламентські вибори відбулися 11 вересня 2017 року, наступні заплановані на вересень 2021 року. На парламентських виборах до парламенту пройшли наступні політичні партії:
- Центристсько-права коаліція.
  - Гейре (Консервативна партія) (норв. Høyre, H), лідер — Ерна Солберг (норв. Erna Solberg) — 45 місць (25 %). Заснована 1884 року, представляє інтереси середнього класу.
  - Прогресивна партія (норв. Fremskrittspartiet, FrP), лідер — Сів Єнсен (норв. Siv Jensen) — 27 місць (15,2 %).
  - Ліберальна партія (норв. Venstre, V), лідер — Тріне Скай Гранде (норв. Trine Skei Grande) — 8 місць (4,4 %). Заснована 1884 року, представляє інтереси середнього класу, деякої частини службовців та інтелігенції.
  - Християнсько-демократична партія (норв. Kristelig Folkepartiet, KrF), лідер — Кнут Арільд Гарейде (норв. Knut Arild Hareide) — 8 місць (4,2 %). Заснована 1933 року, представляє інтереси норвезьких християн і клерикалів.

Лідери партій правлячої коаліції
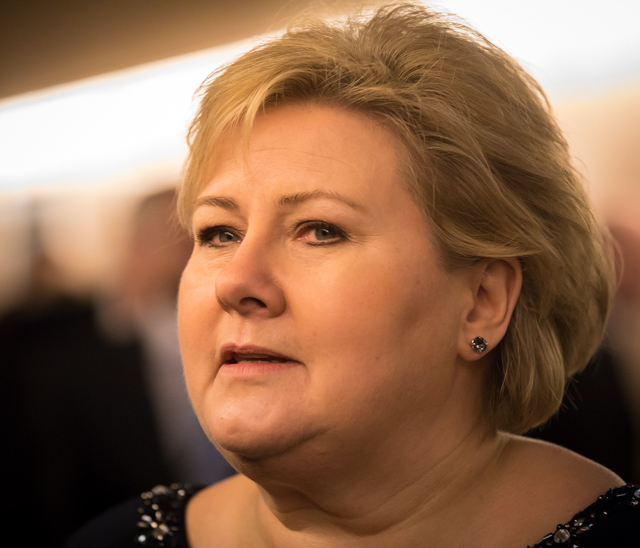
Ерна Сольберг
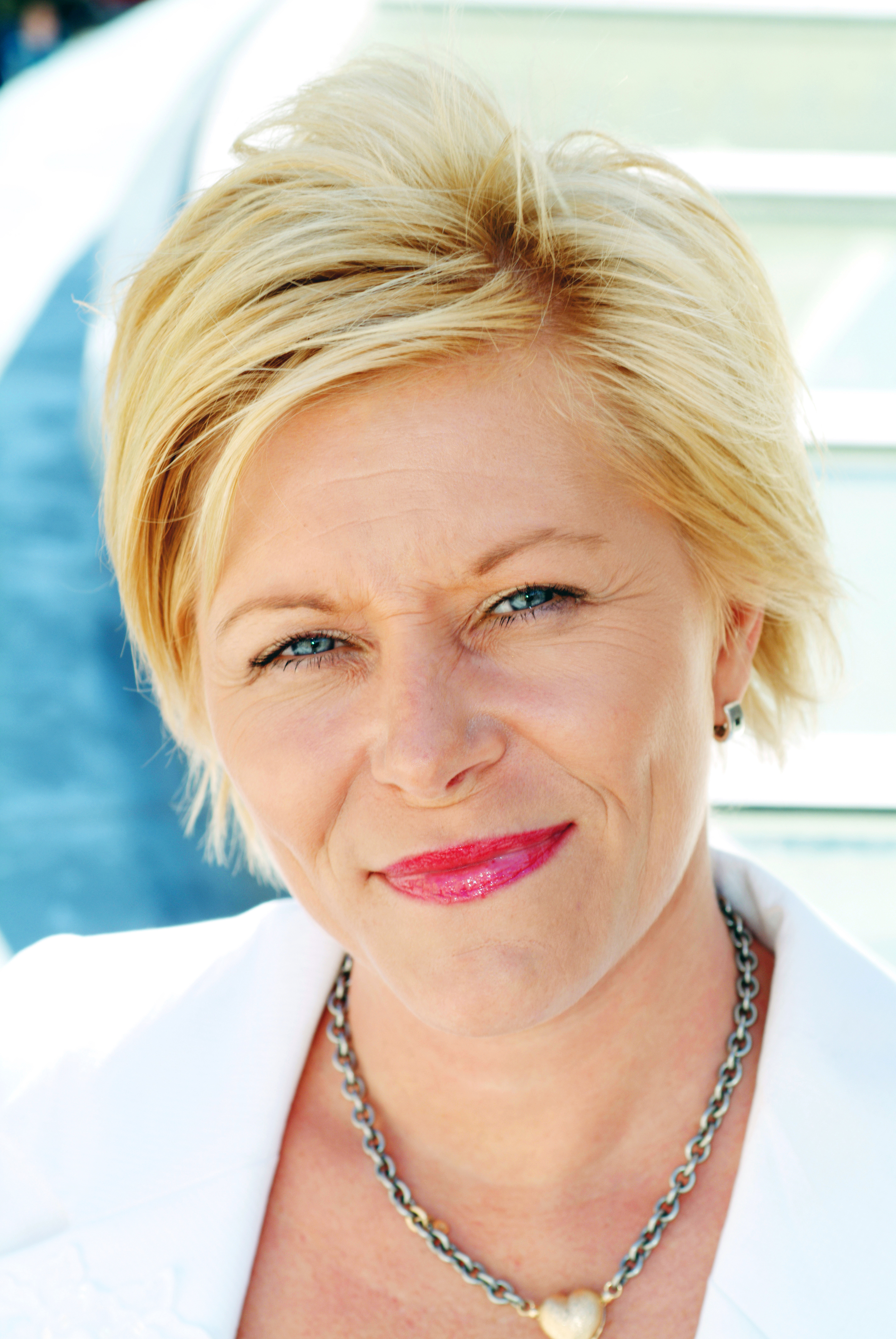
Сів Єнсен
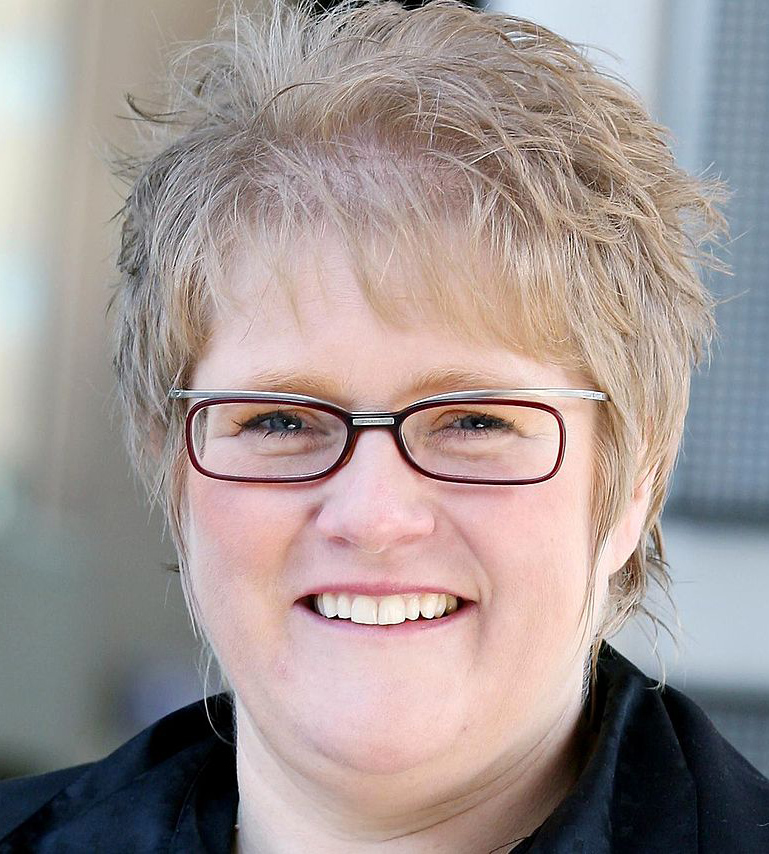
Тріне Скай Гранде
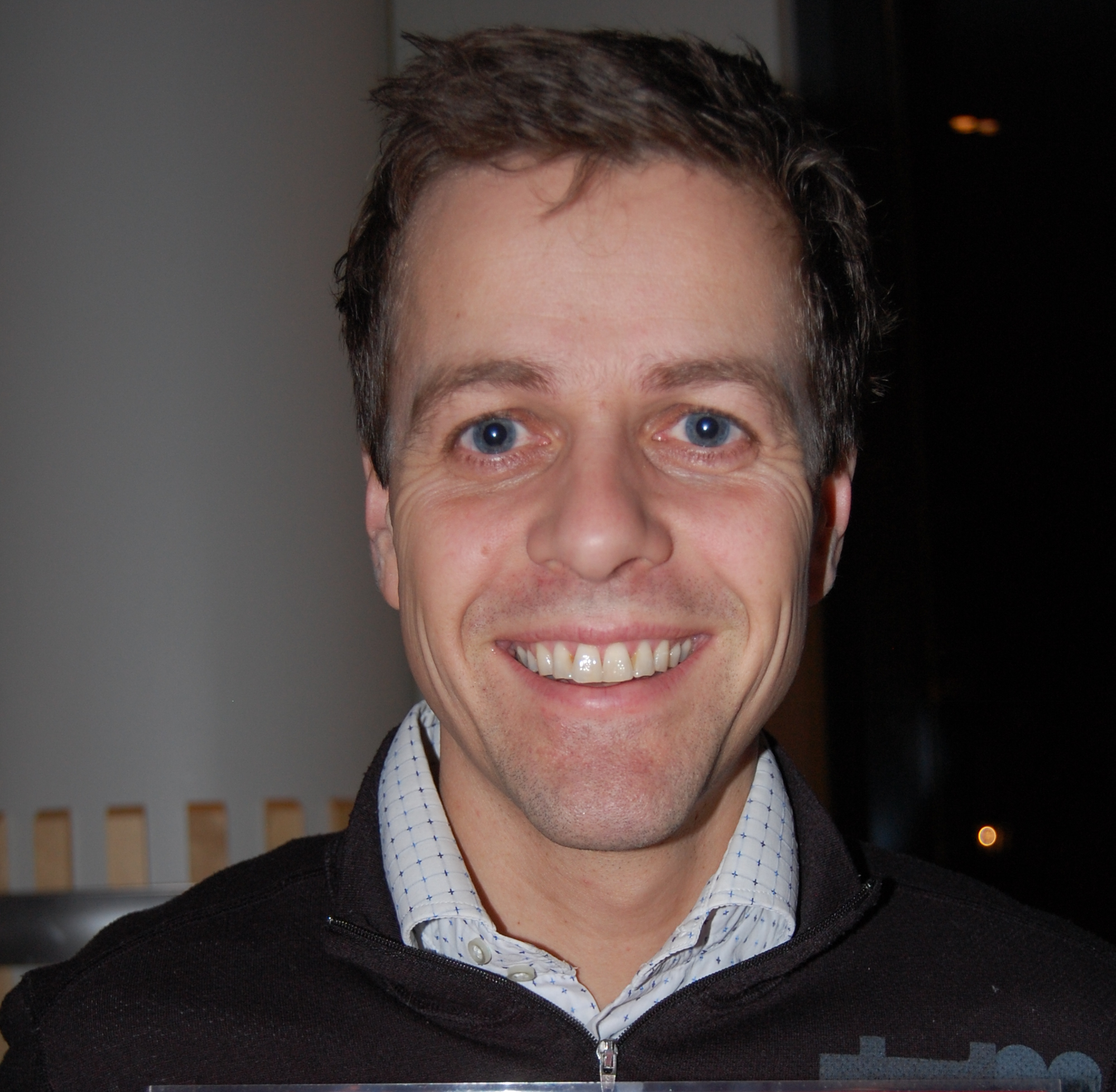
Кнут Арільд Гарейде

- Червоно-зелена коаліція.
  - Робітнича партія (норв. Det norske Arbeiderpartiet, Ap), лідер — Йонас Гар Сторе (норв. Jonas Gahr Store) — 49 місць (27,4 %). Заснована 1887 року, представляє інтереси робітників, службовців та інтелігенції. Входить до Соціалістичного інтернаціоналу.
  - Центристська партія (норв. Senterpartiet, Sp), лідер — Трюгве Слагсвольд Ведум (норв. Trygve Slagsvold Vedum) — 19 місць (10,3 %). Заснована 1920 року, представляє інтереси землевласників.
  - Соціалістична ліва партія (норв. Sosialistisk Venstrepartiet, SV), лідер — Одун Лісбаккен (норв. Audun Lysbakken) — 11 місць (6 %). Заснована 1975 року.
  - Партія зелених (норв. Miljøpartiet De Grønne, MDG), лідер — Расмус Ганссон (норв. Rasmus Hansson) і Уне Айна Бастгольм (норв. Une Aina Bastholm) — 1 місце (3,2 %).
  - Червоні (норв. Rødt, R), лідер — Бйорнар Мокснес (норв. Bjørnar Moxnes) — 1 місце (2,4 %).

Інші групи політичного впливу:
- Конфедерація норвезьких підприємств (норв. Naeringslivets Hovedorganisasjon; NHO), лідери — Торе Улстейн (норв. Tore Ulstein) і Крістін Скоген Лунд (норв. Kristin Skogen Lund);
- Норвезька конфедерація профспілок (норв. Landsorganisasjonen i Norge; LO), заснована 1899 року, лідер — Ганс-Крістіан Габріельсен (норв. Hans-Christian Gabrielsen);
- природоохоронці, незалежні медіа, рухи за цифрову приватність[34].

Штаб-квартири провідних норвезьких політичних партій в Осло
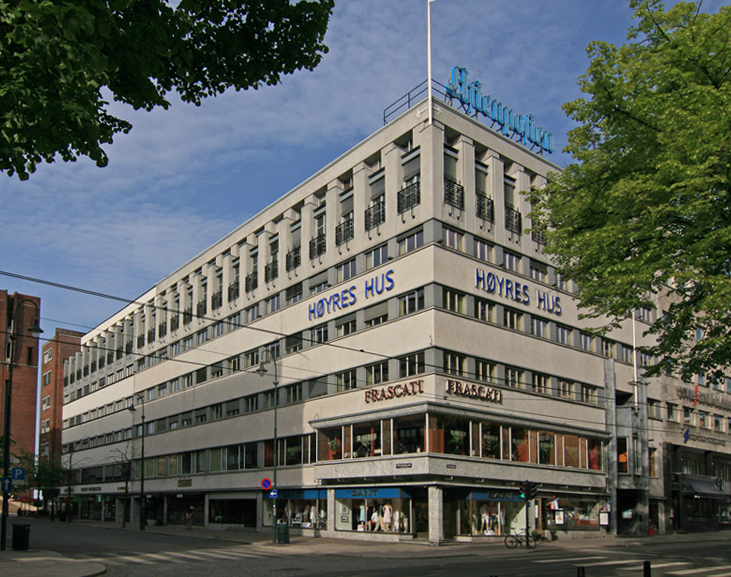
Консервативної
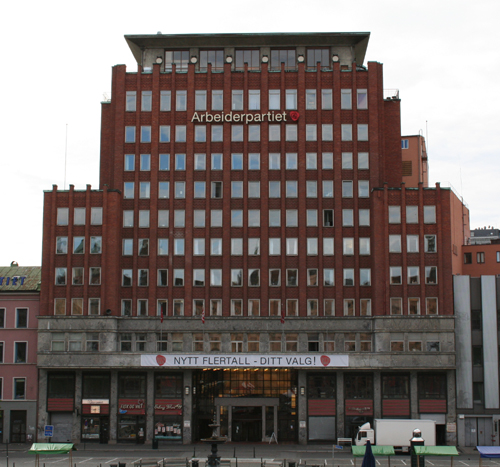
Лейбористської
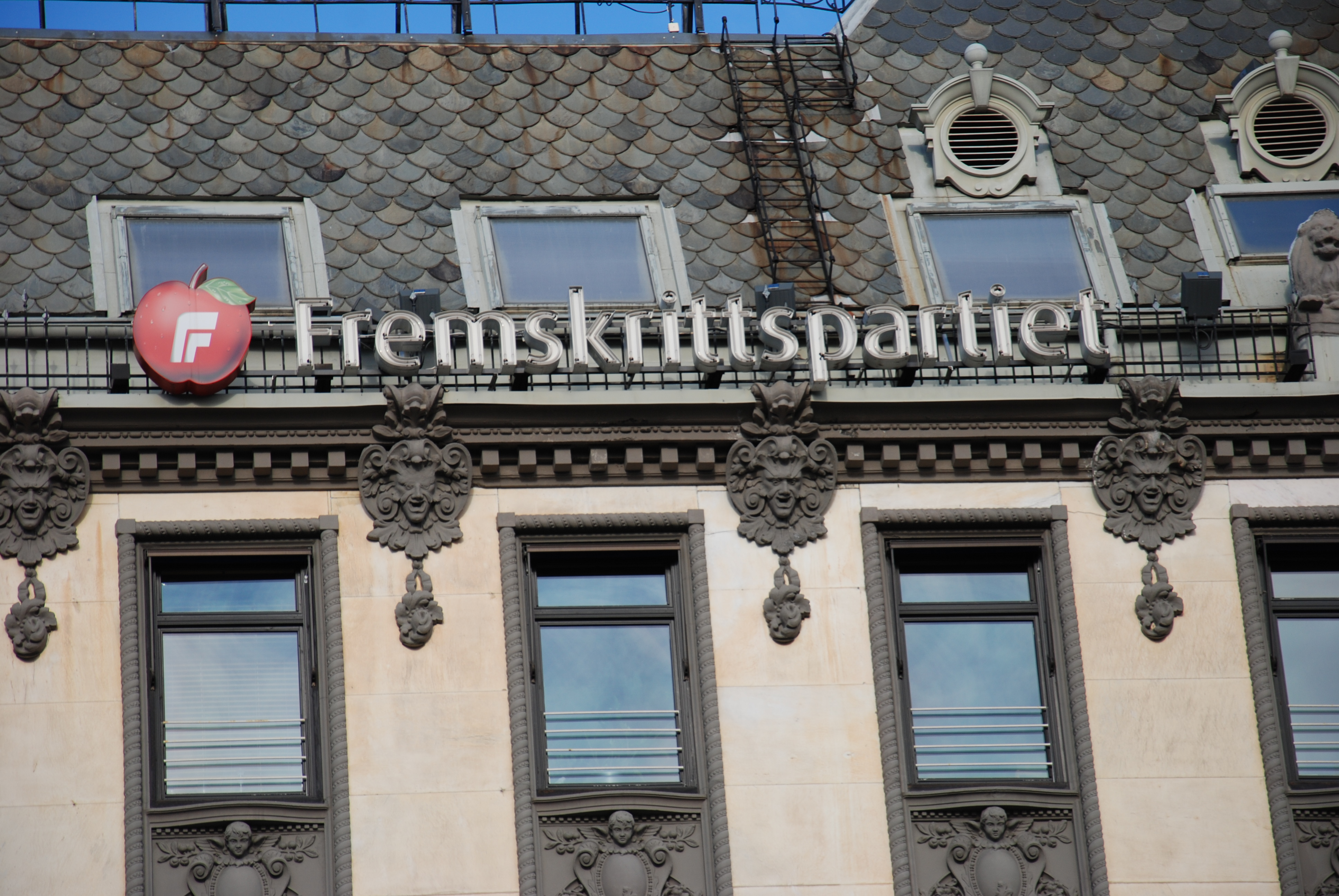
Прогресивної
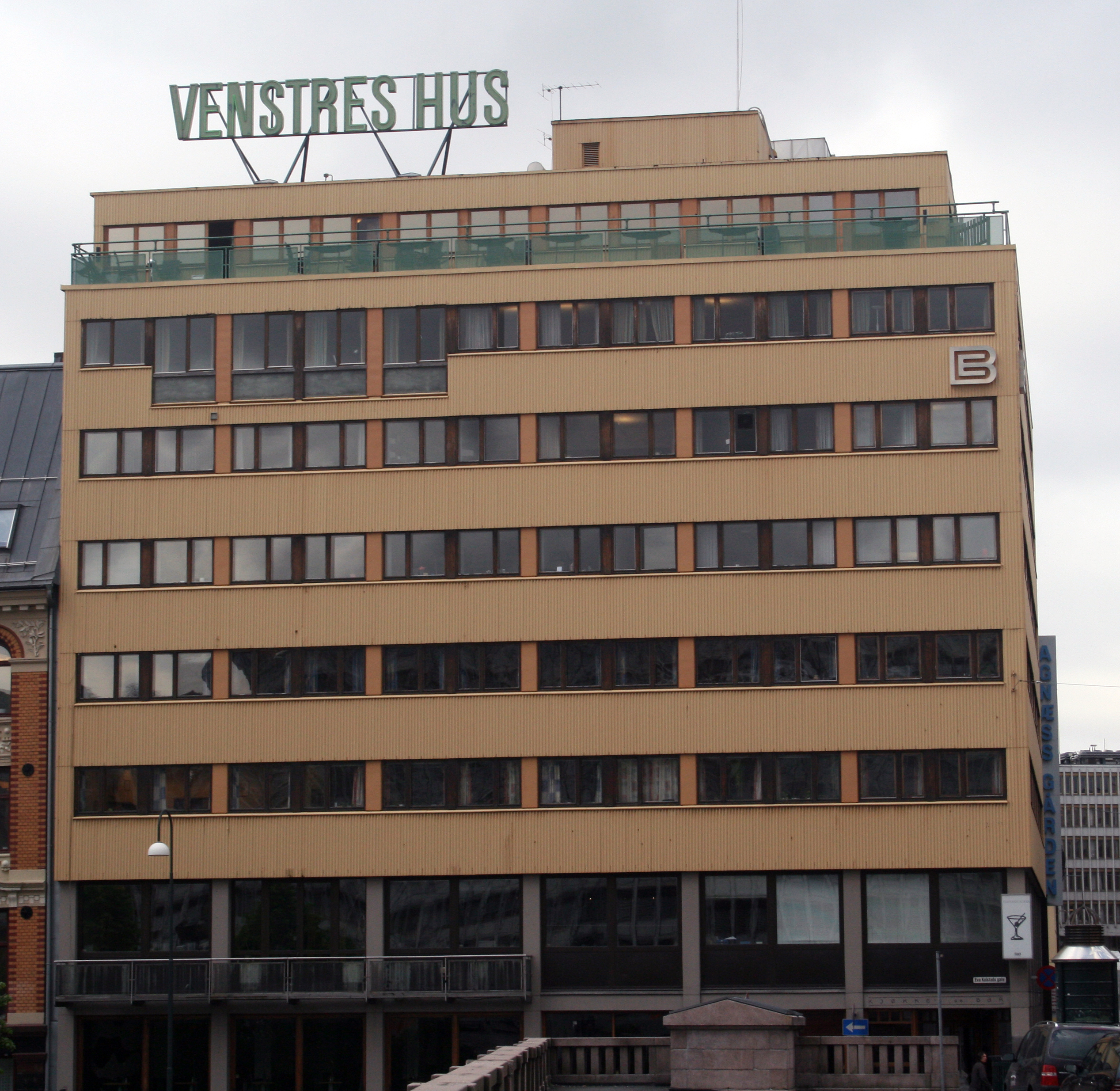
Ліберальної
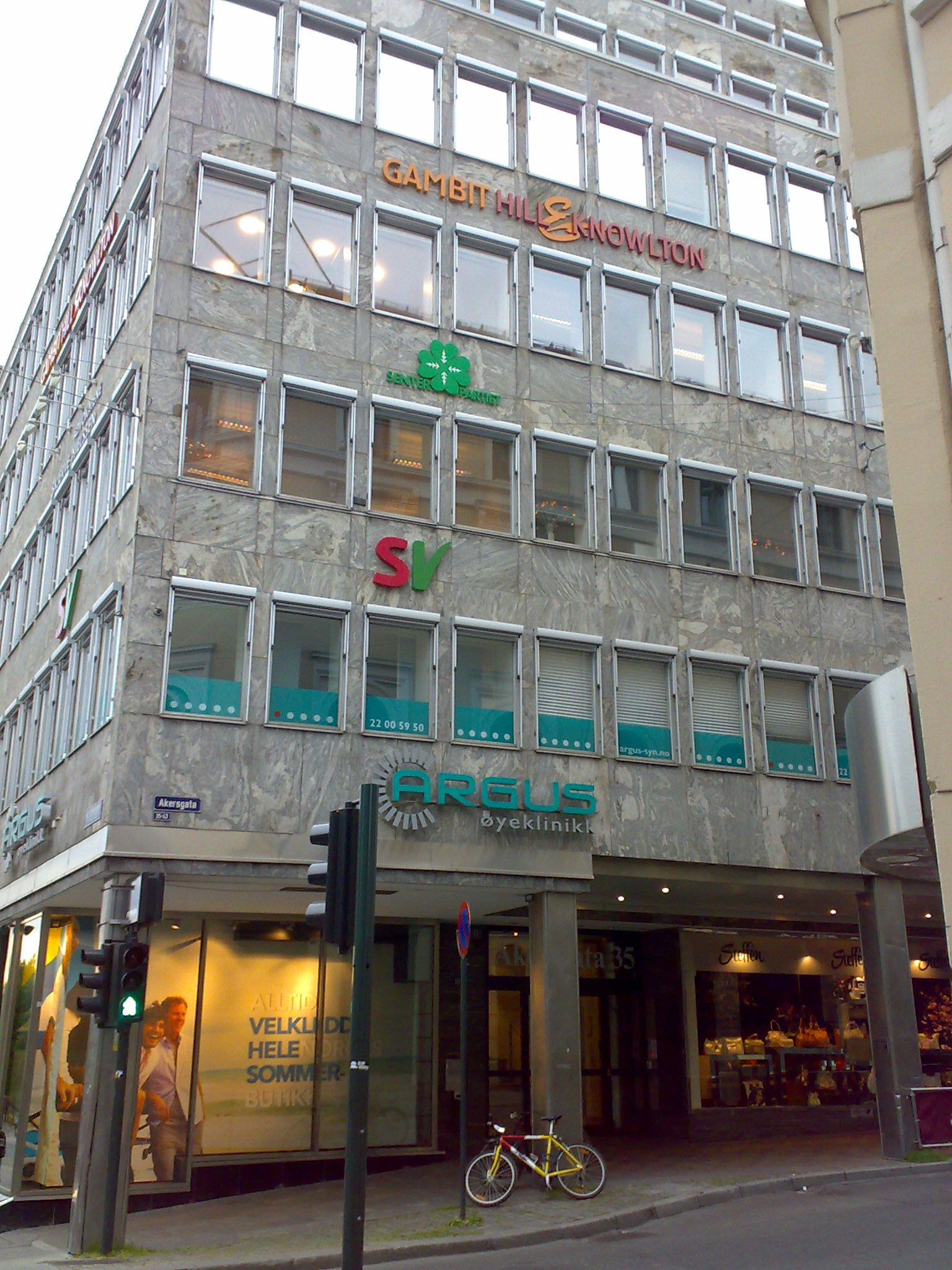
Центристської і соціалістичної лівої

### Судова влада
Правова система в державі являє собою суміш римського, загального і звичаєвого права — скандинавська система. Судовий прецедент у Норвегії виступає одним із правових джерел. Постанови Верховного суду, а інколи й рішення нижчестоящих судів, що прийняті саме по цій справі, мають силу «переконливого прецеденту» для всіх нижчих інстанцій і ретельно ними вивчаються і потім, по них вони приймають рішення в справі, де виникає правове питання такого самого змісту. При цьому Верховний суд Норвегії в своїх рішеннях формулює не загальні норми, а положення, які належать до аналогічних обставин розглянутої ним справи. Якщо порівнювати з англійським правом тут судові рішення конкретні і вони не виступають як обов'язкові правила, і не розраховані на беззаперечне застосування в майбутньому.
Верховний суд (норв. Hoyesterett) складається з голови і 18 допоміжних суддів. У його юрисдикцію входить перегляд законодавчих актів на дотримання норм норвезького права. До судів нижчої інстанції відносяться: апеляційні суди (норв. Lagmensrett); регіональні (у 5 адміністративних центрах регіонів) та окружні суди (в адміністративних центрах фюльке); звичайні та спеціальні суди; третейські суди (норв. forliksråd) для більшості цивільних суперечок, що існують при кожному муніципалітеті і складаються зі звичайних громадян. Поруч із професійними суддями в апеляційних і окружних судах на суддівській лаві можуть засідати і спеціально обрані представники з місцевих громад. Призначення на суддів, посади у більшості випадків здійснюється королем за поданням міністра юстиції. Судді обіймають власні посади до 70-річного віку.
Держава визнає юрисдикцію Міжнародного суду із застереженнями, повністю визнає юрисдикцію Міжнародного кримінального суду. Норвегія бере участь у функціонуванні міжнародної кримінальної поліції Інтерпол (ICPO).

### Міжнародні відносини
Норвегія є членом ряду міжнародних організацій та інституцій:
- Арктичної ради (Arctic Council),
- Австралійської групи (AG),
- Ради країн Балтійського моря (CBSS),
- Спільноти демократій (CD),
- Ради Європи (CE),
- Європейської організації з ядерних досліджень (CERN),
- Ради євроатлантичного партнерства (EAPC),
- Міжнародного агентства з атомної енергії (IAEA), Міжнародного банку реконструкції та розвитку (IBRD),
- Міжнародної морської організації (IMO),
- Північної ради (NC),
- Північноатлантичного альянсу (NATO),
- Агентства з ядерної енергії[en] (NEA),
- Групи ядерних постачальників (NSG),
- спостерігач Організації Американських Держав (OAS),
- Організації з безпеки і співробітництва в Європі (OSCE),
- Паризького клубу (Paris Club),
- Шенгенської угоди,
- Організації Об'єднаних Націй (UN),
- Організації Об'єднаних Націй з питань освіти, науки і культури (UNESCO),
- Комітету Цангера (ZC)[34].

Посол Сполучених Штатів Америки в Норвегії з 12 січня 2017 року — Джеймс Дегарт (англ. James P. Dehart). Будівля американської амбасади знаходиться в місті Осло, за адресою: Henrik Ibsens gate 48, 0244 Oslo. Посол Норвегії в США з 22 серпня 2013 року — Каре Рейдар Аас (норв. Kare Reidar Aas). Будівля амбасади знаходиться за адресою: 2720 34th Street NW, Washington DC, 20008. Генеральні консульства відкриті у містах: Х'юстон, Нью-Йорк, Сан-Франциско.

### Українсько-норвезькі відносини
Історія українсько-норвезьких відносин сягає IX століття, коли під час норманських завоювань територія Подніпров'я стала ареною боротьби за контроль над торговим шляхом із Балтійського до Чорного і далі, через Босфор, до Середземного морів — «із варяг до греків». Цей шлях був важливою східною ланкою навколоєвропейських морських шляхів норманів, що замикала його у цілісне коло. Так у літописі Нестора «Повість временних літ» під 862 роком міститься поетична легенда про старійшин слов'янських племен, які запрошували варягів прийти на Русь і стати її правителями. На що відізвались Рюрик, Синеус і Трувор, осівши у землях навколо Новгорода, сучасна Росія. Пізніше конунг Олег із сином Рюрика, Ігорем прийшов до Києва і, вбивши місцевих князів Аскольда і Діра, започаткував Київську Русь: «Хай буде се мати городам руським». Як історіографічні, так і археологічні джерела свідчать про тісний зв'язок скандинавських народів із слов'янським населенням Подніпров'я. Одним із найвідоміших фактів того часу — одруження дочки Ярослава Мудрого Єлизавети з норвезьким принцом, а згодом й майбутнім королем Норвегії 1045—1066 років Гаральдом III Суворим.
Уряд Норвегії офіційно визнав незалежність України 24 грудня 1991 року, дипломатичні відносини з Україною встановлено 5 лютого 1992 року. Від 2004 року в Норвегії, в її столиці, місті Осло, за адресою 0244 Oslo, Arbins gate 4, діє українське посольство і консульство. Від 2016 року надзвичайним і повноважним послом України в Норвегії — Яцюк Вячеслав Вікторович. У Києві, за адресою 01901 Київ, вул. Стрілецька, 15, діє норвезьке посольство. Від 2016 року послом Норвегії в Україні — Уле Тер'є Хорпестад (норв. Ole Terje Horpestad).

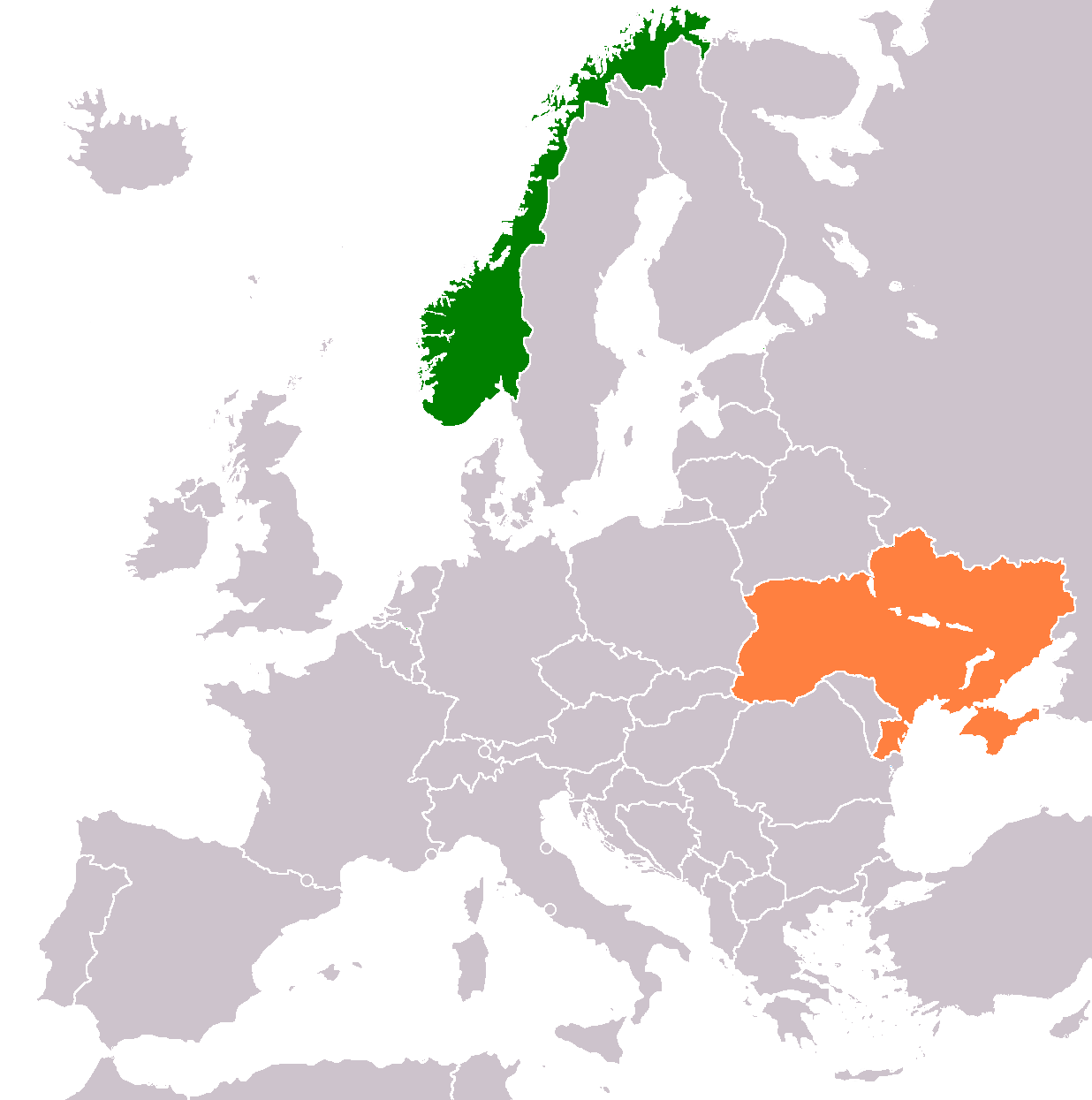
Норвегія (зелений) і Україна (помаранчевий)
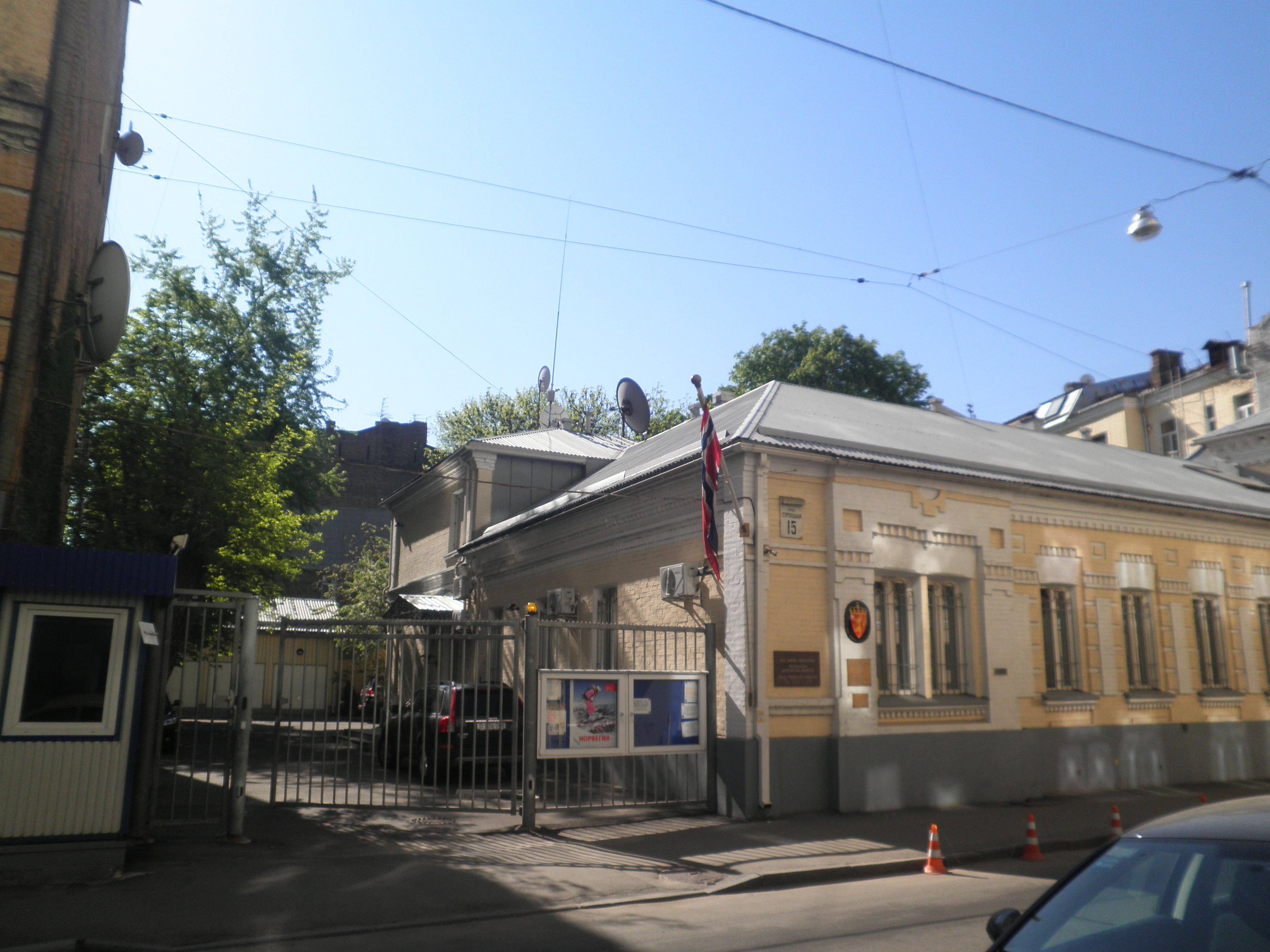
Посольство Норвегії в Україні
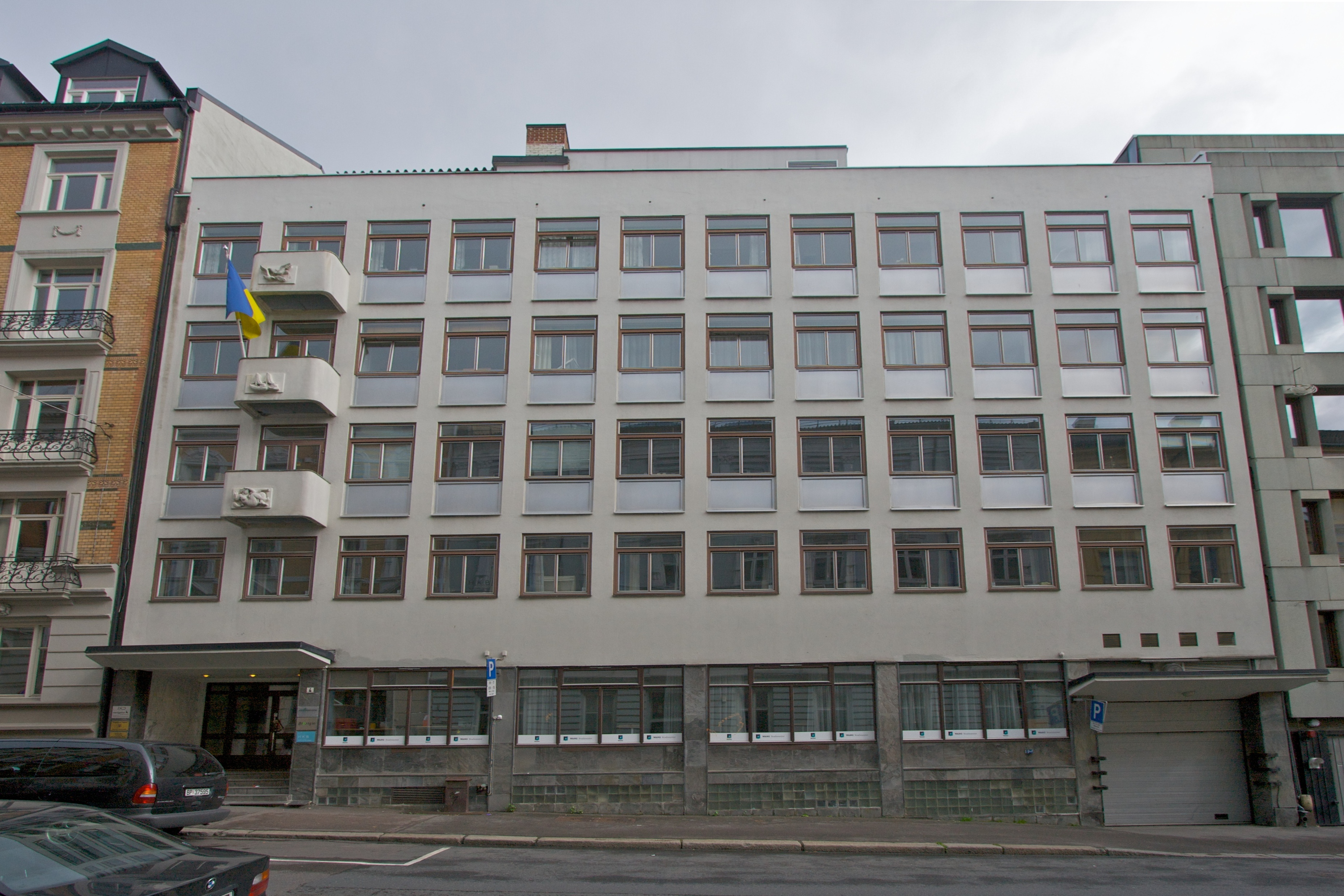
Посольство України в Норвегії
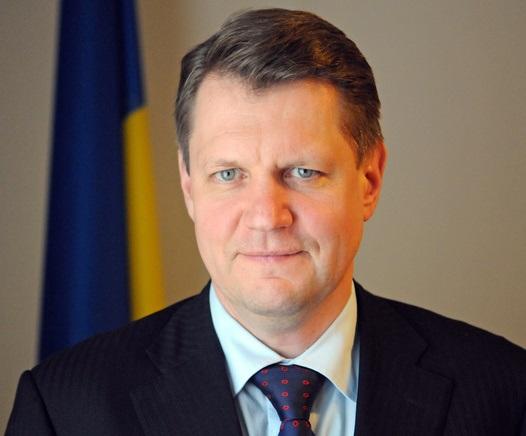
Вячеслав Яцюк

Політичний діалог між Норвегією і Україною розвивається як у двосторонньому форматі, так і в рамках міжнародних організацій і форумів. Невирішених проблем у двосторонніх відносинах між двома країнами немає. Перший офіційний візит до Норвегії на рівні прем'єр-міністра України було здійснено Миколою Азаровим 29—30 листопада 2012 року; з боку Норвегії це був візит прем'єр-міністра Ерни Солберг до України 18 листопада 2014 року. На рівні міністрів закордонних справ візити до Норвегії здійснювали Геннадій Удовенко 1996 року і Костянтин Грищенко 2004 року; очільники норвезького МЗС відвідували Україну 1992 року — Торвальд Столтенберг, 2000 року — Турбйорн Ягланд, 2006 року — Йонас Гар Стьоре, 2013 року і тричі 2014 року — Берге Бренде. 24 червня 2010 року в Рейк'явіку (Ісландія) була підписана угода про зону вільної торгівлі між Україною та Європейською асоціацією вільної торгівлі (EFTA). Активно розвивається міжпарламентське співробітництво. 2003 року Норвегію вперше відвідав голова Верховної Ради України Володимир Литвин; 11—12 вересня 2014 року Олександр Турчинов. Україну відвідали такі президенти Стортингу як Кірсті Колле Грендаль — 1999 року, Турбйорн Ягланд — у 2005 та 2009 роках. Норвезький уряд підтримує зусилля українського уряду, спрямовані на проведення реформ у нашій державі, збільшивши в чотири рази щорічну фінансову допомогу Україні до 30 млн доларів США. Через збройну агресію Російської Федерації, посилює санкційні заходи проти країни-агресора. З листопада 2014 року в Україні веде свою діяльність Представництво Норвезької ради у справах біженців (NRC).

### Державні символи
Національний символ країни — лев. Національні кольори: червоний, білий, блакитний.

#### Герб
Державний герб Норвегії уперше з'явився близько 1200 року. На гербі зображений золотий у червленому полі коронований лев святого Олафа. У передніх лапах лева, який повернутий на захід, затиснута бойова сокира.

#### Прапор
Державний прапор Норвегії, затверджений 13 липня 1821 року, являє собою прямокутне полотнище червоного кольору із синім скандинавським хрестом у білій облямівці. Центр хреста зміщено до древка. Дизайн прапора наслідує данський Даннеброг. Кольори прапора є поєднанням кольорів Данії та Швеції. Всі три кольори, використані у прапорі, символізують свободу (як на прапорах Франції, США, Британії, Нідерландів). Автором дизайну прапора Норвегії, затвердженого резолюцією норвезького парламенту в 1821 році, був парламентарій із Бергена Фредерік Мельцер. В Акті про прапор від 10 грудня 1898 року зазначені пропорції сучасного прапора: довжина — 22 одиниці; ширина — 16 одиниць; ширина синього хреста — 2 одиниці; ширина білого обрамлення хреста — 1 одиниця; відстань від древка до середини хреста — 8 одиниць.

#### Гімн
Державним гімном Норвегії слугує пісня «Так, ми любимо цей край» (норв. «Ja, vi elsker dette landet»), слова до якої написав Б'єрнстьєрне Б'єрнсон (1832—1910), мелодію — Рикард Нордрок. Гімн офіційно затверджено 1864 року. На додаток до національного гімну використовується королівський гімн «Пісня короля» (норв. "Kongesangen") на мелодію «Боже, бережи королеву!».

## Територіально-адміністративний поділ
За формою державного устрою Норвегія — унітарна держава. У адміністративному плані територія Норвегії поділяється на 18 (01.01.2020: 11) губерній (повітів) «фюльке» (норв. fylker), у тому числі місто Осло, прирівняне до фюльке, які, в свою чергу, поділяються на 430 (01.01.2020: 356) сільських (норв. herreds-) і міських (норв. by-) комун (норв. kommuner). До 1 січня 2018 року, коли фюльке Нур-Тренделаг і Сер-Тренделаг були об'єднані, в країні налічувалось 19 фюльке.
У кожній фюльке обирається місцева рада і діє призначуваний королем за поданням прем'єр-міністра губернатор. Представницькими органами місцевого самоврядування у комунах виступають місцеві ради, склад яких обирає населення на строк у 4 роки. Обрані місцеві ради формують місцеві виконавчі органи.

18 фюльке Норвегії та 2 залежні території Шпіцберген і Ян-Маєн, станом на 1 січня 2018 року

Неофіційно фюльке об'єднують у 5 основних регіонів:
| №                   | Герб | Фюльке                             | Адміністративний центр      |
| ------------------- | ---- | ---------------------------------- | --------------------------- |
| Східна Норвегія     |      |                                    |                             |
| 1                   |      | Естфолл (Østfold)                  | Сарпсборг (Sarpsborg)       |
| 2                   |      | Акерсгус (Akershus)                | Осло (Oslo)                 |
| 3                   |      | Осло (Oslo)                        | Осло (Oslo)                 |
| 4                   |      | Гедмарк (Hedmark)                  | Гамар (Hamar)               |
| 5                   |      | Оппланн (Oppland)                  | Ліллегаммер (Lillehammer)   |
| 6                   |      | Бускеру (Buskerud)                 | Драммен (Drammen)           |
| 7                   |      | Вестфолл (Vestfold)                | Тенсберг (Tønsberg)         |
| 8                   |      | Телемарк (Telemark)                | Шієн (Skien)                |
| Південна Норвегія   |      |                                    |                             |
| 9                   |      | Еуст-Агдер (Aust-Agder)            | Арендал (Arendal)           |
| 10                  |      | Вест-Агдер (Vest-Agder)            | Крістіансанн (Kristiansand) |
| Західна Норвегія    |      |                                    |                             |
| 11                  |      | Ругаланн (Rogaland)                | Ставангер (Stavanger)       |
| 12                  |      | Гордаланн (Hordaland)              | Берген (Bergen)             |
| 13                  |      | Согн-ог-Ф'юране (Sogn og Fjordane) | Германсверк (Hermansverk)   |
| 14                  |      | Мере-ог-Ромсдал (Møre og Romsdal)  | Молде (Molde)               |
| Центральна Норвегія |      |                                    |                             |
| 50                  |      | Тренделаг (Trøndelag)              | Стейнх'єр (Steinkjer)       |
| Північна Норвегія   |      |                                    |                             |
| 18                  |      | Нурланн (Nordland)                 | Буде (Bodø)                 |
| 19                  |      | Трумс (Troms)                      | Тромсе (Tromsø)             |
| 20                  |      | Фіннмарк (Finnmark)                | Вадсе (Vadsø)               |

### Зовнішні території

Зовнішні території Норвегії

Інші території Норвегії в число фюльке не входять і на комуни не підрозділяються.
1. Шпіцберген (норв. Svalbard) — зовнішня територія у Північному Льодовитому океані на однойменному архіпелазі. Територія — 62,4 тис. км². Населення — 3,2 тис. осіб (станом на січень 1997 року). Адміністративний центр — Лонг'їр. Норвезький суверенітет над Шпіцбергеном встановлено Паризьким договором 9 лютого 1920 р. Офіційно Шпіцберген оголошено частиною норвезької території з 14 серпня 1925 року. Губернатор призначається Державною радою Норвегії терміном на 3 роки з можливим продовженням на два роки.
2. Ян-Маєн — зовнішня територія, що займає однойменний острів на межі Ґренландського і Норвезького морів Північного Льодовитого океану. Управління Ян-Майєном здійснює адміністрація Нурланну.
3. Буве — зовнішня територія в південній частині Атлантичного океану, поблизу Антарктики, що займає однойменний безлюдний острів.
4. Острів Петра I та Земля Королеви Мод — територіальні претензії в Антарктиці.

## Збройні сили
Збройні сили Норвегії (норв. Haeren), станом на 2014 рік, складаються з сухопутних військ, військово-повітряних сил (норв. Kongelige Norske Luftforsvaret, RNoAF), військово-морських сил (норв. Kongelige Norske Sjoeforsvaret, RNoN), включно з береговою охороною (норв. Kystvakt) і береговими рейнджерами, та національної гвардії (норв. Heimevernet, HV).
Щорічні витрати на оборону, станом на 2012 рік, складають 1,40 % від ВВП держави (72-ге місце у світі), 2011 року державні витрати становили 1,47 % від ВВП.
Вік призову на строкову військову службу — 19—35 років, 16 років під час війни. 17 років — для добровольців чоловічої статі, 18 років — жіночої. Строк служби 1 рік. Усі військовозобов'язані у віці 35—60 років проходять 4—5 військових зборів заради поновлення навичок (загалом 18 місяців).
Норвегія вступила до Організації із заборони хімічної зброї (OPCW) і суворо дотримується міжнародних принципів не розробляти, не використовувати та не розповсюджувати даний вид зброї.

## Економіка
Норвегія — високорозвинена індустріальна країна. В економіці переважає приватний сектор, характерна висока концентрація капіталу, значні позиції посідають транснаціональні корпорації. Економіка держави має експортну спрямованість і значною мірою залежить від імпорту та кон'юнктури на світовому ринку.
Валовий внутрішній продукт (ВВП) Норвегії 2015 року за паритетом купівельної спроможності становив 356,2 млрд доларів США (49-те місце у світі); 2013 року — 343,1 млрд доларів США; у розрахунку на душу населення — 68,4 тис. доларів США (11-те місце у світі). Зростання ВВП 2015 року становило 1,60 % (149-те місце у світі), 2013 року ВВП зріс на 1 %. Валове національне заощадження 2013 року становило 38,2 % від ВВП; 2015 року — 37,60 % від ВВП (5-те місце у світі).
Розподіл ВВП за секторами економіки (станом на 2015 рік):
- агровиробництво — 1,7 %,
- промисловість — 38,9 %,
- сфера послуг — 59,4 %[45].

Розподіл ВВП за кінцевими споживачами (станом на 2015 рік):
- споживання домогосподарств — 42,8 %,
- державне споживання — 22,8 %,
- інвестиції в основний капітал — 22,9 %,
- інвестиції в товарно-матеріальні запаси — 5 %,
- експорт товарів і послуг — 36,4 %,
- імпорт товарів і послуг — –29,9 %[45].

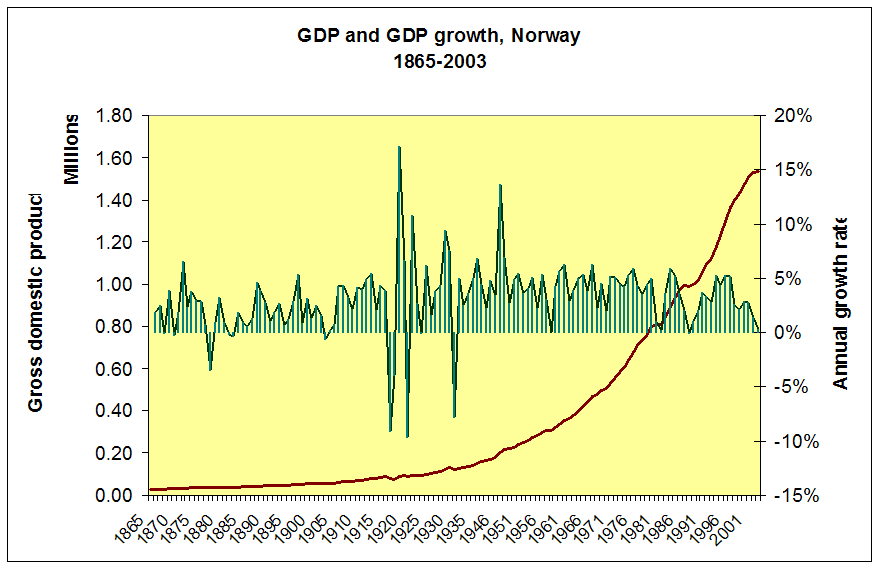
Динаміка ВВП країни

Прямі іноземні інвестиції в економіку Норвегії на 31 грудня 2015 року дорівнювали 290,2 млрд доларів США (23-тє місце у світі). Інвестиції компаній і населення Норвегії в закордонні економіки на 31 грудня 2015 року дорівнювали 256,3 млрд доларів США (24-те місце у світі).
У рейтингу Глобального звіту з людського розвитку за 2001 рік, підготовленого Програмою розвитку ООН, серед 162-х країн світу Норвегія посідає перше місце. Щорічні Глобальні звіти з людського розвитку готуються з 1991 року. В них оприлюднюються списки країн за рівнем людського розвитку, враховуючи такі показники, як рівень медичних послуг, освіти, тривалість життя та інші. У 2001 році додався ще один — індекс технологічного розвитку (доступ до новітніх інформаційних технологій і комунікацій).
Країна посіла 8-ме місце в рейтингу Світового банку «Doing Business» за 2017 рік.

### Фінанси
Фіскальний рік у Норвегії збігається з календарним роком. Рівень інфляції в країні 2014 року становив 2 %,
2015 року інфляція дорівнювала 2,20 % (122-ге місце у світі). Резерви іноземної валюти і дорогоцінних металів на 31 грудня 2013 року становили еквівалент 58,28 млрд доларів США, на 31 грудня 2014 року — 64,8 млрд доларів США (33-тє місце у світі).
Надходження до державного бюджету Норвегії 2015 року становили 220,2 млрд, витрати — 193,9 млрд доларів США, профіцит бюджету склав 6,6 % від ВВП (7-ме місце у світі). Надходження усіх видів до державного бюджету 2015 року дорівнювали 55,4 % ВВП (10-те місце у світі). Державний борг, станом на 2015 рік, дорівнює 39,30 % річного ВВП (118-те місце у світі); 2014 року дорівнював 38,6 % ВВП. Дані включають казначейські заборгованості, що належать іноземним юридичним особам; боргові зобов'язання, випущені суб'єктами федерації; внутрішньоурядові борги до різних соціальних фондів.
Зовнішній борг країни 2013 року дорівнював 730,1 млрд доларів США, на 31 грудня 2014 року становив 661,2 млрд доларів США (22-ге місце у світі). Норвегія виступає зовнішнім нетто-кредитором.
Загальна ринкова вартість акцій підприємств на фондовому ринку країни, станом на 31 грудня 2012 року, дорівнювала 252,9 млрд доларів США (33-тє місце у світі), а 2010 року — 250,9 млрд доларів США.

#### Валюта
Національною валютою Норвегії слугує норвезька крона (NOK). За 1 долар США (USD) 2014 року давали 6,30 крони; 2015 року — 7,87. Розмінною грошовою одиницею (1⁄100) слугує ере. Емісійним центром виступає Норвезький банк (норв. Norges Bank). Запас грошової маси на 31 грудня 2014 року дорівнював 323,9 млрд доларів США за обмінним курсом (32-ге місце у світі). Загальна маса готівкової національної валюти в обігу + депозити до запитання на 31 грудня 2015 року була еквівалентна 107,9 млрд доларів США за тогочасним обмінним курсом (34-те місце у світі).

#### Банківська сфера

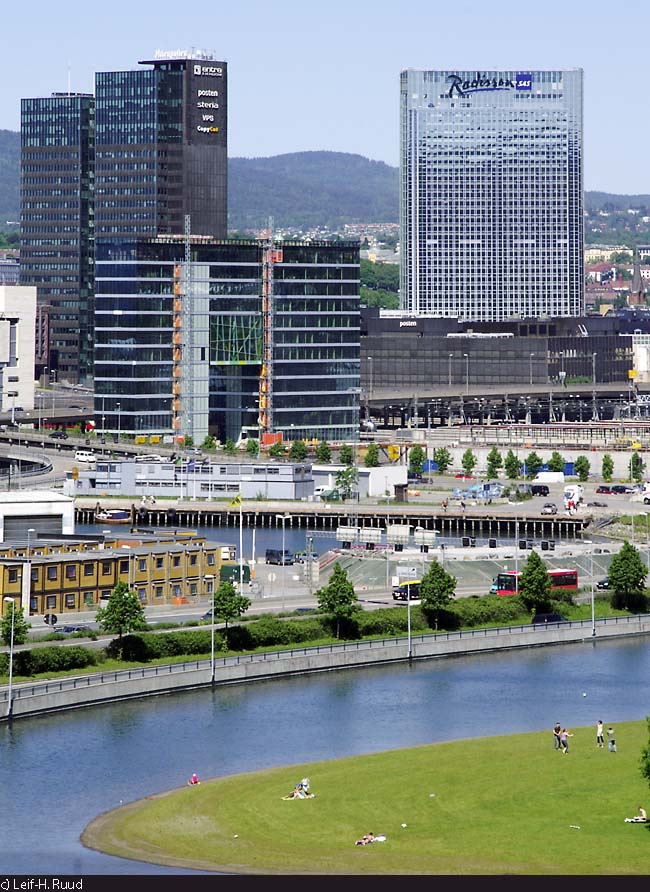
Діловий центр Осло

Облікова ставка Центрального банку Норвегії 31 грудня 2010 року становила 6,25 % річних (60-те місце у світі). Основна ставка кредитування комерційними банками країни на 31 грудня 2014 року становила 2,25 % річних; на 31 грудня 2015 року — 2,10 % річних (176-те місце у світі). Загальний обсяг внутрішнього кредитування банками небанківських установ 2014 року становив 590,7 млрд доларів США, на 31 грудня 2015 року — 549,8 млрд доларів США (23-тє місце у світі).

### Енергетика
Загальна потужність електростанцій Норвегії, станом на 2014 рік, дорівнювала 33,7 ГВт (28-ме місце у світі). Використання енергії води створило основу для розвитку сучасної промисловості Норвегії. Нині, як і колись, електроенергія для індустріального і побутового вжитку надходить саме з цього постійно поновлюваного та екологічно чистого джерела. У 1970-х роках у норвезькій частині морського материкового шельфу було відкрито родовище нафти й газу. На сьогоднішній день Норвегія — найбільший у Європі постачальник вуглеводнів до країн Європи. Відкриття цих запасів надало значного імпульсу подальшому розвитку промисловості країни. Розробка нафтових і газових родовищ, крім усього іншого, солідно поповнила державну казну — у формі податкових надходжень і орендної плати за користування надрами.
Частка електрогенеруючих потужностей, що працюють на:
- викопному паливі — 4,8 % (204-те місце у світі),
- атомній енергії — 0 %,
- гідроенергії — 92,7 % (10-те місце у світі),
- відновлювальних ресурсах — 2,5 % (78-ме місце у світі)[47].

За 2014 рік було вироблено 142,0 млрд кВт/год електроенергії (28-ме місце у світі); загальний обсяг спожитої — 126,4 млрд кВт/год (28-ме місце у світі). Загальний обсяг експортованої електроенергії 2014 року склав 21,90 млрд кВт/год (9-те місце у світі), імпортованої — 6,30 млрд кВт/год (38-ме місце у світі). Станом на 2016 рік, уся країна була електрифікована, усе населення мало доступ до електромереж.

### Промисловість
Норвезька промисловість значною мірою базується на використанні природних ресурсів. І водночас знайдеться не багато країн, які б ще більше, ніж Норвегія, залежали від зовнішньої торгівлі. Щоб і далі йти в ногу з часом, в країні проводять інтенсивні наукові дослідження перспективного плану, як у промисловості, так і в державному секторі. Переважна більшість промислових підприємств — малі та середні. Головні промислові центри — Осло, Берген, Тронгейм, Ставангер. Річні темпи зростання промислового виробництва 2015 року становили 0,01 % (166-те місце у світі).
Головні галузі промисловості країни:
- нафтогазова;
- гірнича;
- загальне машинобудування (суднобудування), металообробка;
- точне машинобудування (радіоелектронна, електротехніка, турбінобудування);
- хімічна (виробництво добрив, фармацевтична);
- лісова і целюлозно-паперова;
- легка (текстильна (вовняні тканини), теплого одягу, взуття);
- харчова (рибна, молочна, продукти харчування).

#### Нафтогазова
Нафтопереробна промисловість працює на сировині, що видобувається в Північному морі з 1960-х років. Вже на початок 1980-х років у країні було збудовано 4 нафтоперегонних заводи загальною потужністю 13 млн тонн. Рівень видобутку сирої нафти 2015 року дорівнював 1,568 млн барелів на добу (16-те місце у світі). Річний обсяг експорту сирої нафти за 2013 рік становив 1,218 млн барелів на добу (14-те місце у світі); імпорт — 37,08 тис. барелів на добу (57-ме місце у світі). Загальні доведені запаси нафти в надрах країни, станом на 1 січня 2010 року, дорівнювали 6,435 млрд барелів (21-ше місце у світі).
Рівень видобутку природного газу 2015 року становив 114,9 млрд м³ (8-ме місце у світі); споживання того ж року склало 6,075 млрд м³ (55-те місце у світі). Річний обсяг експорту природного газу за 2015 рік становив 114,4 млрд м³ (3-тє місце у світі); цього ж року природний газ не імпортувався. Загальні доведені запаси природного газу в надрах країни, станом на 1 січня 2015 року, дорівнювали 1,856 трлн м³ (19-те місце у світі).
В 2023 році найбільші нафтогазові компанії Норвегії планують відновити розробку нових родовищ у Баренцовому морі. Це викликано бажанням влади забезпечити майбутнє Норвегії як ключового постачальника енергоресурсів до Європи на тлі російського вторгнення в Україну.

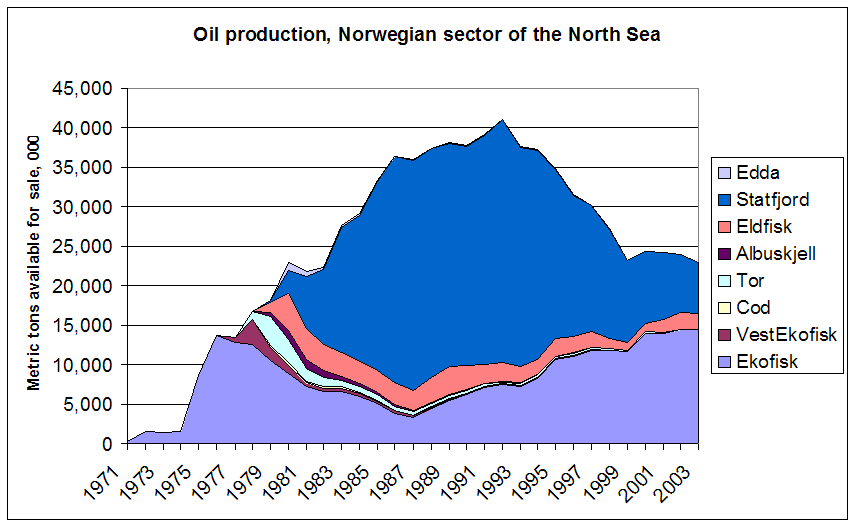
Видобуток нафти за родовищем
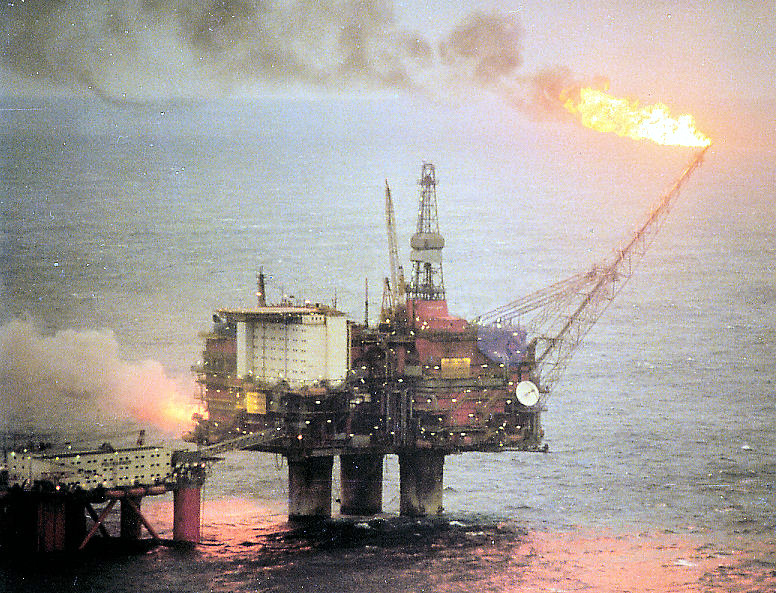
Норвезька нафтова платформа
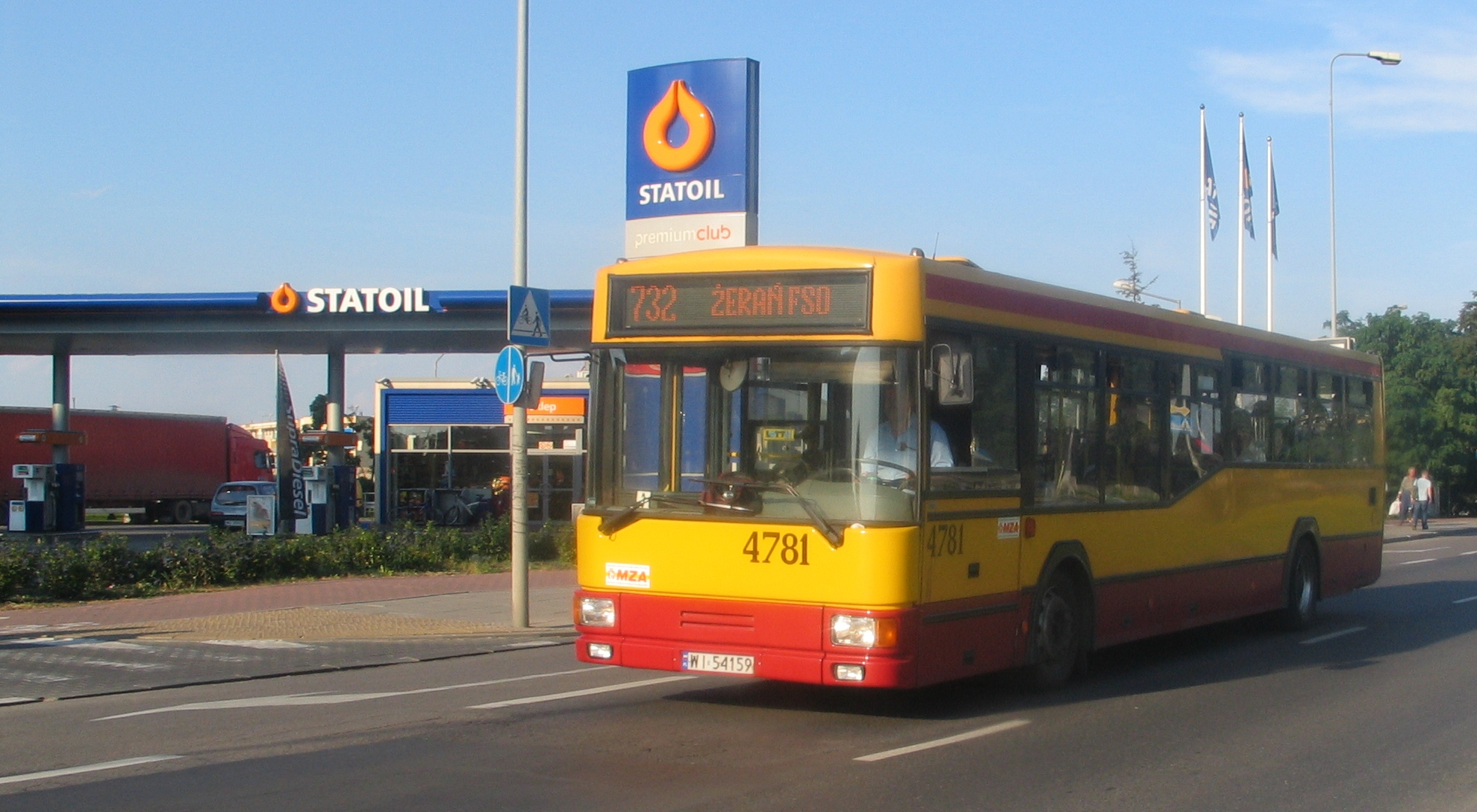
Автозаправка компанії Statoil в Польщі

Виробництво нафтопродуктів на промислових підприємствах 2013 року дорівнювало 349,6 тис. барелів на добу (40-ве місце у світі); споживання 2014 року — 225,2 тис. барелів на добу (56-те місце у світі). 2013 року країна експортувала 358,8 тис. барелів на добу різних нафтопродуктів (22-ге місце у світі); імпортувала — 101,6 тис. барелів на добу (51-ше місце у світі).

#### Гірнича
Основною продукцією гірничовидобувної промисловості є руди чорних (пірит) і кольорових металів (мідну, нікелеву, титанову); нерудні копалини — вапняк, кварц, нефелін, олівін; з паливних видобувають кам'яне вугілля, на шельфі Північного моря — нафту й природний газ.

#### Інші
На базі дешевої гідроенергії значного розвитку набула електрометалургія. В галузі чорної металургії Норвегія спеціалізується, в основному, на виробництві феросплавів, а в галузі кольорової металургії — на виробництві алюмінію, нікелю, міді і цинку. До числа провідних металургійних компаній входять «Ношк Гідро», «Елкем», «Фесіль».
До найважливіших галузей норвезького машинобудування належать: виробництво обладнання для освоєння шельфу, суднобудування, насамперед будування риболовних траулерів, виробництво різноманітного обладнання для суден, зокрема, морської електроніки, рибопромислового обладнання. Суднобудування, торговельний флот і судноплавство. Норвезькі верфі спеціалізуються на будуванні високосучасних суден спеціального призначення. Крім цього, Норвегія є великим постачальником устаткування і послуг для морського флоту в усьому світі. Норвезькі судна борознили світовий океан ще з доби вікінгів. Нині Норвегія — четверта за величиною морська держава світу і має серед традиційних судноплавних держав найбільшу частку флоту під власним прапором. Частка судноплавства в експортних доходах країни традиційно становить близько 20 %.

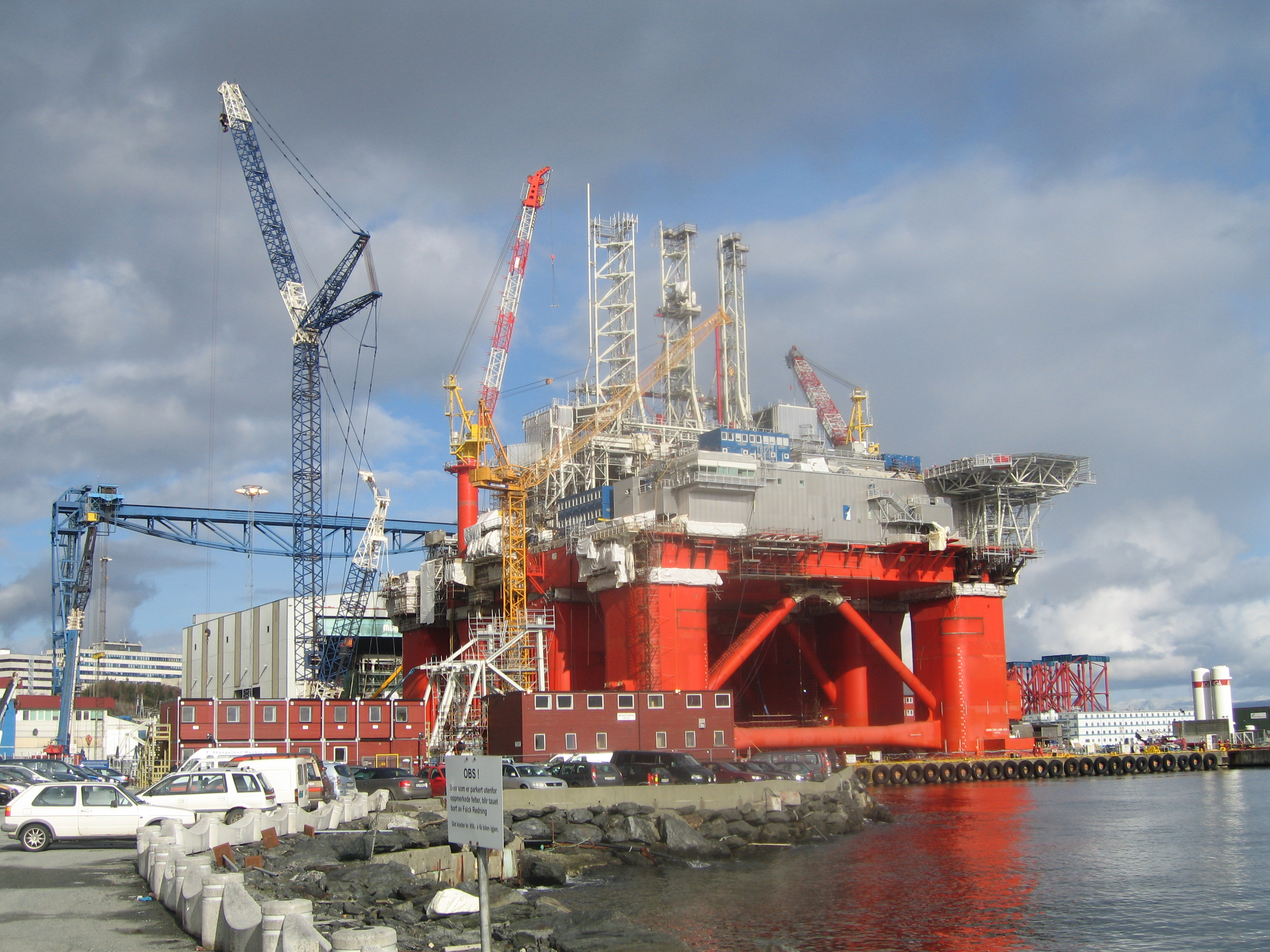
Будівництво плавучих морських платформ

Хімічна промисловість. Ця галузь має значні за масштабами країни потужності з виробництва широкої гами хімічних і нафтохімічних продуктів. На базі дешевої гідроенергії значного розвитку набула електрохімія, виробництво азотних добрив одне з найбільших у світі. Це дозволяє їй експортувати азотні добрива, вибухові речовини промислового призначення, альгінати, фарби, лаки, у виробництві яких країна займає провідні позиції не тільки в Європі, але й у світі. Найбільші компанії цієї галузі промисловості — «Ношк Гідро», «Діно Індустрієр», «Ютун». Концерн «Нікомед» спеціалізується на розробці і випуску контрастних речовин для рентгенодіагностики.
Лісова і целюлозно-паперова промисловість. Ліс дає важливу експортну сировину у вигляді деревини, паперу, картону, целюлози, будівельного матеріалу і меблів. Основу целюлозно-паперової промисловості становлять дешева енергія, яку отримують за рахунок використання гідроресурсів, і значні запаси сировини. Норвезькі компанії, найбільшими з яких є «Ношке Скуг», «Боррегорд», «Петерсон», виробляють різноманітні сорти целюлози, газетний, журнальний і пакувальний папір, картон, облицювальні панелі, паркет і багато іншого.

### Аграрний сектор
Природні умови країни не сприяють розвиткові сільського господарства, лише 2,7 % земельних площ Норвегії придатні для обробки. Переважають невеликі фермерські господарства; поширена виробничо-збутова кооперація. Традиційні галузі господарства мають дуже важливе значення для трудової зайнятості людей і заселення нових районів. Попри це, сільське господарство країни значною мірою задовольняє потреби населення у харчах. Норвезькі сільськогосподарські продукти експортуються мало. Земельні ресурси Норвегії (оцінка 2011 року):
- придатні для сільськогосподарського обробітку землі — 2,7 %,
  - орні землі — 2,2 %,
  - багаторічні насадження — 0 %,
  - землі, що постійно використовуються під пасовища — 0,5 %;
- землі, зайняті лісами і чагарниками — 27,8 %;
- інше — 69,5 %[45].

Станом на 2012 рік у країні налічувалось 900 км² зрошуваних земель.
Основою норвезького сільського господарства є інтенсивне тваринництво м'ясо-молочного напряму, яке повністю покриває потреби населення країни у м'ясі, молоці і молочних продуктах. Головні види сільськогосподарських тварин: свині, велика рогата худоба молочного спрямування. На початок 1980-х років поголів'я великої рогатої худоби в країні становило 0,95 млн голів, овець — 1,9 млн голів, свиней — 0,7 млн голів. Розвинуте також хутрове звірівництво.
Внаслідок кліматичних особливостей виробництво зернових лише на 40 % забезпечує потреби внутрішнього ринку. У той же час, значна частина овочів і фруктів, попри складні гірські умови країни, вирощується норвезькими селянами. Головні сільськогосподарські культури: ячмінь, пшениця, картопля.
Ще з часів середньовіччя Норвегія славиться своїм рибним промислом, за експортом продукції якого країна залишається серед лідерів світу. Вилов риби перевищує 500 кг на кожного норвежця. Близько 90 % рибопродукції Норвегії експортується, як виловлена в морі, так і вирощена в численних штучних загородах риба. Норвезький лосось із таких штучно перекритих водойм дуже відомий на світовому ринку. Норвегія — одна з небагатьох країн, яка продовжує виловлювати китів.

Виключна економічна зона Норвегії
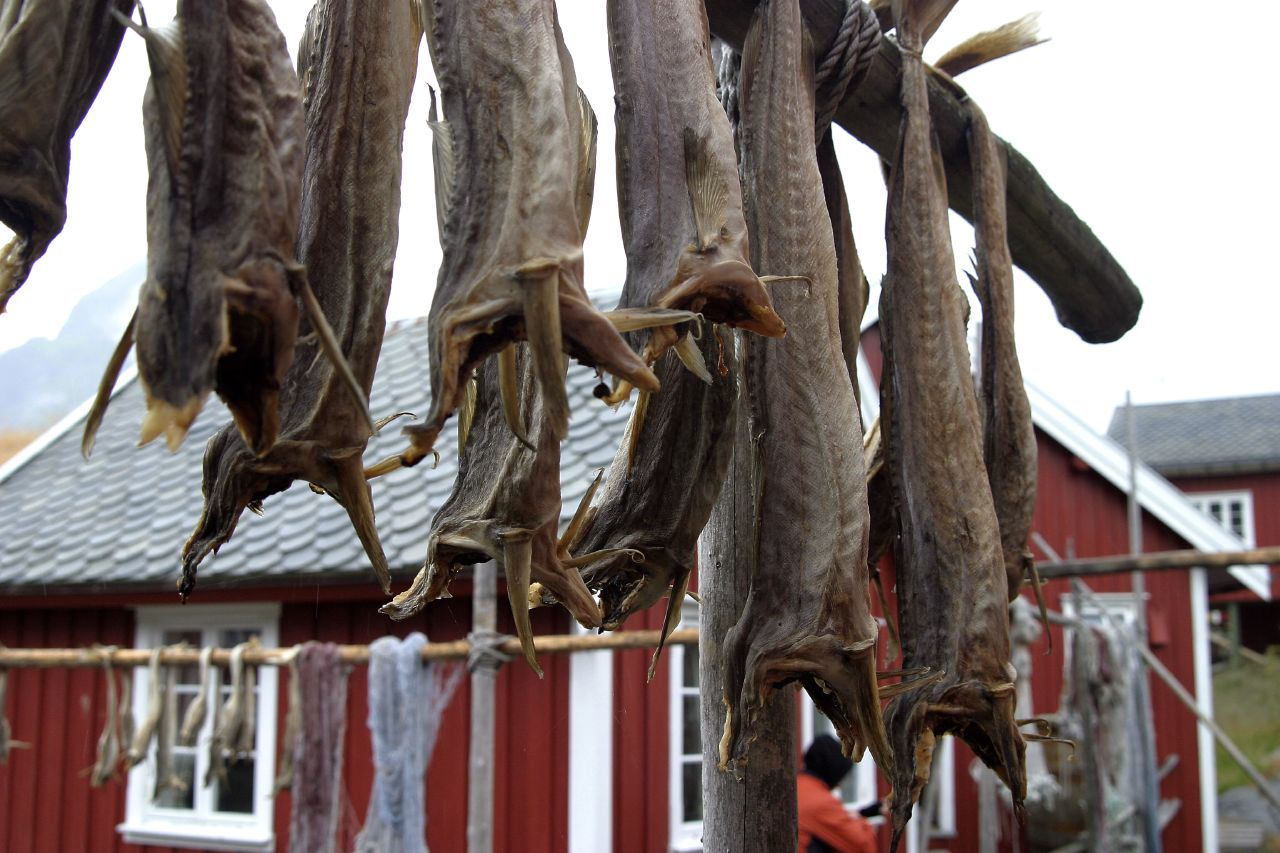
Лофотенські острови постачають рибу вже 1000 років
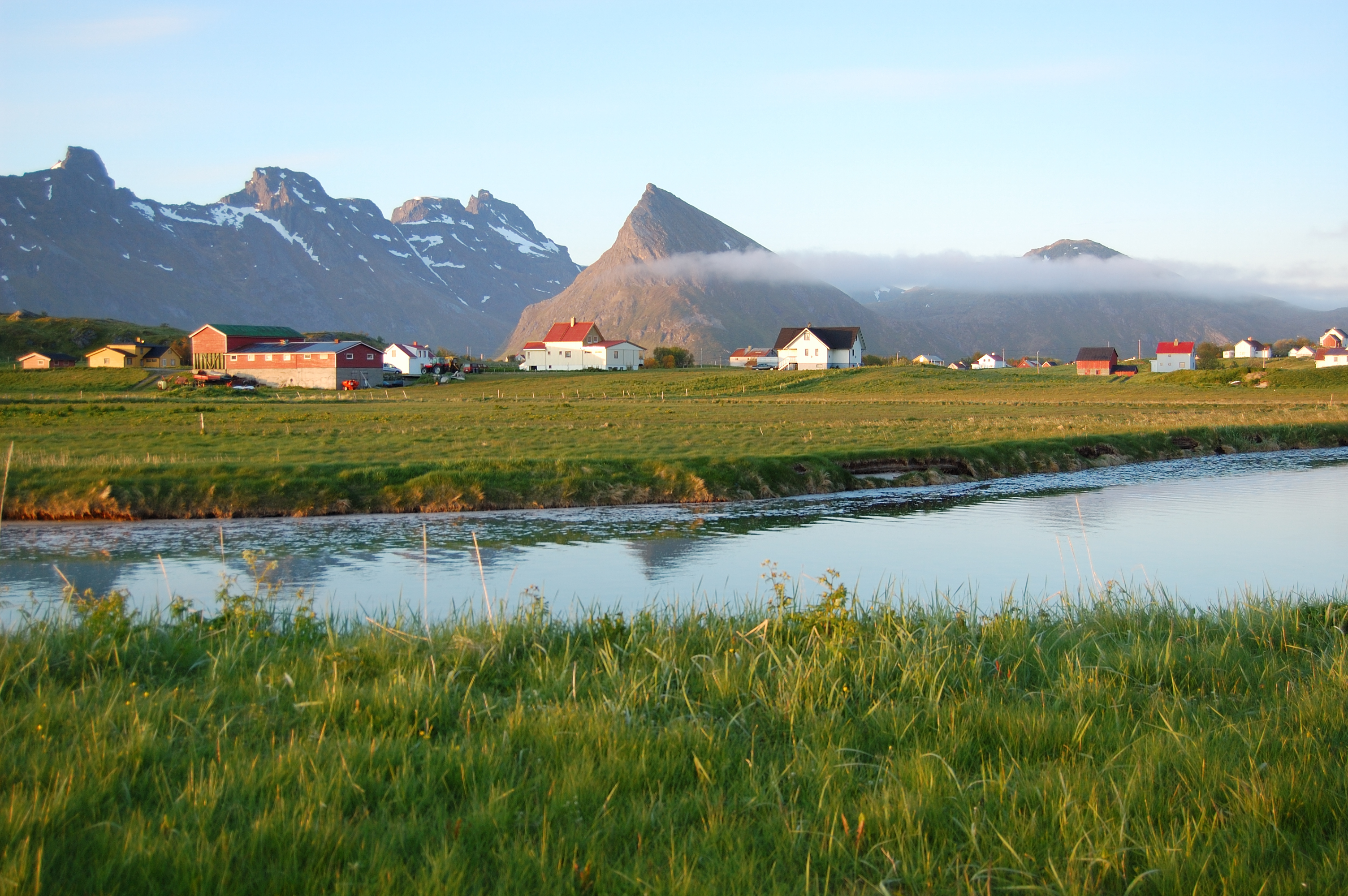
Флакстад на Лофонтенських островах

Норвегія є членом Продовольчої та сільськогосподарської організації ООН (FAO), Міжнародного фонду сільськогосподарського розвитку (IFAD).

### Транспорт
Норвегія має добре розвинену мережу автомобільних доріг. Загальна довжина, станом на 2011 рік, дорівнює 93 870 км доріг, з яких 393 км швидкісних автомагістралей, 75 754 км із твердим покриттям і 18 116 км без нього (51-ше місце у світі). На автозаправках є лише два види пального: бензин (один тип) та дизельне паливо. Загальне обмеження швидкості на автомобільних дорогах поза містом становить 80 км/год, а в населених пунктах 50 км/год. Перевищення швидкості на 10 % від встановленого ліміту тягне за собою накладання штрафів.
Загальна довжина залізничних колій країни, станом на 2014 рік, становить 4250 км (41-ше місце у світі), з яких 4250 км стандартної 1435-мм колії; 2518 км електрифіковано.

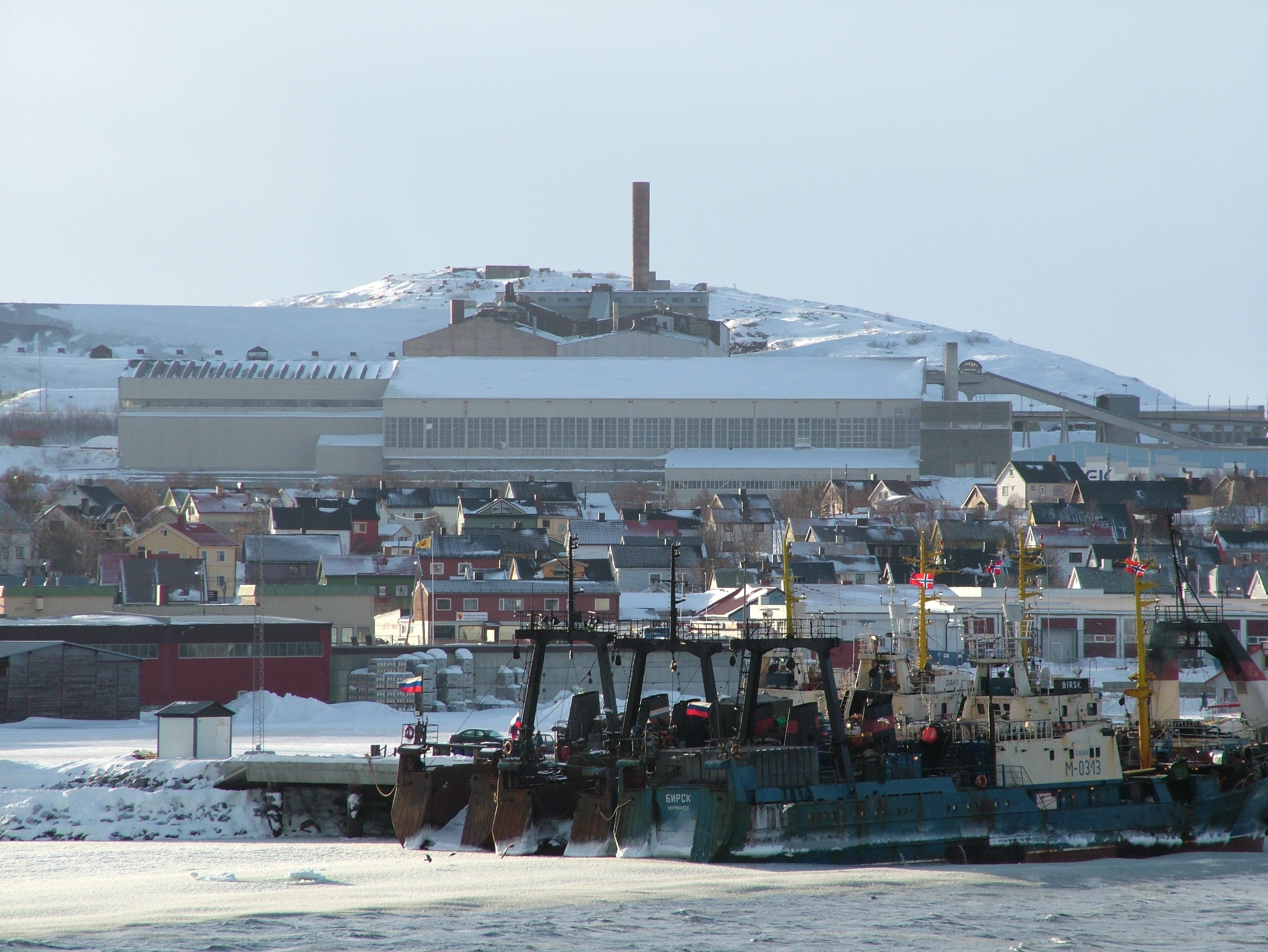
У гавані Кіркенеса

У країні, станом на 2013 рік, діє 95 аеропортів (61-ше місце у світі), з них 67 із твердим покриттям злітно-посадкових смуг і 28 із ґрунтовим; споруджено і діє 1 гелікоптерний майданчик. Головні міжнародні аеропорти країни: Форнебу (Осло), Сула (Ставангер). Норвегія є членом Міжнародної організації цивільної авіації (ICAO).
Головні морські порти: Осло, Берґен, Ставангер. Велике значення для економіки країни має участь норвезького флоту, одного з найбільших у світі, у світових морських перевезеннях. Морський торговий флот країни, станом на 2010 рік, складався з 585 морських суден із тоннажем більшим за 1 тис. реєстрових тонн (GRT) кожне (19-те місце у світі).
Загальна довжина газогонів у Норвегії, станом на 2013 рік, становить 8 839 км; нафтогонів — 3 794 км; інших трубопроводів — 457 км; водогонів — 96 км.

### Телекомунікації
Загальна чисельність абонентів фіксованої телефонної мережі, станом на липень 2015 року, дорівнювала 1,029 млн, що у перерахунку на 100 мешканців становить 20 апаратів (72-ге місце у світі). У країні діє декілька мереж мобільних операторів. Загальна чисельність абонентів (станом на 2015 рік) — 5,841 млн, що у перерахунку на 100 мешканців становить 112 апаратів (111-те місце у світі).
Норвегія входить до складу ряду міжнародних організацій у галузі зв'язку: Всесвітнього поштового союзу (UPU); Міжнародної організації супутників мобільного зв'язку (IMSO); Міжнародної організації телекомунікаційних супутників (ITSO); Міжнародної спілки електрозв'язку (ITU).

#### Інтернет
Міжнародний інтернет-домен Норвегії — .no, присвоєний Адміністрацією адресного простору Інтернет (англ. Internet Assigned Numbers Authority) згідно зі стандартом ISO 3166 Alpha-2. Станом на 2012 рік у Норвегії було зареєстровано 3,588 млн інтернет-хостів (29-те місце у світі). Станом на липень 2015 року в Норвегії налічувалось 5,042 млн унікальних інтернет-користувачів (70-те місце у світі), що становило 96,8 % від загальної кількості населення країни.

### Туризм
У країні не достатньо розвинена туристична галузь, хоча мальовничі пейзажі недоторканої суворої північної природи приваблюють усе більше міжнародних туристів. Норвегія є членом Всесвітньої туристичної організації (UNWTO) з 2008 року.

### Трудові ресурси
Загальні трудові ресурси 2015 року становили 2,777 млн осіб
(106-те місце у світі). Зайнятість економічно активного населення у господарстві країни розподіляється наступним чином:
- аграрне, лісове і рибне господарства — 2,7 %;
- промисловість і будівництво — 18,3 %;
- сфера послуг — 79 % (станом на 2015 рік)[45].

Безробіття 2015 року дорівнювало 4,4 % працездатного населення, 2014 року — 3,5 % (42-ге місце у світі); серед молоді у віці 15—24 років ця частка становила 7,9 %, серед юнаків — 9,1 %, серед дівчат — 6,6 % (109-те місце у світі).

### Зовнішньоекономічні зв'язки
Сальдо рахунку поточних операцій країни (експорт/імпорт товарів і послуг, чистий дохід від інвестицій і трансфертних платежів) 2014 року склало 59,78 млрд доларів США, 2015 року — 35,04 млрд доларів США
(12-те місце у світі).
Держава експортує: бензин та дизельне пальне, нафтопродукти, машини й устаткування, метали, продукцію хімічної промисловості, кораблі, рибу. Основними партнерами 2015 року стали: Велика Британія — 22,2 %, Німеччина — 17,9 %, Нідерланди — 10,2 %, Франція — 6,6 %, Швеція — 6,1 %, Бельгія — 5 %, США — 4,5 %. Вартість експорту 2014 року становила 141,4 млрд доларів США, 2015 року — 106,2 млрд доларів США (35-те місце у світі).
Держава імпортує: машини й устаткування, продукцію хімічної промисловості, метали, продукти харчування. Основними партнерами 2015 року стали: Швеція — 12 %, Німеччина — 11,8 %, Китай — 10,9 %, Велика Британія — 6,7 %, США — 6,6 %, Данія — 6 %. Вартість імпорту 2014 року становила 91,13 млрд доларів США, 2015 року — 71,95 млрд доларів США (38-ме місце у світі).
Норвегія входить до складу ряду регіональних і глобальних економічних, торговельних і кредитно-фінансових організацій:
- нерегіональний член Азійського банку розвитку (ADB),
- нерегіональний член Африканського банку розвитку (AfDB),
- Банку міжнародних розрахунків (BIS),
- Європейського банку реконструкції та розвитку (EBRD),
- Європейської асоціації вільної торгівлі (EFTA),
- Ініціативи щодо забезпечення прозорості у видобувній промисловості (EITI),
- Міжнародної групи з протидії відмиванню брудних грошей (FATF),
- Міжамериканського банку розвитку (IADB),
- Міжнародного банку реконструкції та розвитку (IBRD),
- Міжнародної торгової палати (ICC) (національні комітети),
- Міжнародної асоціації розвитку (IDA),
- Міжнародної фінансової корпорації (IFC),
- Міжнародного валютного фонду (IMF),
- Міжнародної організації зі стандартизації (ISO),
- Багатосторонньої агенції з гарантій інвестицій (MIGA),
- Північного інвестиційного банку (NIB),
- Організації економічного співробітництва та розвитку (OECD),
- Конференції ООН з торгівлі та розвитку (UNCTAD),
- Організації Об'єднаних Націй з промислового розвитку (UNIDO),
- Всесвітнього митного союзу (WCO),
- Всесвітньої організації інтелектуальної власності (WIPO),
- Світової організації торгівлі (WTO)[45].

#### Економічні відносини з Україною
Між Норвегією і Україною не достатньо активно розвивається торговельно-економічне співробітництво. У 2000-х роках обсяги двосторонньої торгівлі зросли у середньому на 30 %. Основними товарними позиціями експорту з України були плавучі морські та річкові засоби (45,9 %), чорні метали і вироби з них (32,4 %), продукти неорганічної хімії (17,5 %), транспортне обладнання, деревина і вироби з неї. Основні статті імпорту з Норвегії до України: риба та морепродукти (близько 80 %), нікель і вироби з нього, електричні машини й устаткування, електротехнічне обладнання та прилади, фармацевтична продукція.
Норвегія посідає 33 місце серед 125 країн-інвесторів за обсягами прямих інвестицій в Україну, понад дві третини яких спрямована у галузь зв'язку — 71,2 млн доларів США, станом на 2010 рік. 2010 року в Україні діяло 33 підприємства з норвезьким капіталом в областях нерухомості, видавничої справи, сільського господарства.
2008 року в Осло було створено Норвезько-українську торгову палату, яка об'єднала 33 суб'єкти підприємницької діяльності. Палата сприяє розширенню співпраці між двома країнами у сферах торгівлі й промислових технологій, надає інформаційні послуги, займається організацією заходів і конференцій із метою інформування про торговельні та інвестиційні можливості України.

### Економічні райони

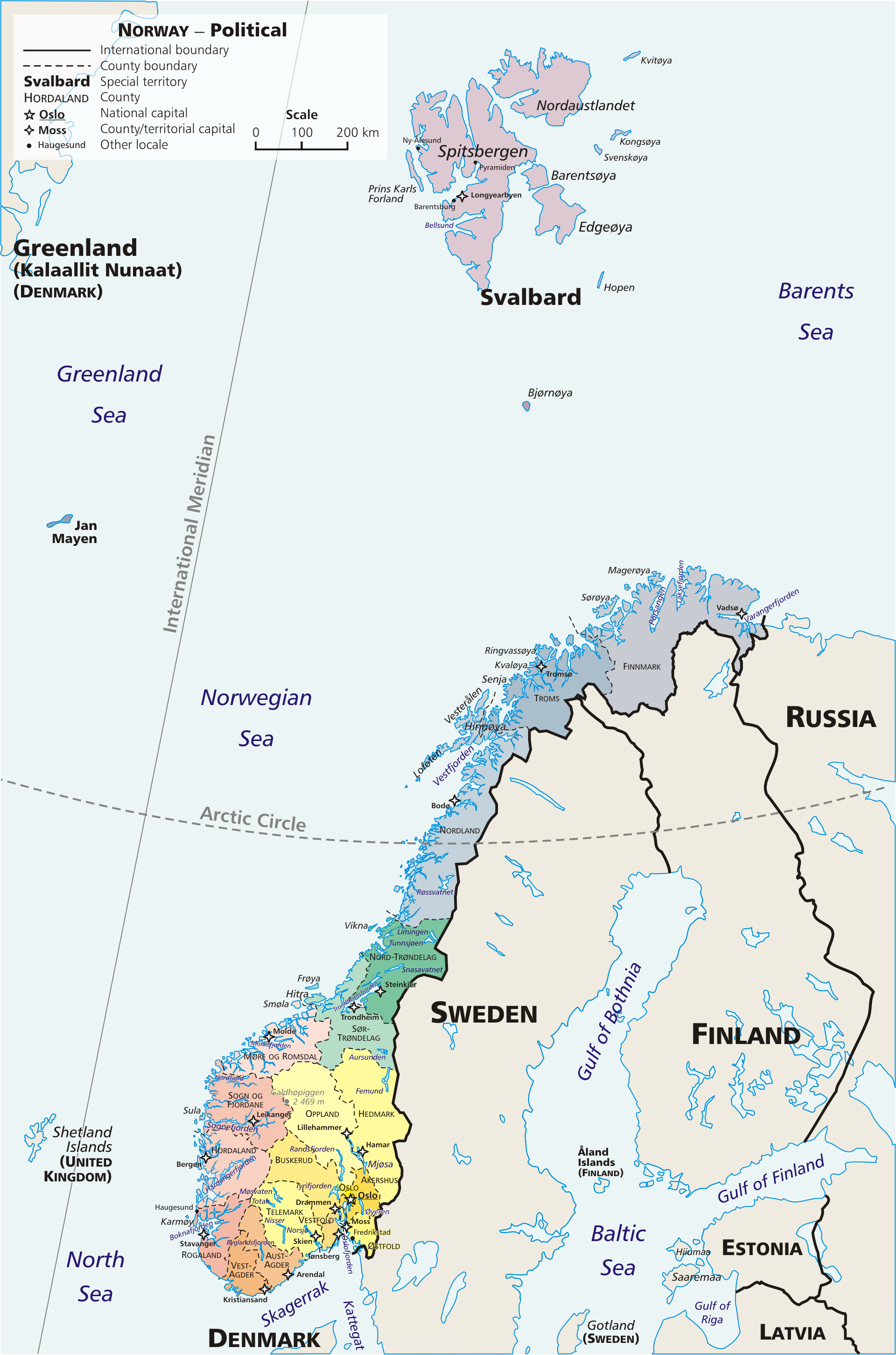
Регіони країни

У Норвегії виділяють п'ять економічних районів:
- Східний район (Естланн) — найбільш розвинута в економічному плані частина Норвегії. У місті Осло представлений широкий спектр промислових галузей, у тому числі металургія, машинобудування, борошномельна, поліграфічна, а також майже вся текстильна промисловість. Осло — центр суднобудування, на долю промисловості Осло припадає близько 1/5 всіх зайнятих у промисловості країни. На північний схід від Осло лежить місто Сарпсборг, другий за величиною промисловий центр країни. У Скагерраку розташовані підприємства лісопильної і целюлозно-паперової промисловості, які працюють на основі місцевої сировини. З цією метою використовуються лісові ресурси басейну річки Гломма. На західному березі Осло-фіорду, на південний захід від Осло, розташовані міста, промисловість яких пов'язана з морем і переробкою морепродуктів. Це центр суднобудування Тенсберг і колишня база норвезького китобійного флоту Саннефіорд.
- Південний район (Серланн) в економічному плані найменш розвинутий. Третина району вкрита лісами, колись тут був важливий центр торгівлі лісом. Наприкінці XIX століття цю територію залишило багато населення. У наш час населення в основному зосереджене в ряді невеликих прибережних міст, які є популярними літніми курортами. Головні промислові підприємства — металургійні заводи в Крістіансанні, що випускають мідь і нікель.

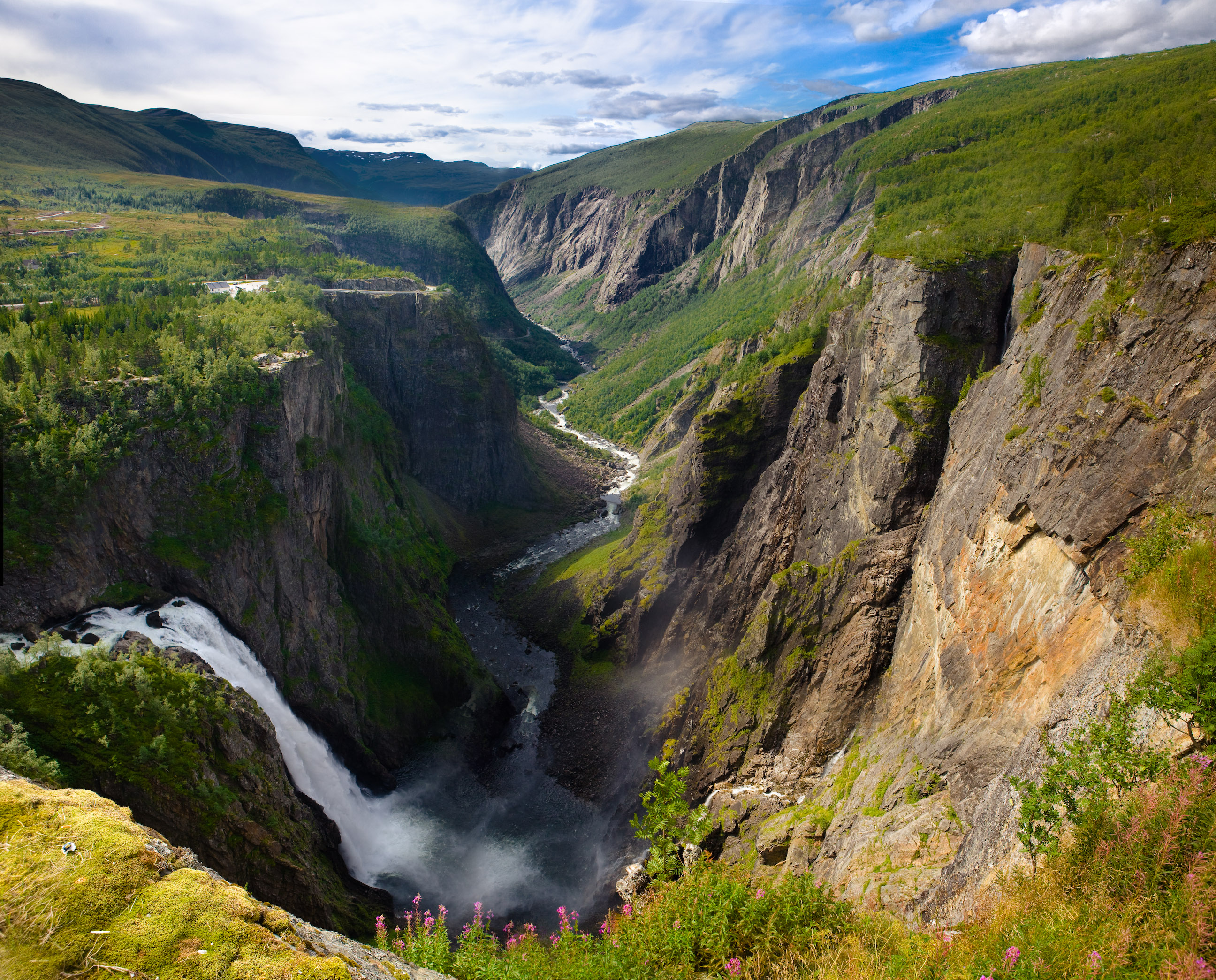
Ворінгфоссен

- Південно-Західний район (Вестланн) зосереджена приблизно чверть населення країни. Між Ставангером і Крістіансундом розкинулися 12 великих фіордів. Розвиток сільського господарства обмежений через гірський рельєф фіордів і скелястих островів. Хліборобство поширене в долинах річок і ділянках терас уздовж фіордів. У цих місцях в умовах морського клімату розташовані широкі пасовища, а в деяких приморських районах — плодові сади. Порти південно-західної Норвегії, зокрема Олесунд, є базами зимового промислу оселедця. По всій території району розташовані металургійні і хімічні заводи, які використовують багаті ресурси гідроенергії. Берген є головним центром обробної промисловості району. В цьому місті і сусідніх селищах діють машинобудівні, борошномельні і текстильні підприємства. З 1970-х років Ставангер, Саднес і Сула є основними центрами, в яких підтримується інфраструктура видобутку нафти і газу на шельфі Північного моря, тут працюють нафтопереробні підприємства.

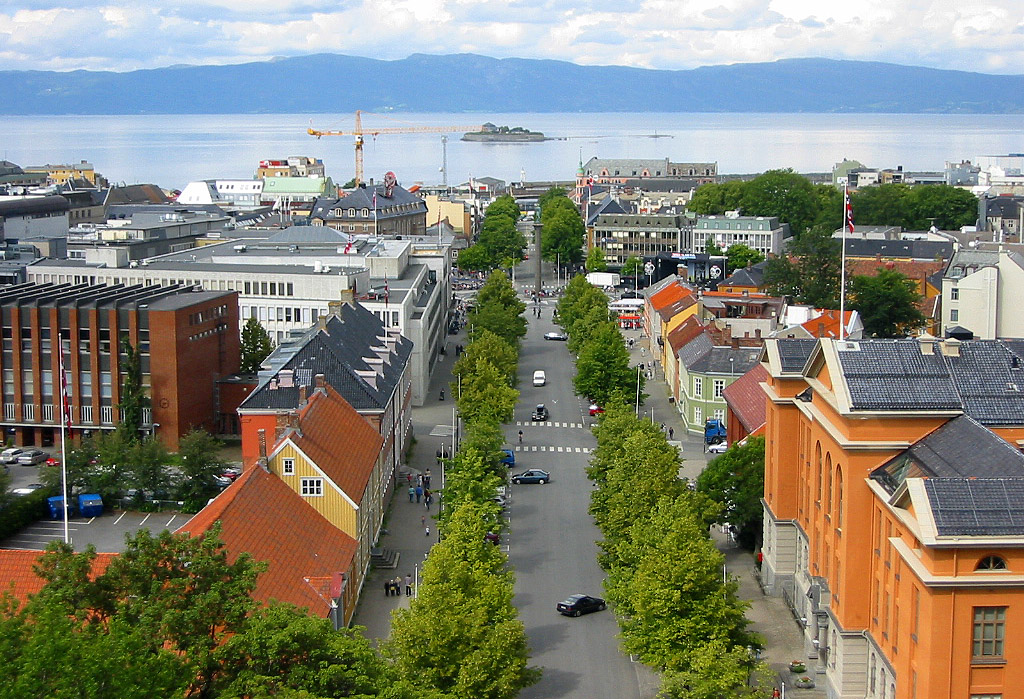
Тронгейм

- Західно-Центральний район (Тренделаг), який прилягає до Троннгеймс-фіорду, з центром у місті Тронгейм. Відносно плоска поверхня і родючі ґрунти на морських глинах сприяли розвитку хліборобства, яке виявилося конкурентоспроможним із хліборобством району Осло-фіорду. Чверть території вкрита лісами. У цьому районі розробляються родовища корисних копалин, особливо мідних руд і піритів.
- Північний район (Нур-Норге) розташований більшою частиною на північ від Північного полярного кола. У ньому немає великих запасів деревини і гідроенергії, як на півночі Швеції і Фінляндії, але на шельфовій зоні є найбагатші у Північній півкулі рибні ресурси. Берегова лінія має велику довжину. Рибальство, найдавніше заняття населення на півночі, і досі дуже поширене, однак все більшого значення набуває гірничовидобувна промисловість. За розвитком цієї галузі Північна Норвегія посідає провідне місце в країні. Розробляються залізорудні родовища. Видобуток залізних руд і робота на металургійному комбінаті в Му-і-Рані приваблюють у цей район переселенців з інших частин країни, однак кількість населення всього Північного району не перевищує кількості населення Осло.

## Населення
Чисельність населення країни 2015 року становила 5,207 млн осіб (121-ше місце у світі). Чисельність норвежців стабільно збільшується. Станом на кінець 2022 року населення Норвегії становило 5 607 872 людини.

### Природний рух
Народжуваність у Норвегії, станом на 2015 рік, дорівнює 12,14 ‰ (163-тє місце у світі). Коефіцієнт потенційної народжуваності 2015 року становив 1,86 дитини на одну жінку (145-те місце у світі). Рівень застосування контрацепції 88,4 % (станом на 2005 рік). Середній вік матері при народженні першої дитини становив 28,5 року (оцінка на 2012 рік).
Смертність у Норвегії 2015 року становила 8,12 ‰ (95-те місце у світі).
Природний приріст населення в країні 2015 року становив 1,13 % (108-ме місце у світі).

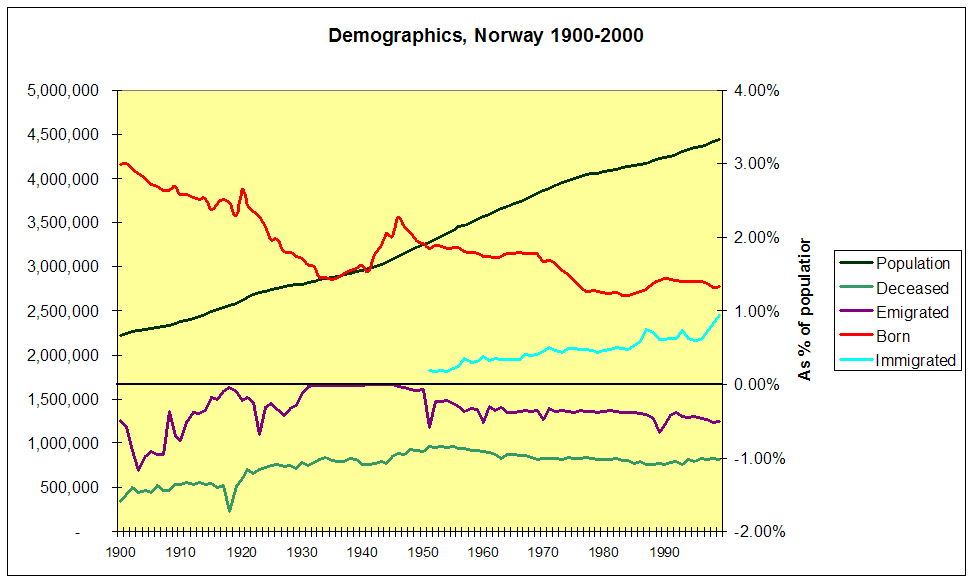
Основні демографічні показники, 1900-2000 роки (англ.)
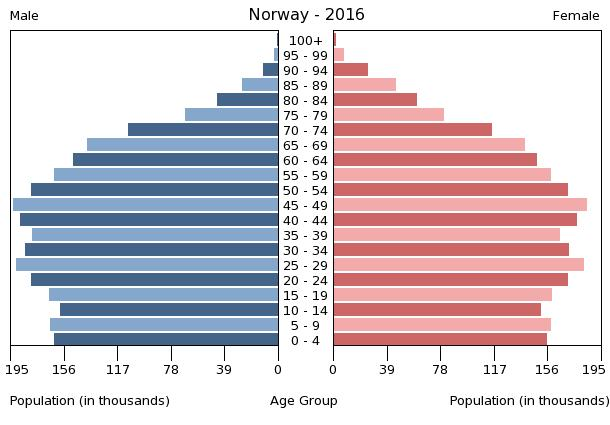
Віково-статева піраміда населення Норвегії, 2016 рік (англ.)

Середній вік населення Норвегії становить 39,1 року (53-тє місце у світі): для чоловіків — 38,4, для жінок — 40 років. Очікувана середня тривалість життя 2015 року становила 81,7 року (20-те місце у світі), для чоловіків — 79,7 року, для жінок — 83,81 року.
Вікова структура населення Норвегії, станом на 2015 рік, виглядає наступним чином:
- діти віком до 14 років — 18,08 % (482 945 чоловіків, 458 735 жінок);
- молодь віком 15—24 роки — 12,99 % (347 535 чоловіків, 329 113 жінок);
- дорослі віком 25—54 роки — 40,91 % (1 096 539 чоловіків, 1 033 879 жінок);
- особи передпохилого віку (55—64 роки) — 11,69 % (308 142 чоловіка, 300 895 жінок);
- особи похилого віку (65 років і старіші) — 16,32 % (387 333 чоловіка, 462 573 жінки)[8].

Статеве співвідношення (оцінка 2015 року):
- при народженні — 1,06 особи чоловічої статі на 1 особу жіночої;
- у віці до 14 років — 1,05 особи чоловічої статі на 1 особу жіночої;
- у віці 15—24 років — 1,06 особи чоловічої статі на 1 особу жіночої;
- у віці 25—54 років — 1,06 особи чоловічої статі на 1 особу жіночої;
- у віці 55—64 років — 1,02 особи чоловічої статі на 1 особу жіночої;
- у віці старше за 64 роки — 0,84 особи чоловічої статі на 1 особу жіночої[8].

Коефіцієнт шлюбності, тобто кількість шлюбів на 1 тис. осіб за календарний рік, дорівнює 4,8; коефіцієнт розлучуваності — 2,1; індекс розлучуваності, тобто відношення шлюбів до розлучень за календарний рік — 44 (дані за 2010 рік). Середній вік, коли чоловіки беруть перший шлюб дорівнює 34,4 року, жінки — 31,6 року, загалом — 33 роки (дані за 2014 рік).

### Розселення
Густота населення країни 2015 року становила 14,3 особи/км² (207-ме місце у світі). Більша частина населення країни розміщується в південній частині, де кращий клімат і комунікації з материковою Європою, і вздовж морського узбережжя Північного моря. Внутрішні гірські райони півночі майже не заселені.
Норвегія надзвичайно урбанізована країна. Рівень урбанізованості становить 80,5 % населення країни (станом на 2015 рік), темпи зростання частки міського населення — 1,35 % (оцінка тренду за 2010—2015 роки).
Головні міста держави: Осло (столиця) — 986,0 тис. осіб (дані за 2015 рік).

### Міграції
| Країна походження | Чисельність |
| ----------------- | ----------- |
| Польща            | 91 179      |
| Швеція            | 38,414      |
| Сомалі            | 35,912      |
| Литва             | 35,546      |
| Пакистан          | 54,447      |
| Ірак              | 60,144      |
| Німеччина         | 26,683      |
| В'єтнам           | 41,721      |
| Данія             | 20,897      |
| Філіппіни         | 19,886      |

Річний рівень імміграції 2015 року становив 7,25 ‰ (16-те місце у світі). Цей показник не враховує різниці між законними і незаконними мігрантами, між біженцями, трудовими мігрантами та іншими. Норвегія є членом Міжнародної організації з міграції (IOM).
Станом на 2016 рік, в країні постійно перебуває 15,0 тис. біженців з Еритреї, 11,5 тис. з Сирії, 8,4 тис. з Сомалі, 6,6 тис. з Афганістану.
У країні, станом на 2017 рік, мешкає 3,2 тис. осіб без громадянства.

### Етнічний склад
Головні етноси країни: норвежці — 94,4 %, інші європейці — 3,6 %, інші — 2 %, саами — 60 тис. (оціночні дані за 2007 рік). Іншими національними меншостями виступають квени (норвезькі фіни), шведи, данці, німці.

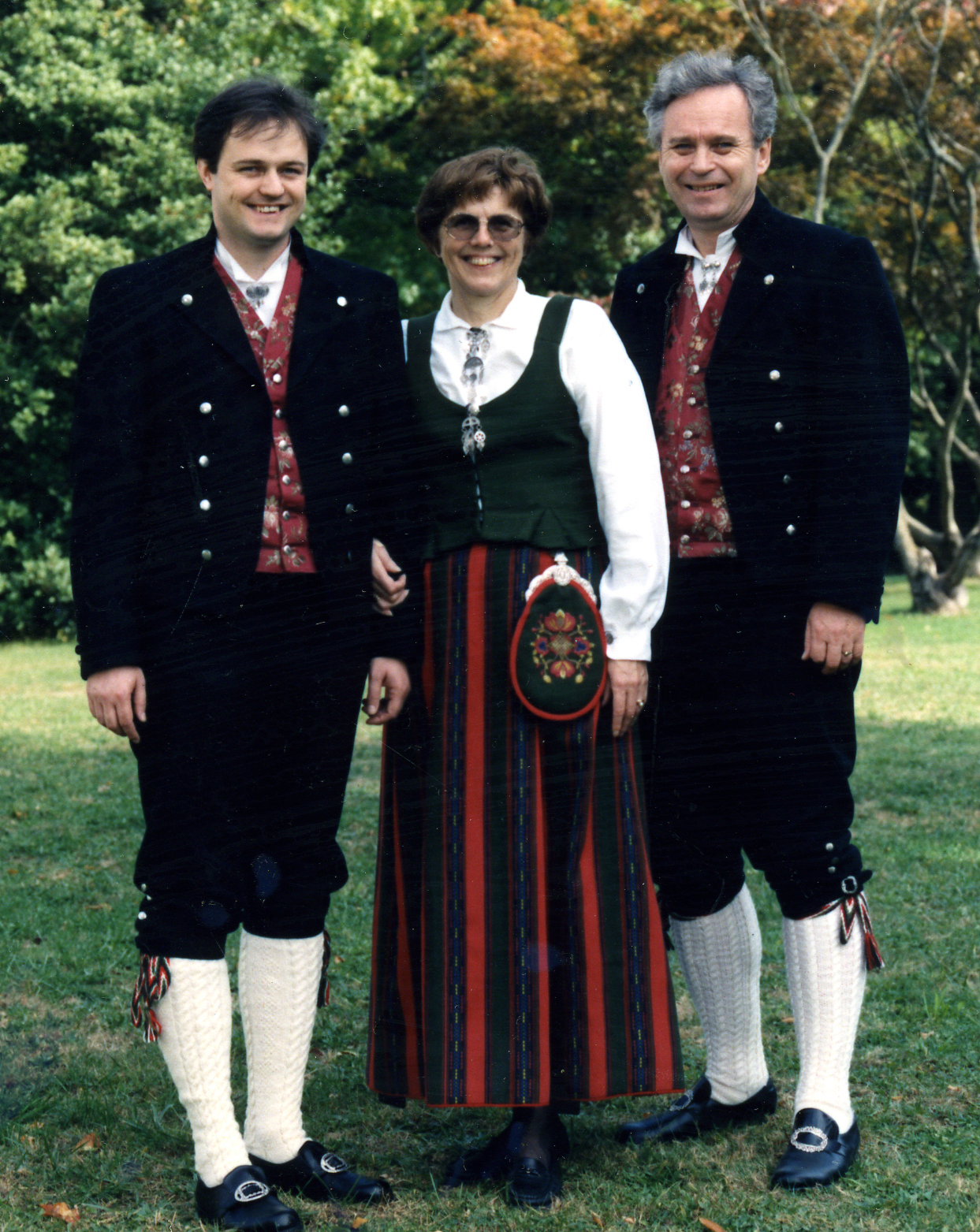
Норвежці у традиційному народному вбранні
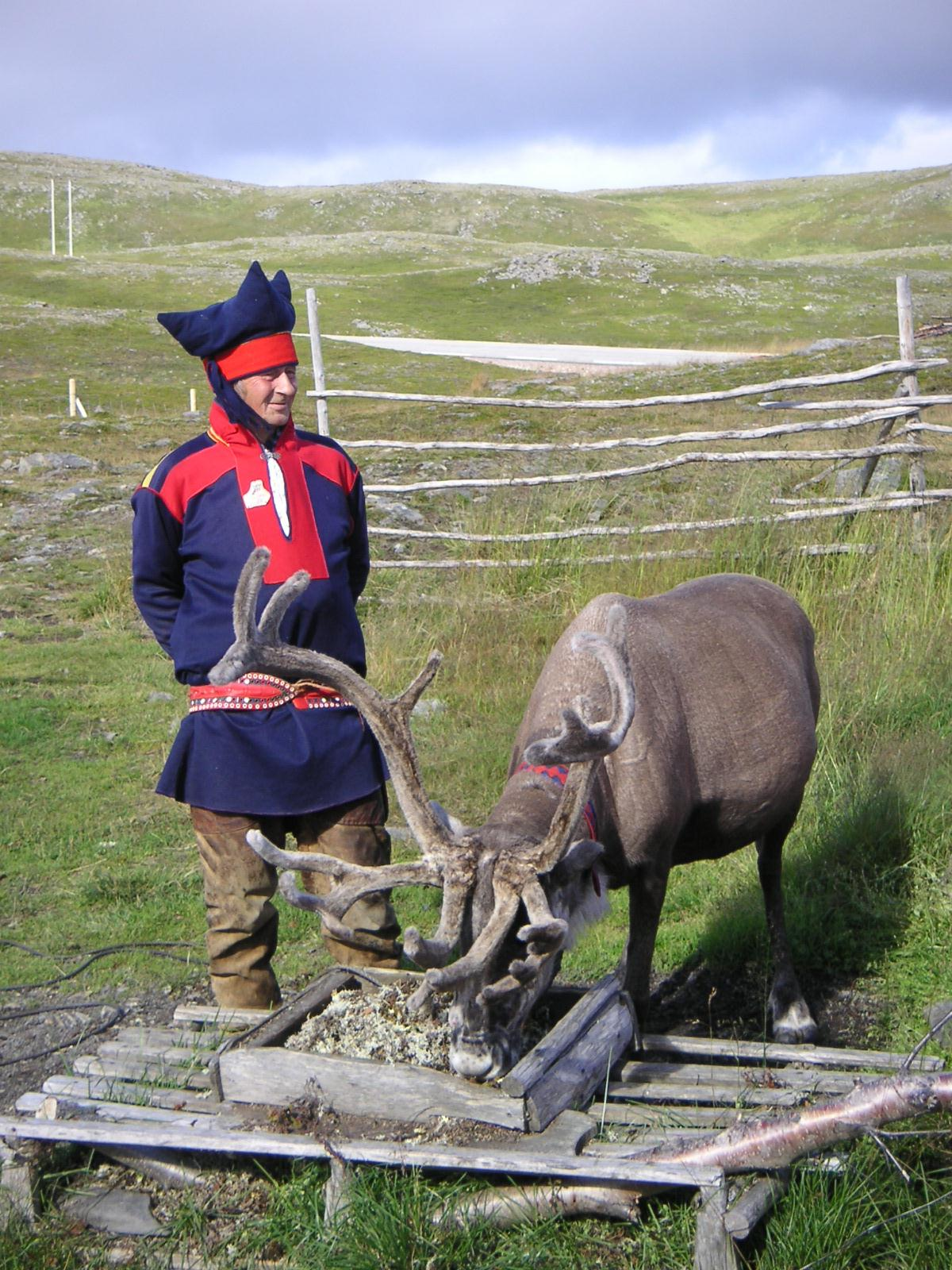
Саам із північним оленем

### Мови

Карта поширення діалектів норвезької мови

Офіційна мова: норвезька (букмол і нюношк). Саамська і фінська мови виступають у ролі офіційних мов відповідних етнічних меншин. Існує дві форми норвезької мови. Старонорвезька мова «букмол», або книжкова мова, (друга назва — «ріксмол» — державна мова), її використовують 80 % населення. Близько 20 % користуються новонорвезькою мовою «нюношк» (друга назва — лансмол — сільська мова), яка є сумішшю окремих діалектів норвезької мови. Всі норвежці вивчають обидві форми мови. Норвегія, як член Ради Європи, 5 листопада 1992 року підписала і ратифікувала 10 листопада 1993 року Європейську хартію регіональних мов (вступила в дію 1 березня 1998 року). Регіональними мовами визнані: саамська, скандоциганська, квенська, циганська.

### Релігії
Головні релігії й вірування, які сповідує, і конфесії та церковні організації, до яких відносить себе населення країни: лютеранство (державна релігія, Церква Норвегії) 82,1 %, римо-католицтво — 1,8 %, інші течії християнства — 3,9 %, іслам — 2,3 %, інші — 2,4 %, не визначились — 7,5 % (станом на 2011 рік).

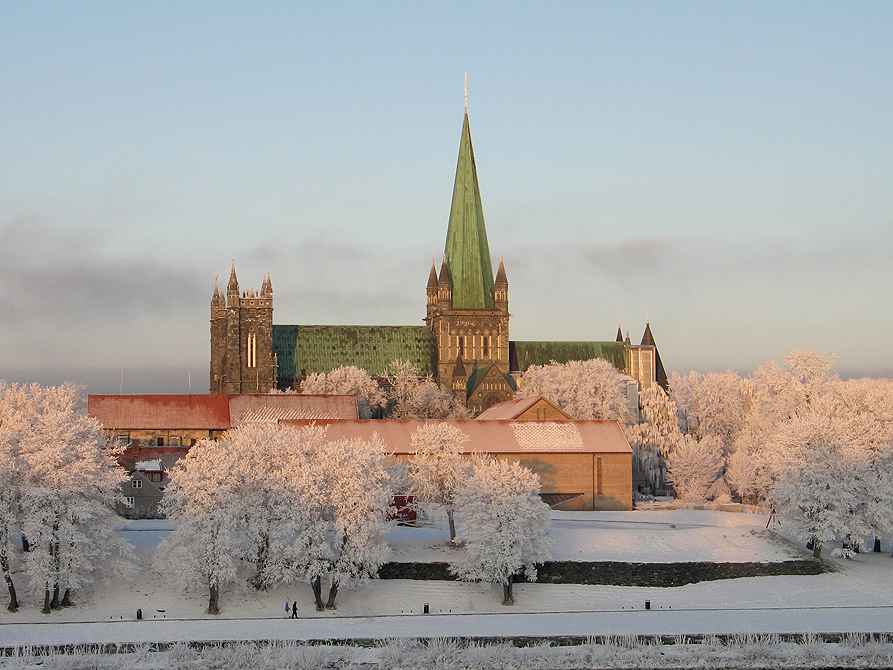
Кафедральний собор в Тронгеймі
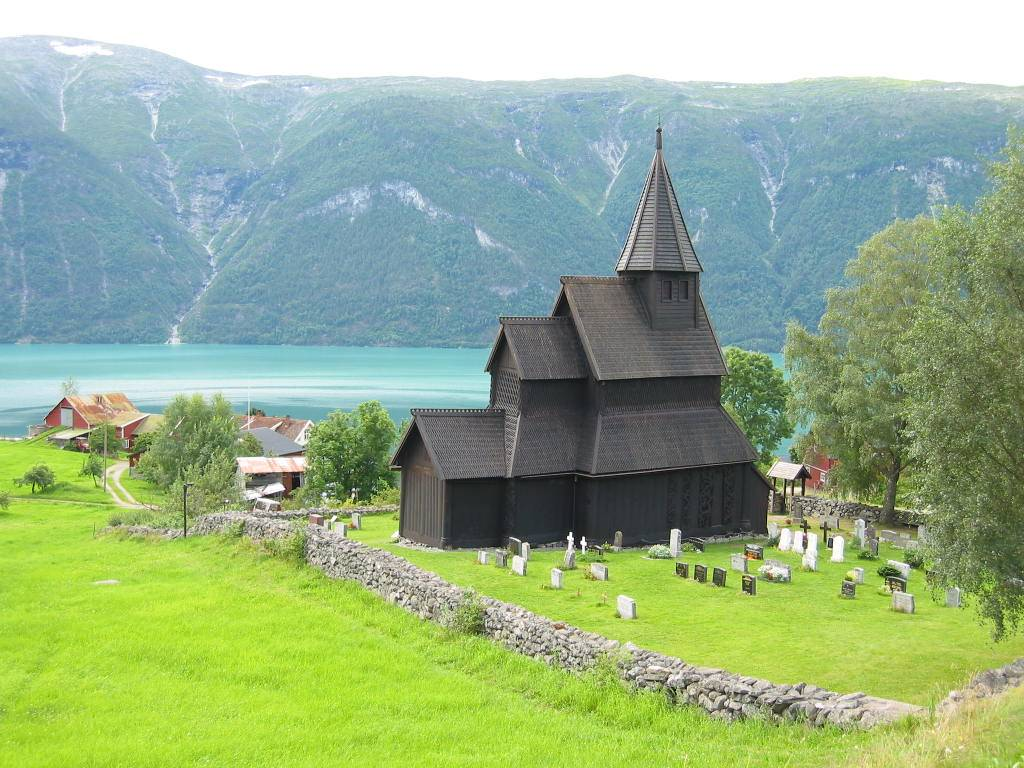
Типова дерев'яна церква в Урнесі

### Освіта
Рівень письменності 2015 року в країні становив 99 % дорослого населення (віком від 15 років): 99 % — серед чоловіків, 99 % — серед жінок. Державні витрати на освіту складають 7,4 % від ВВП країни, станом на 2014 рік (21-ше місце у світі). Середня тривалість освіти становить 18 років, для хлопців — до 17 років, для дівчат — до 18 років (станом на 2014 рік). Система освіти держави складається з:
- дошкільних закладів;
- обов'язкової елементарної школи (6-річна молодша і 3-річна старша), 3,4 тис. шкіл і 584,9 тис. учнів на середину 1970-х років;
- середньої загальноосвітньої школи (гімназії), що дає право вступу до вищої школи, 277 гімназій і 73,9 тис. учнів на середину 1970-х років;
- професійно-технічних училищ і середніх спеціалізованих навчальних закладів, 695 ПТУ і 88 СНЗ, 78,5 тис. і 3,4 тис. учнів, відповідно, на середину 1970-х років[63].

Обов'язкове навчання дітей віком від 7 до 13—14 років уперше в країні було запроваджено 1848 року; після освітньої реформи 1968 року — продовжено до 16 років. У державних школах зошити, ручки, олівці та інші письмові приладдя, як і підручники — безкоштовні. Шкільної форми в Норвегії немає. Батькам треба купити тільки портфель та спортивну форму для фізкультури. Якщо дитина навчається в приватній школі, то 80 % вартості навчання оплачує держава. У школах уже з першого класу є предмети на вибір, оскільки діє профільна освіта. Випускники шкіл щорічно влаштовують свято русів.

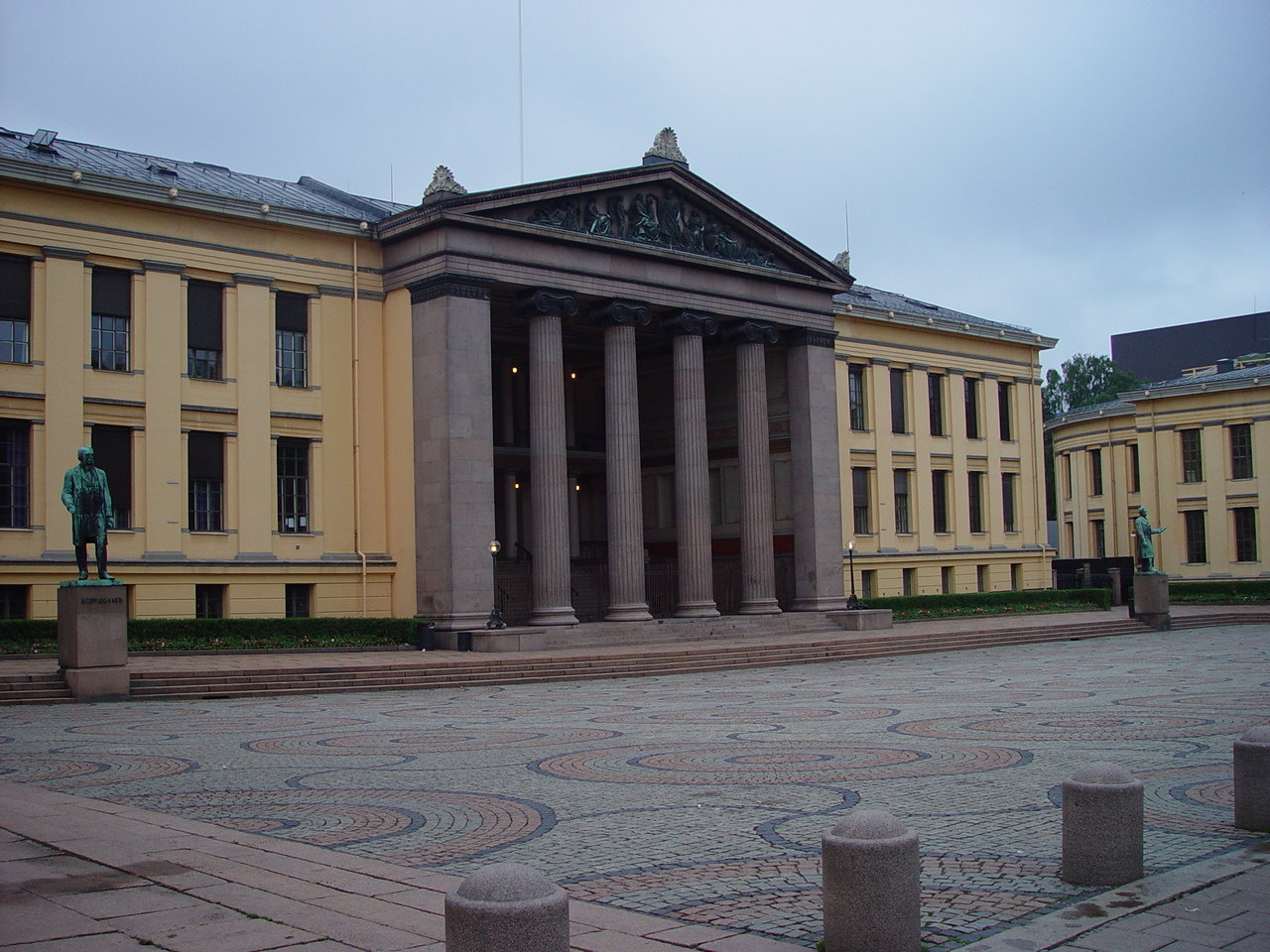
Університет Осло

Найстаріші університети країни: університет Осло, заснований 1811 року; Бергенський університет, заснований 1948 року; Тронгеймський університет, заснований 1968 року, університет Тромсе, заснований 1972 року. Створено десяток спеціалізованих вищих шкіл: економіки й управління виробництвом, архітектурна, комерційна, ветеринарна тощо. На середину 1970-х років у країні у вишах навчалось 40,7 тис. студентів, у вищих школах неуніверситетського рівня — 14,8 тис. студентів.
Норвегія має багаті збірки літератури при найбільших університетах; в Осло діє велика міська бібліотека.

### Охорона здоров'я
Забезпеченість лікарями в країні, станом на 2012 рік, була на рівні 4,28 лікаря на 1000 мешканців (станом на 2012 рік). На початок 1980-х років медичну допомогу надавали 7,5 тис. лікарів і 4 тис. стоматологів, тобто 18,5 лікаря на 10 тис. мешканців. Забезпеченість лікарняними ліжками в стаціонарах — 3,3 ліжка на 1000 мешканців (станом на 2011 рік). На початок 1980-х років у країні було 68,3 тис. лікарняних ліжок, тобто 169 ліжок на 10 тис. мешканців, близько 75 % цього фонду належало державі. Загальні витрати на охорону здоров'я 2014 року склали 9,7 % від ВВП країни (40-ве місце у світі). Лікарів у Норвегії готують на двох провідних медичних факультетах в університетах Осло і Бергена.
Смертність немовлят до 1 року, станом на 2015 рік, становила 2,48 ‰ (220-те місце у світі); хлопчиків — 2,79 ‰, дівчаток — 2,16 ‰. Рівень материнської смертності 2015 року становив 5 випадків на 100 тис. народжень (167-ме місце у світі).
Норвегія входить до складу ряду міжнародних організацій: Міжнародного руху (ICRM) і Міжнародної федерації товариств Червоного Хреста і Червоного Півмісяця (IFRCS), Дитячого фонду ООН (UNISEF), Всесвітньої організації охорони здоров'я (WHO).
2014 року було зареєстровано 5,8 тис. хворих на СНІД це 0,15 % населення в репродуктивному віці 15—49 років (105-те місце у світі). Смертність 2014 року від цієї хвороби становила приблизно 100 осіб (112-те місце у світі). Частка дорослого населення з високим індексом маси тіла 2014 року становила 24,8 % (84-те місце у світі).
Доступ до облаштованих джерел питної води 2015 року мало 100 % населення в містах і 100 % в сільській місцевості; загалом 100 % населення країни. Вода в будинках — безкоштовна, норвежці платять тільки за електроенергію для підігріву води. Відсоток забезпеченості населення доступом до облаштованого водовідведення (каналізація, септик): в містах — 98 %, в сільській місцевості — 98,3 %, загалом по країні — 98,1 % (станом на 2015 рік).
У країні створені і працюють бальнеологічні курорти: Санкт-Олафс-Кілле, Саннефіорд, Ларвік. На західному узбережжі в Бергені створена приморська кліматична станція; поблизу Осло — клімато-грязьовий курорт Ганке.

### Соціально-економічне положення
Співвідношення осіб, що в економічному плані залежать від інших до осіб працездатного віку (15—64 роки) загалом становить 52,2 % (станом на 2015 рік): частка дітей — 27,3 %; частка осіб похилого віку — 24,9 %, або 4 потенційно працездатних на 1 пенсіонера. Загалом дані показники характеризують рівень затребуваності державної допомоги в секторах освіти, охорони здоров'я і пенсійного забезпечення, відповідно. Дані про відсоток населення країни, що перебуває за межею бідності відсутні. Нерівність розподілу сімейного доходу (коефіцієнт Джині) 2010 року дорівнював 26,8 (134-те місце у світі), 1995 року — 25,8. Розподіл доходів домогосподарств в країні виглядає наступним чином: нижній дециль — 3,8 %, верхній дециль — 21,2 % (станом на 2014 рік). Норвегія є членом Міжнародної конфедерації профспілок (ITUC) (неурядова організація).

### Безпека
Норвегія є членом міжнародної організації з протидії криміналу та взаємодії національних правоохоронних органів — Інтерпол(ICPO).

#### Торгівля людьми
Згідно зі щорічною доповіддю про торгівлю людьми (англ. Trafficking in Persons Report) Управління з моніторингу та боротьби з торгівлею людьми Державного департаменту США, уряд Норвегії докладає усіх можливих зусиль у боротьбі з явищем примусової праці, сексуальної експлуатації, незаконною торгівлею внутрішніми органами, законодавство відповідає усім вимогам американського закону 2000 року щодо захисту жертв (англ. Trafficking Victims Protection Act’s), держава знаходиться у списку першого рівня.

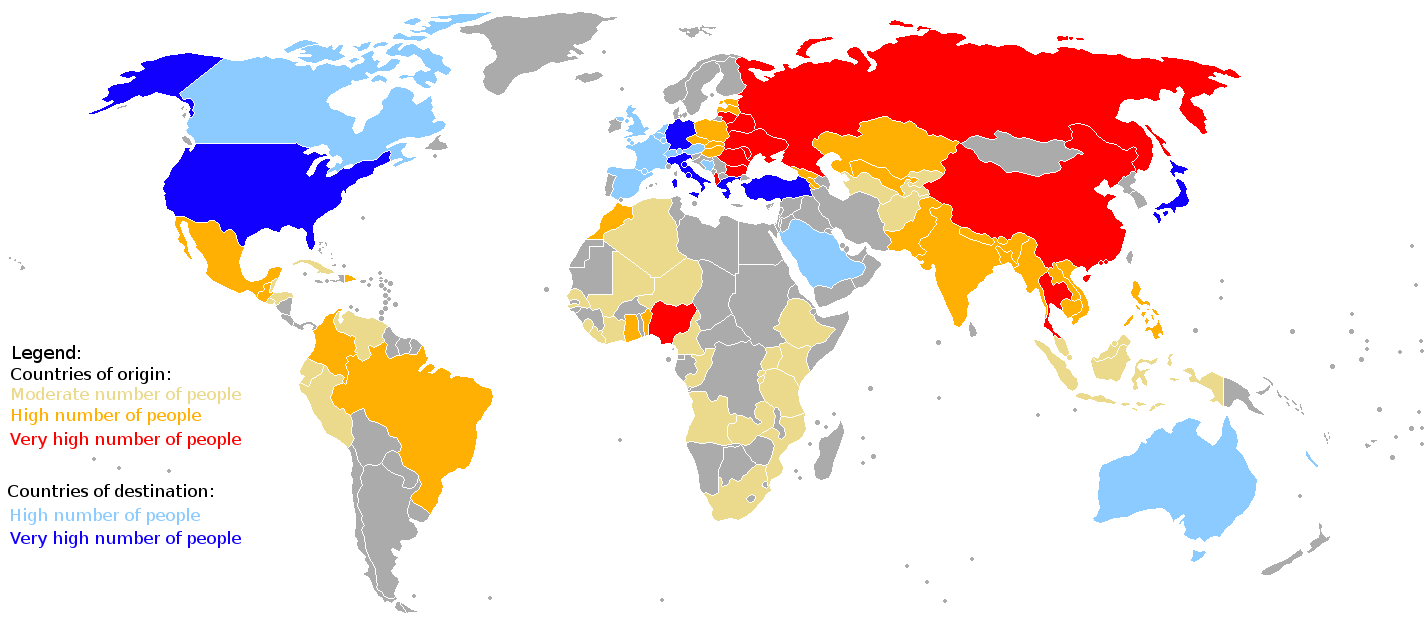
Країни-донори (червоний) і країни-реципієнти кримінальних потоків (англ.)
Глобальна боротьба з торгівлею людьми (англ.)

## Культура

### Архітектура
У середні віки в епоху вікінгів значного розвитку набула дерев'яна архітектура, склався своєрідний тип церкви з подвійним каркасом — «ставкірка». Найвідоміші образчики такого стилю збереглися в Урнесі (споруджено між 1060—1130 роками); Боргунні (близько 1150 року). У будівництві з каменю впродовж XII—XVI століть відчутні запозичення з англійського романського і готичного стилів. Чудовим образчиком першого слугує собор у Ставангері, споруджений впродовж 1130—1300 років, пізніше перебудований у готичному стилі; Нідароський собор у Тронгеймі (норв. Nidarosdomen), місце коронації норвезьких королів, споруджений впродовж 1140—1320 років — другого. У часи Відродження, перша половина XVI—XVII століття, місцеві мотиви були втілені в стилістиці башти Розенкранц у Бергені, яка була зведена впродовж 1562—1668 років. Прикладами місцевого бароко і рококо слугують церква в Сер-Фруне (1787) архітектора С. Аспоса; будинок садиби Дармсгорд (норв. Damsgård hovedgård) у Бергені, 1770—1795. Прикладами місцевого класицизму слугує королівська резиденція Стіфтсгорден (норв. Stiftsgården) у Тронгеймі, будівництво якої велось протягом 1774—1778 років. У другій половині XIX століття в місцевій архітектурі панував еклектизм. Архітектор Ю. Г. Небелонг впродовж 1847—1852 років на острові Бюгде, в межах сучасного Осло, зводить замок Оскарсголль.

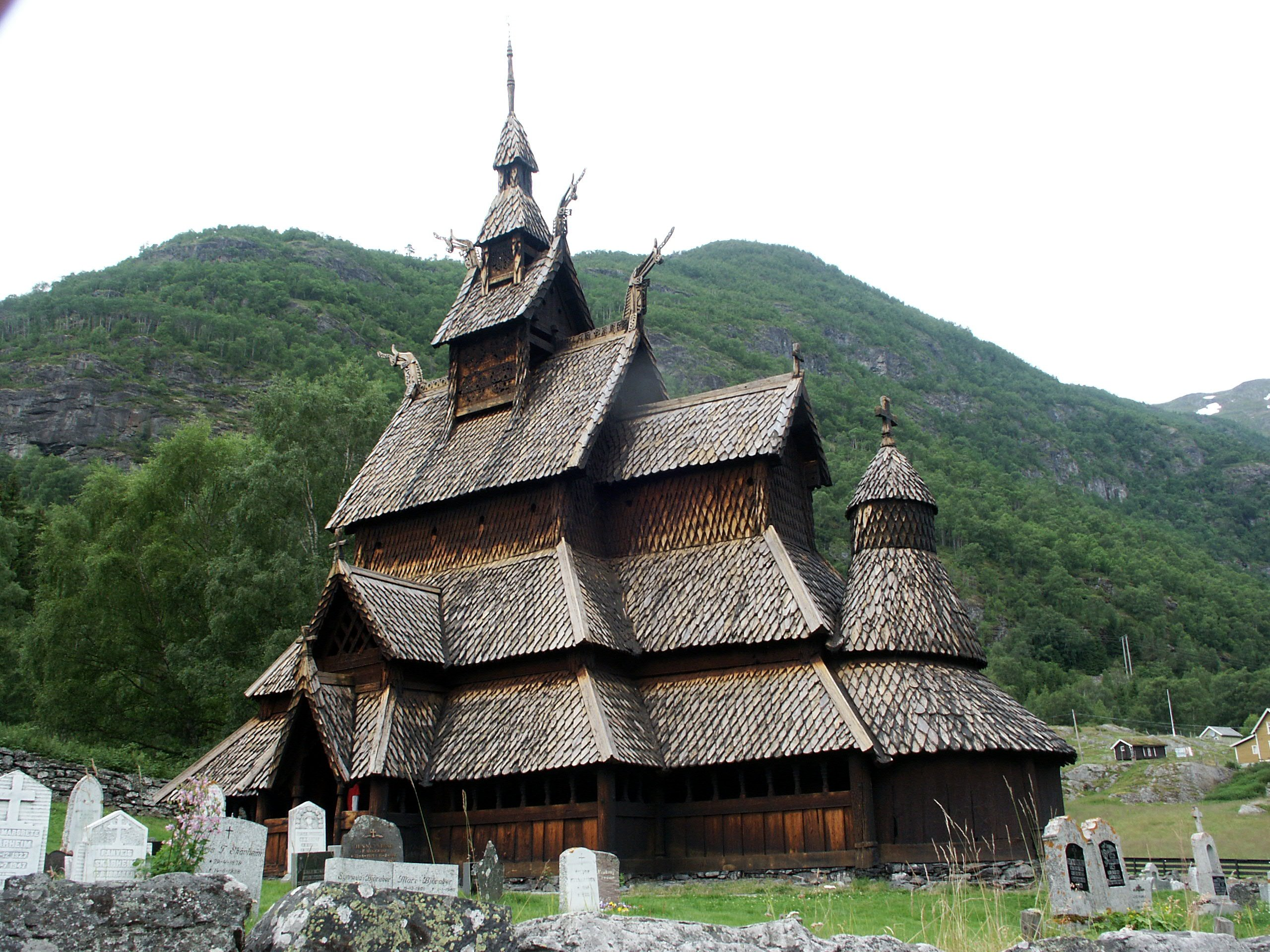
Дерев’яна церква в Боргунні
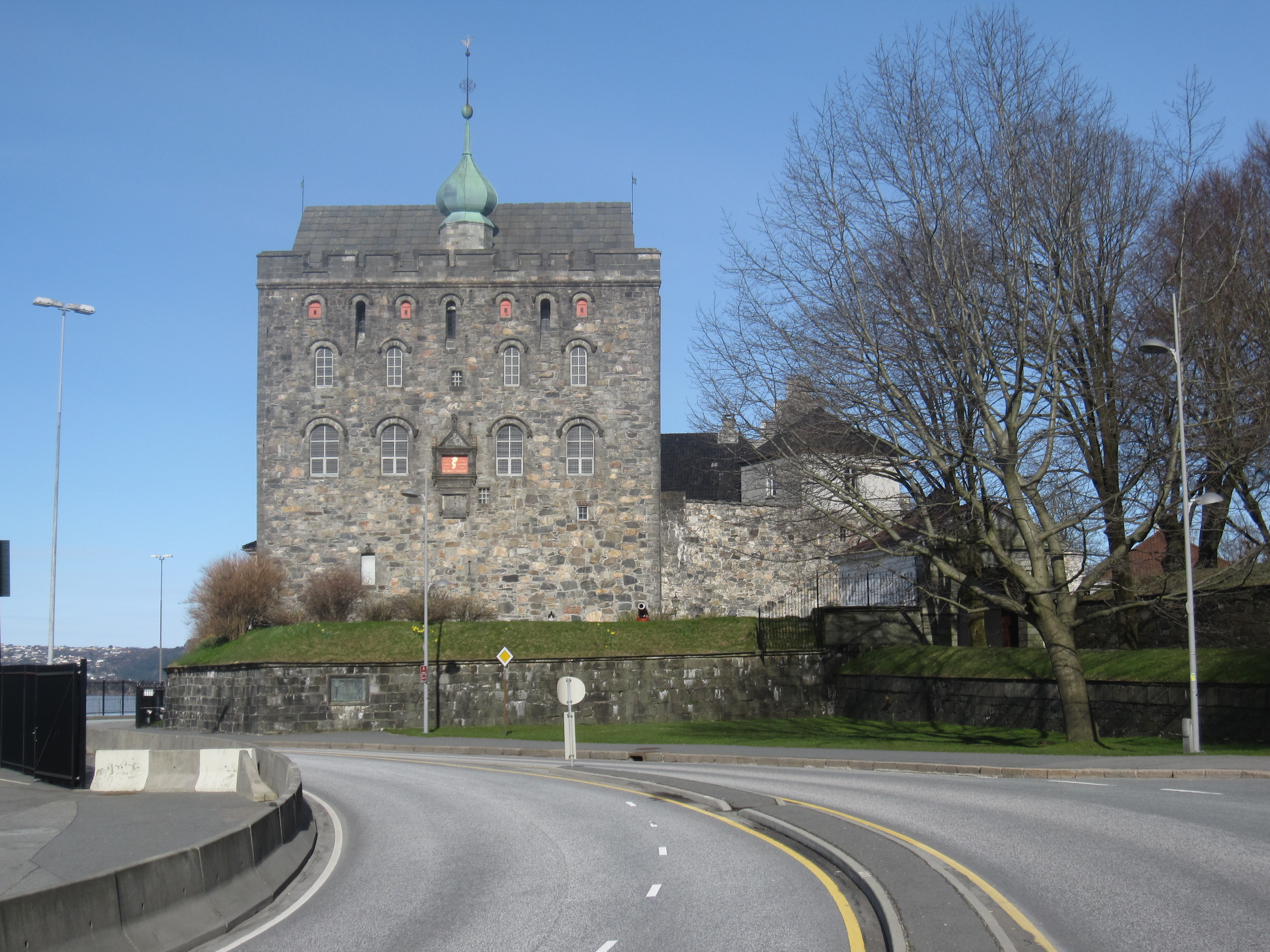
Башта Розенкрац
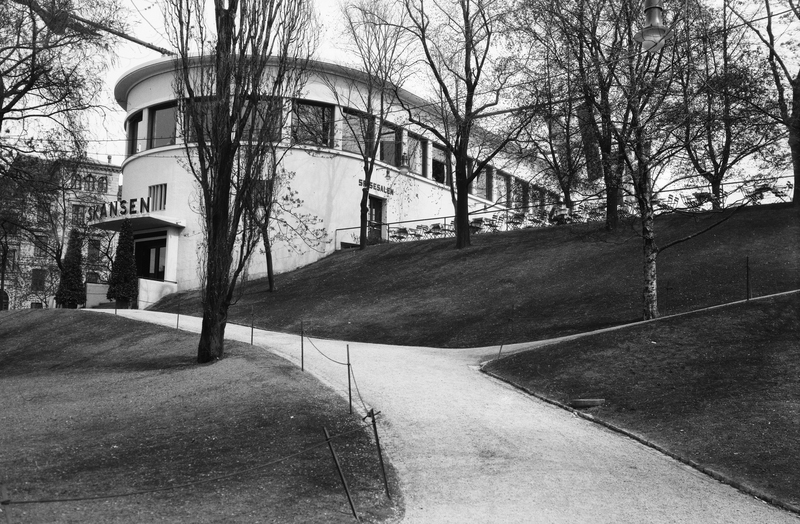
Ресторан «Скансен»
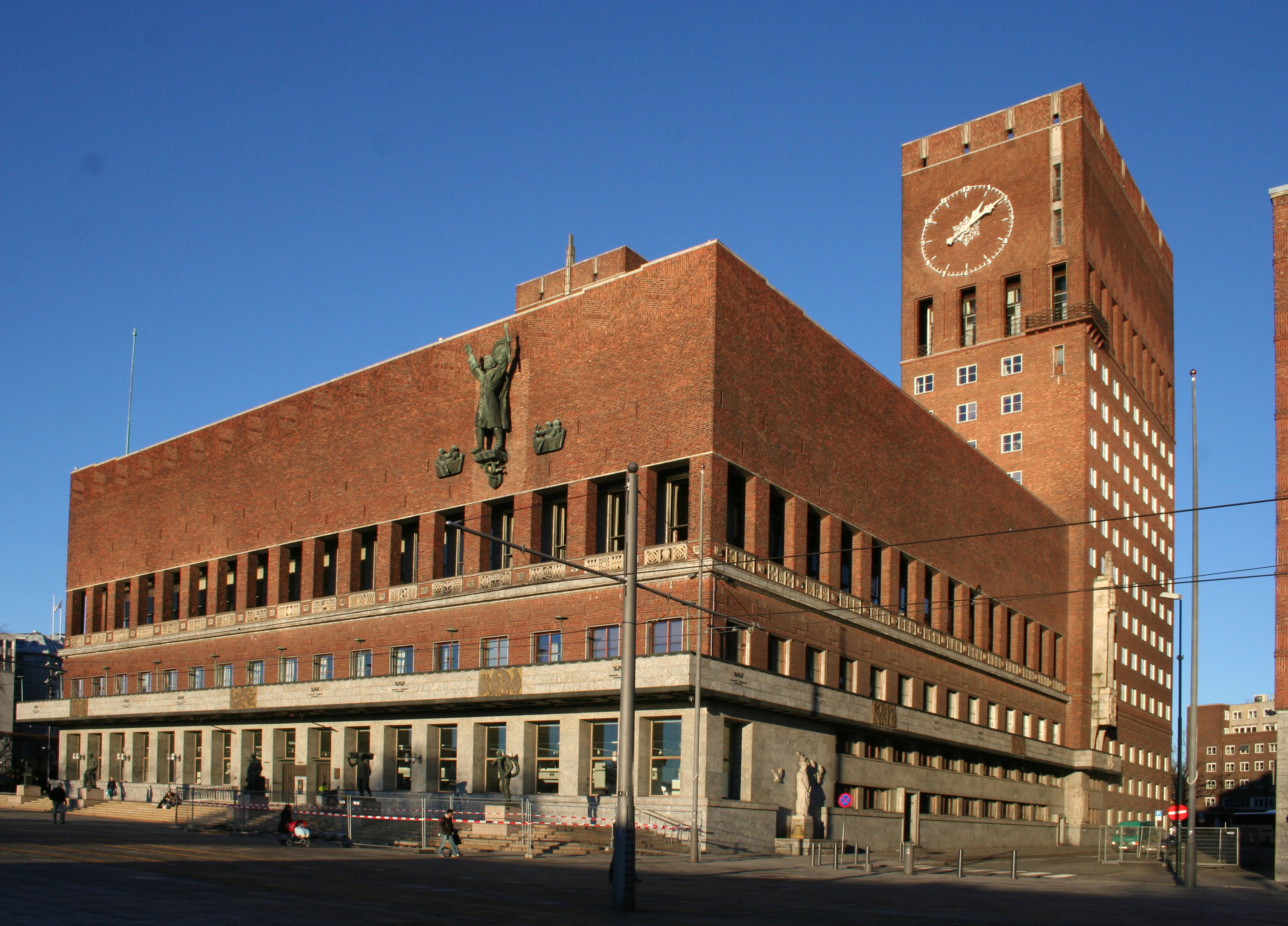
Міська ратуша Осло
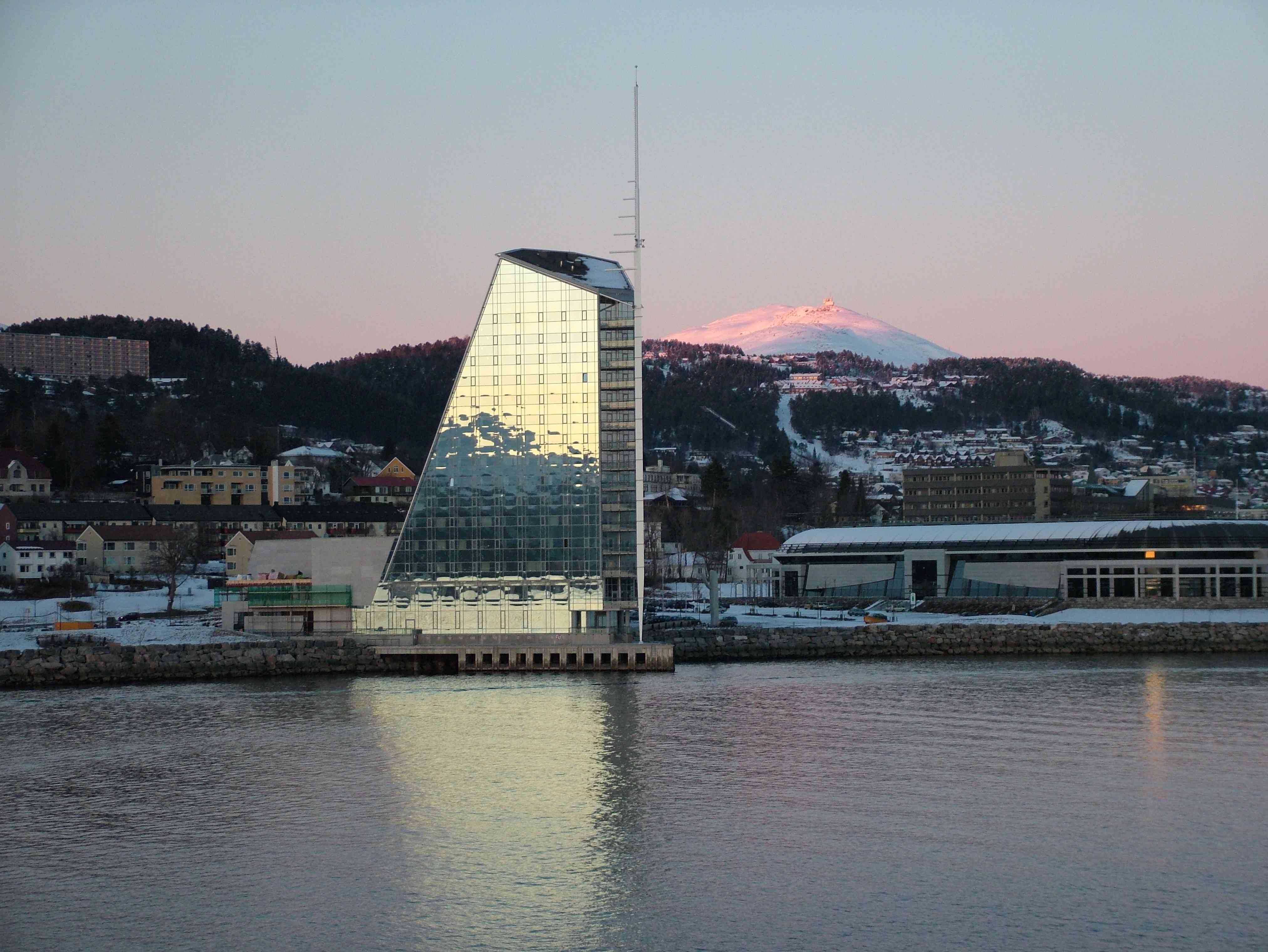
Готель «Ріка Сейлет»

Наприкінці 1920-х — початку 1930-х років еклектизм поступився функціоналізму. Типовий об'єкт цього стилю — ресторан «Скансен» в Осло, зведений Ларсом Беккером у 1926—1927 роках. У післявоєнні роки велись пошуки самобутніх форм національної архітектури. Так в Осло архітекторами Арнштейном Арнебергом і Магнусом Поульсоном була добудована ратуша (1933—1950); Кнутом Кнутсеном зведено готель «Вікінг» (1948—1952); Ерлінгом Вікше — Будинок уряду (1958). Архітектори Йон Ейквар і Ерік Енгебретсен спорудили центр мистецтв Гені-Онстада в Ховікаддені (1964—1969). Чудовим прикладом сучасної архітектури слугує готель «Ріка Сейлет» на березі затоки у Молде, зведений 2012 року за проєктом архітектора Кйєля Косберга.

### Образотворче мистецтво
На території Норвегії з часів неоліту і епохи бронзи збереглися наскельні розписи як германських племен, так і народів, які були витиснуті на північ (предки саамів). З середини першого тисячоліття н. е. розвивається «звіриний стиль». Вже наприкінці VIII століття сформувалося традиційне скандинавське середньовічне різьблення по дереву, слоновій та моржевій кістці. У археологічному комплексі в Урсберзі знайдені різьблені поховальні човни (приблизно 1850 рік). Питоме норвезьке мистецтво формувалося в добу національного ренесансу, в XIX столітті: живописець і графік Юхан Крістіан Даль; художники Адольф Тідеманн, Ганс Фредрік Гуде, Гарієт Баккер, Фрітц Таулов. Наприкінці XIX століття у творах Кристіана Крога, Герхарда Мунте, Теодора Кіттельсена і Емануеля Вігеланна розвивається патріотична тематика. Найвідоміший представник норвезького експресіонізму — Едвард Мунк. Його картина «Крик», стала візитівкою цього напрямку. Зі здобуттям незалежності від Швеції, на початку XX століття швидкими темпами розвивається монументально-декоративне мистецтво, найвідомішими представниками того часу є Аксель Револль, Пер Крог. У післявоєнні часи у творчості Якоба Вейдемана, Гуннара Гундерсена, Фердинанда Фінне, Поли Гоген та Інгера Сіттера проявляються модерністські течії.

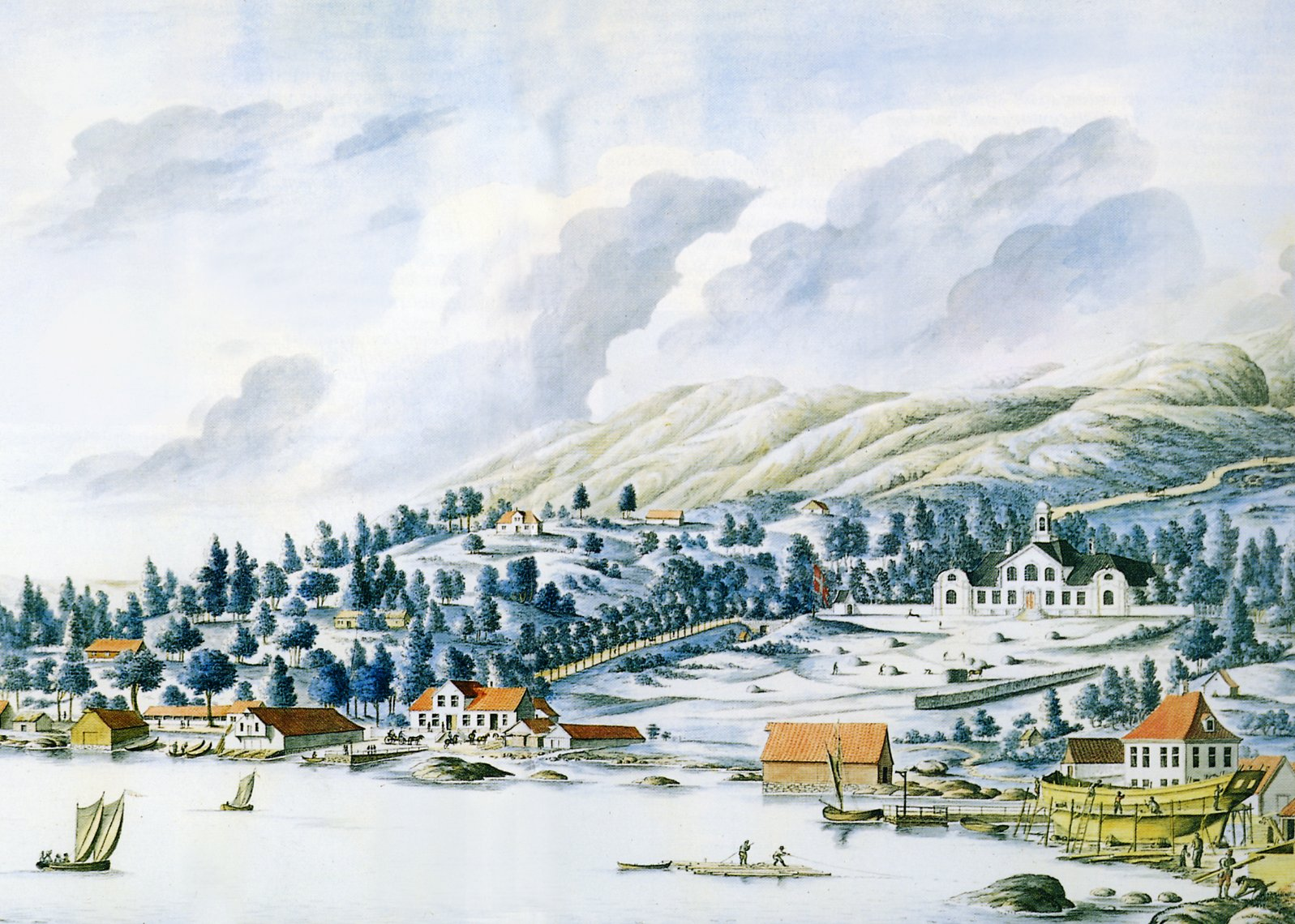
«Дармсгорд», Йоган Дреєр, 1810 рік
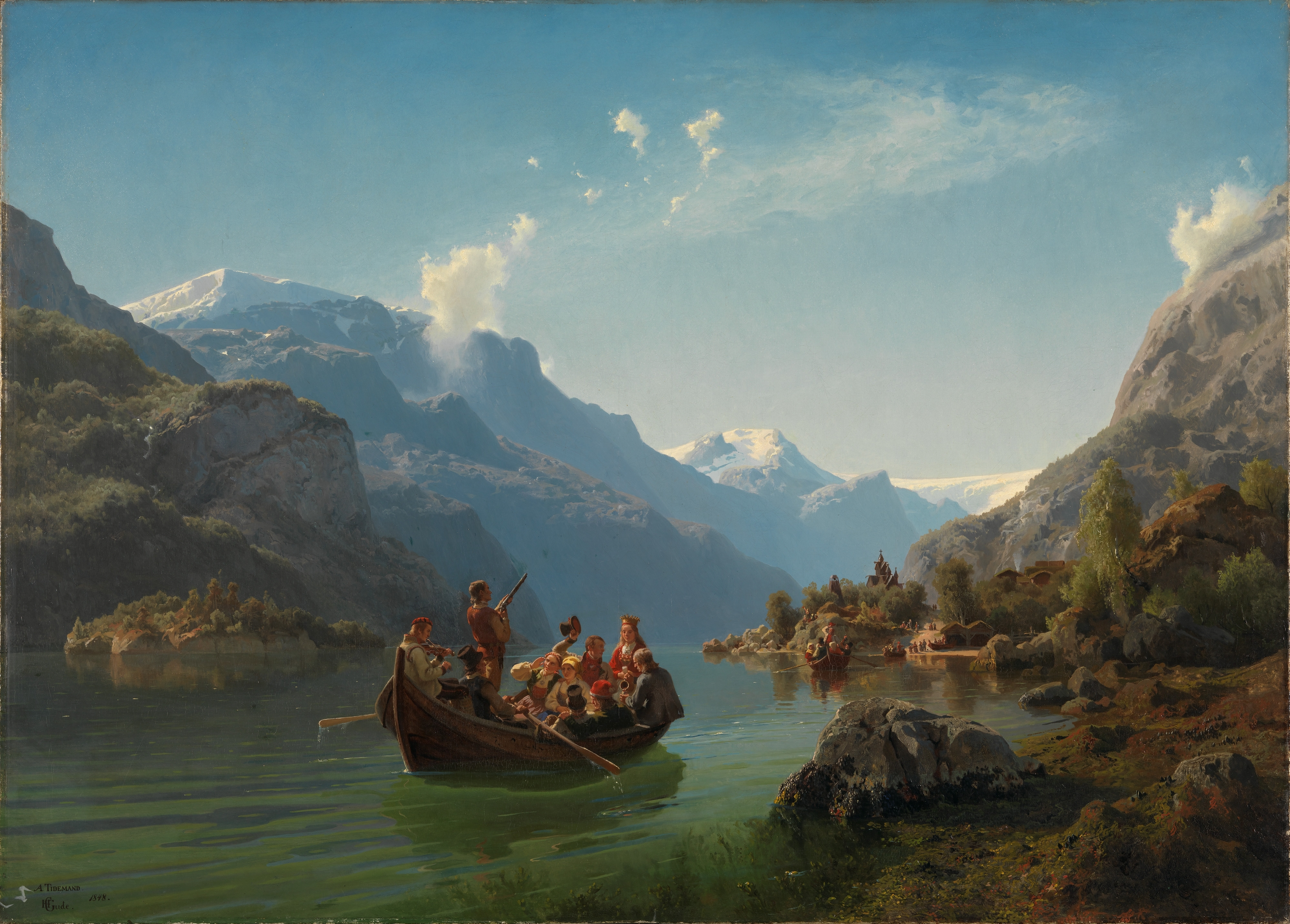
«Весільна подорож у Гардангер», Адольф Тідеман, 1848 рік
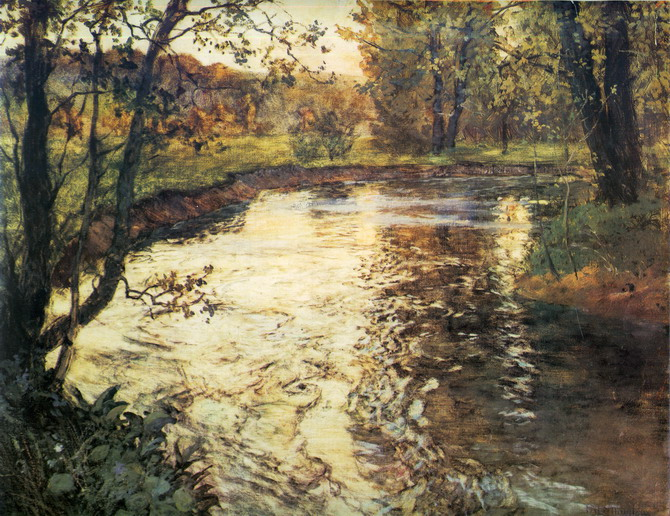
«Струмок», Фрітц Таулов
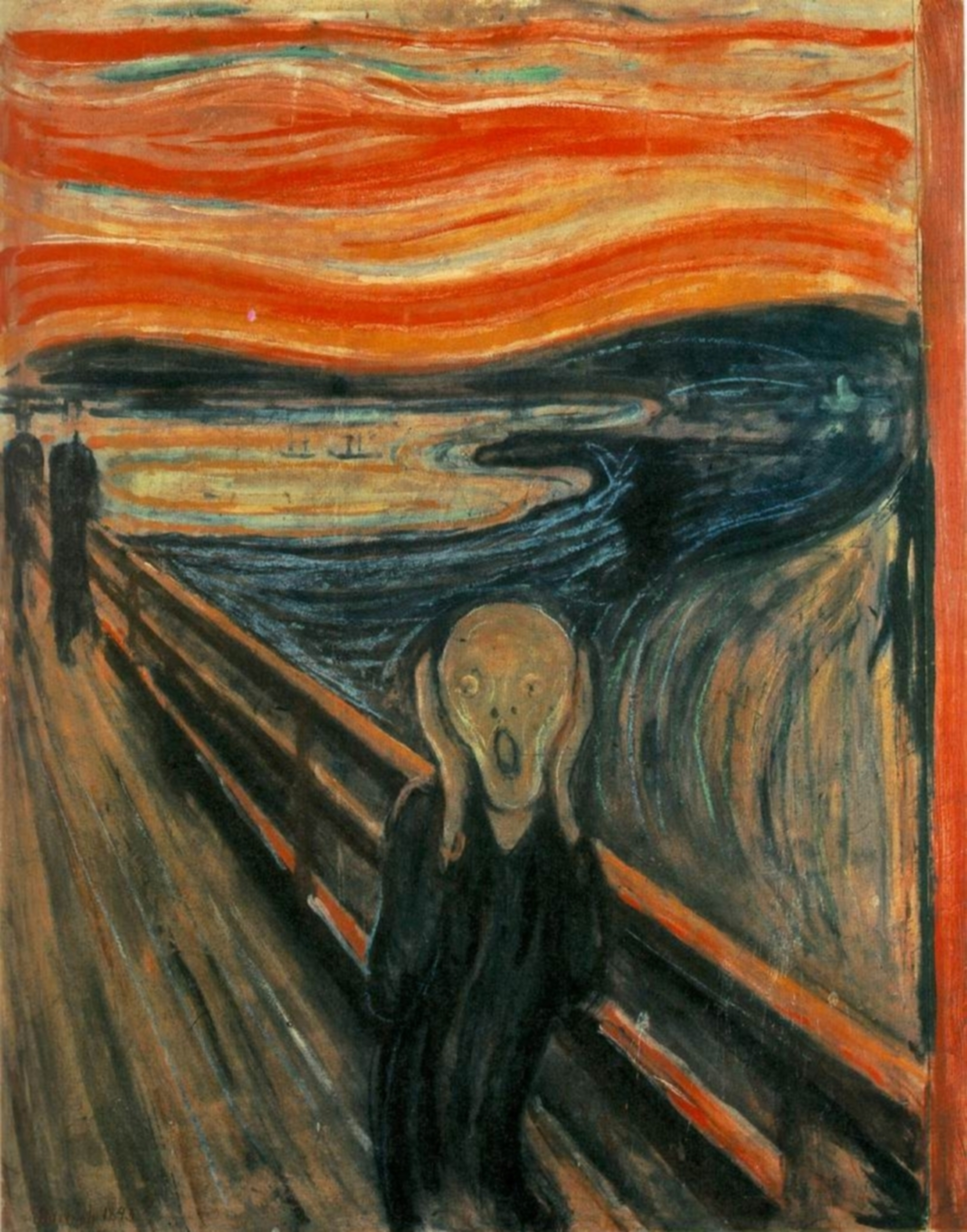
«Крик», Едвард Мунк, 1893 рік
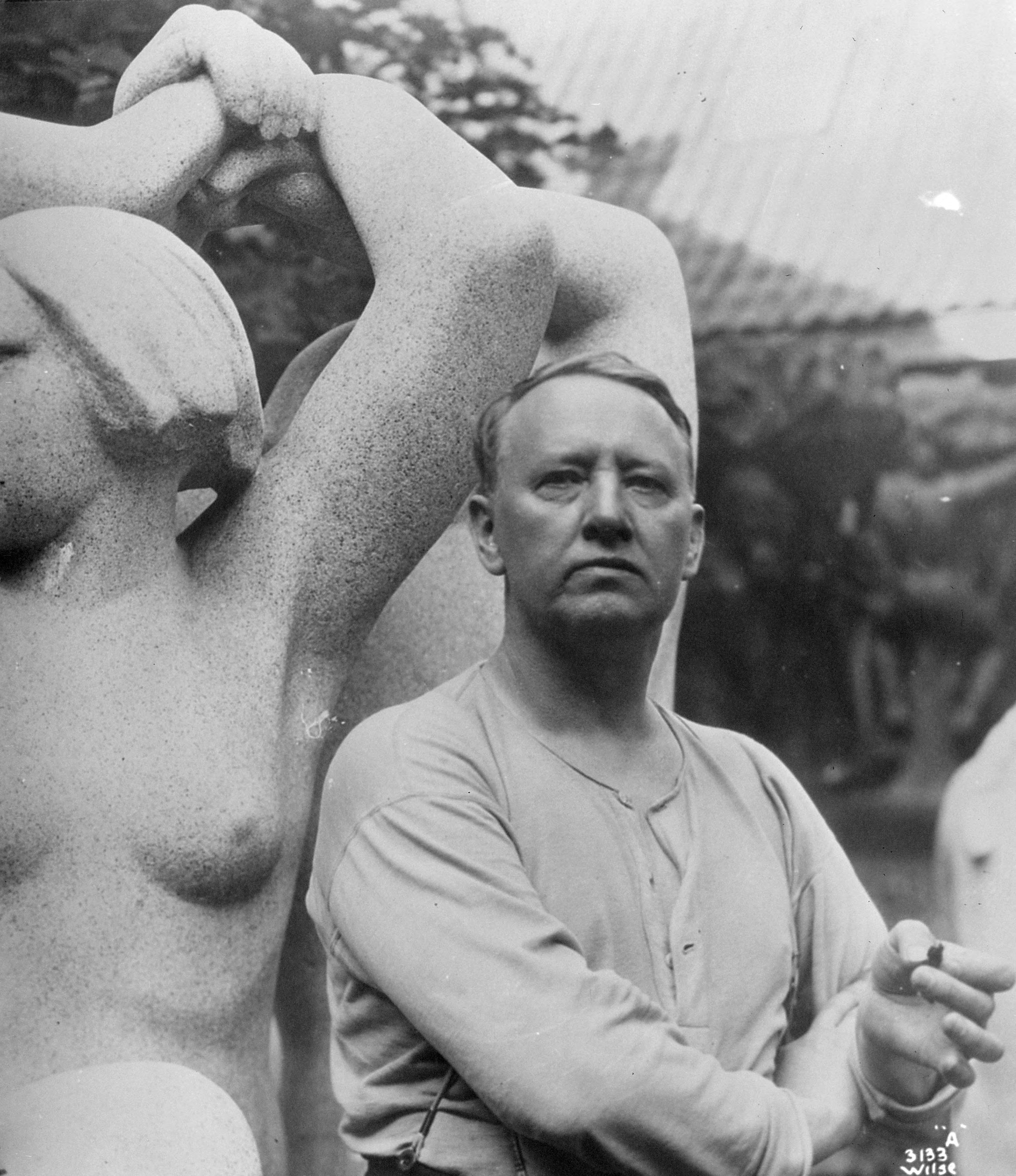
Густав Вігеллан, 1929 рік

Одним із найвидатніших норвезьких скульпторів вважається Густав Вігеланн (1869—1943), який створив велику кількість скульптур, які відображають людські відносини. Парк скульптур Вігеланна в Осло містить більше 200 скульптурних груп, які передають певний набір емоцій. Відомі скульптори Норвегії XIX століття: Ганс Мікельсен, Юліус Міддельтун; XX століття: Гуннар Янсен.
Ряд робіт Фрітца Таулова та окремих норвезьких художників зберігаються галереях національного музею мистецтв імені Богдана та Варвари Ханенків у Києві та музею західного і східного мистецтва в Одесі.
У народному декоративно-ужитковому мистецтві найбільш поширені: різьблення по дереву, кераміка, ковальство, ткацтво, вишивання, плетіння мережив.

### Музеї
Найстаріший музей країни, Університетський музей старожитностей Осло було засновано 1828 року. Інші важливі музеї: Норвезький народний музей (1894), Національна галерея (1837), Музей прикладного мистецтва (1876), Музей Мунка (1963), Музей Вігеланна (1947), Зоологічний музей (1820), Серланнський музей мистецтв (1995), Художній музей Північної Норвегії (1985). У столиці країни споруджено музей корабля «Фрам», славетного судна, що прислужилось відразу двом відомим норвезьким полярникам, Руалю Амундсену й Фрітьйофу Нансену; музей плота відомого мандрівника історика-реконструктора, Тура Геєрдала «Кон-Тікі»; Музей кораблів вікінгів, де зберігаються довгі кораблі вікінгів, елементи середньовічного побуту.

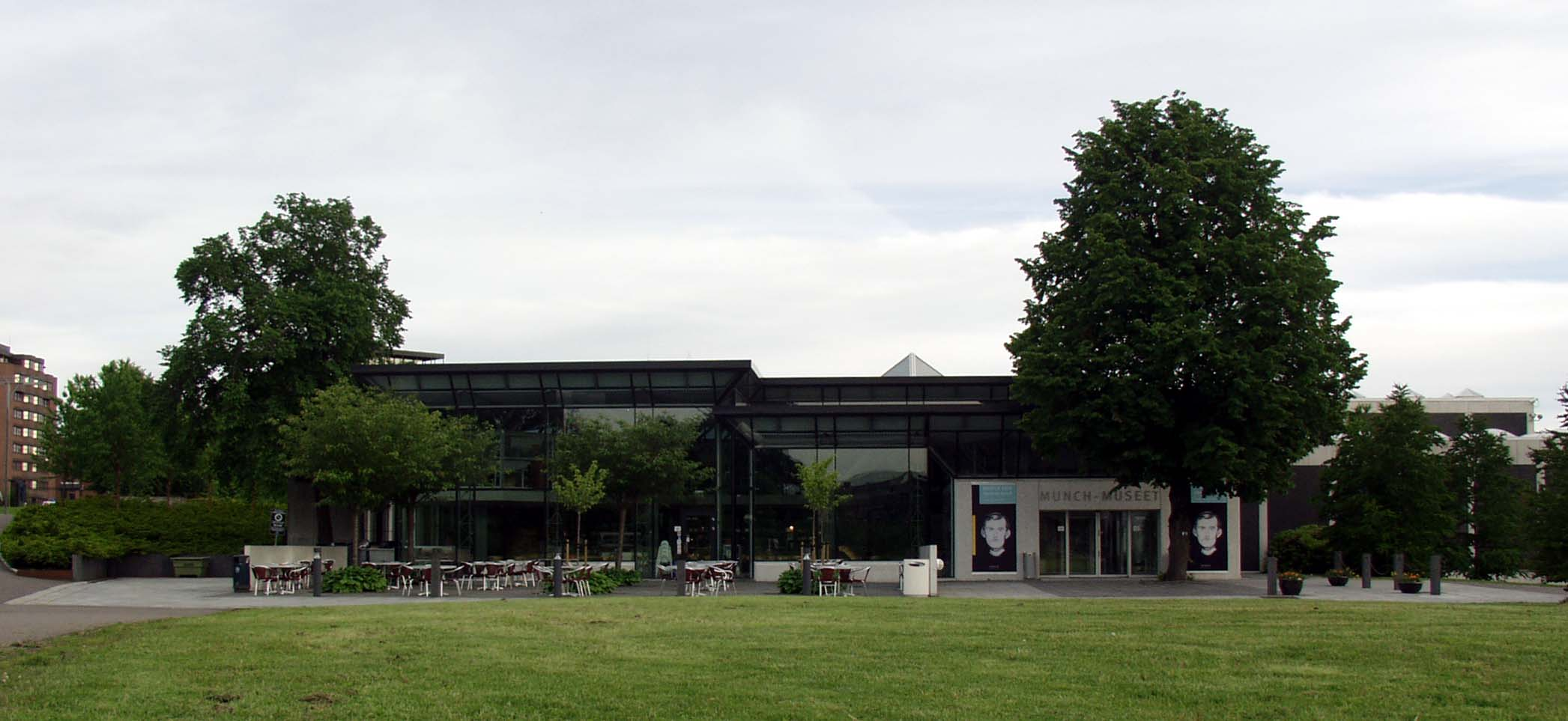
Музей Мунка
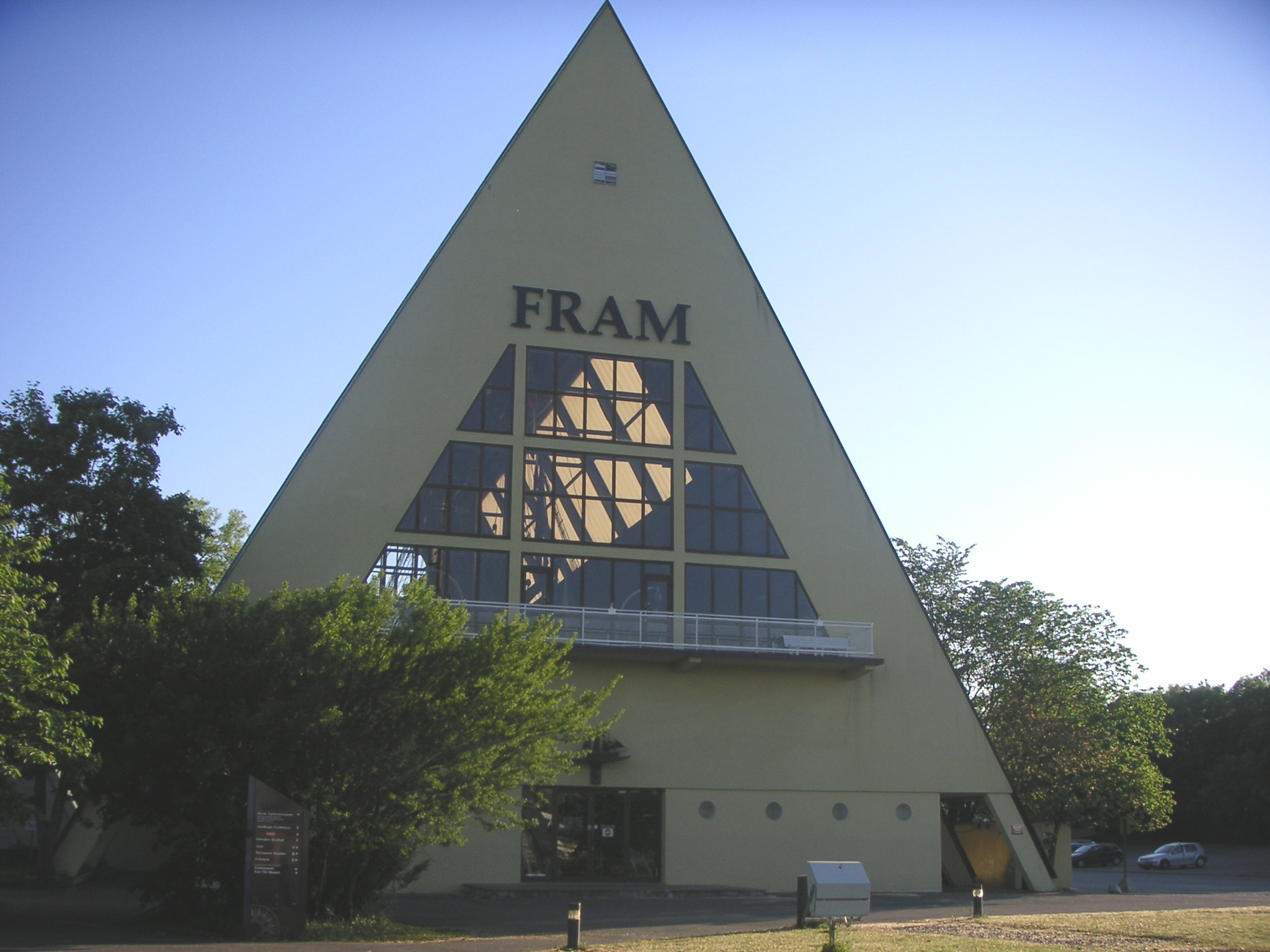
Музей «Фрама»
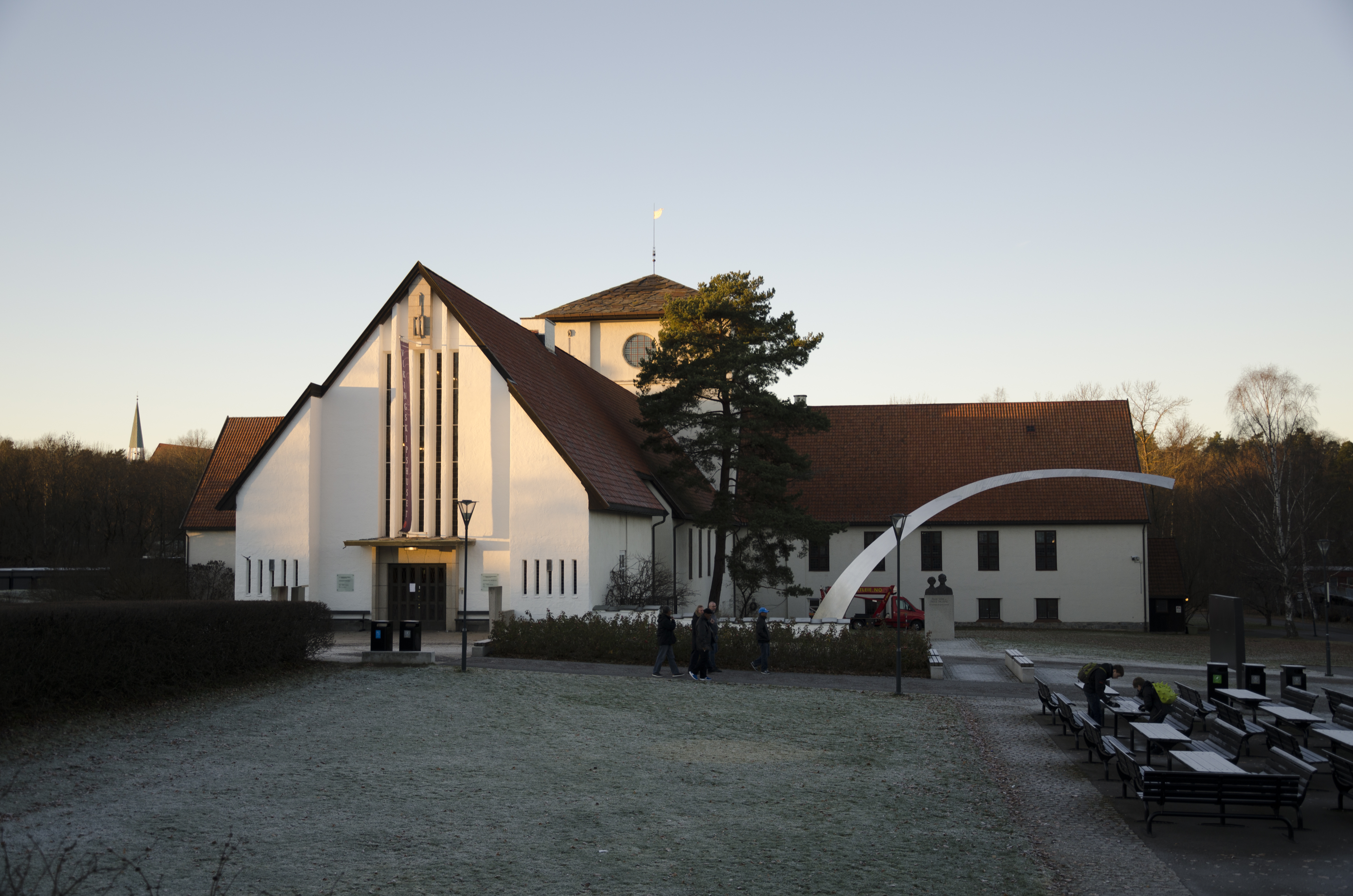
Музей кораблів вікінгів

### Література

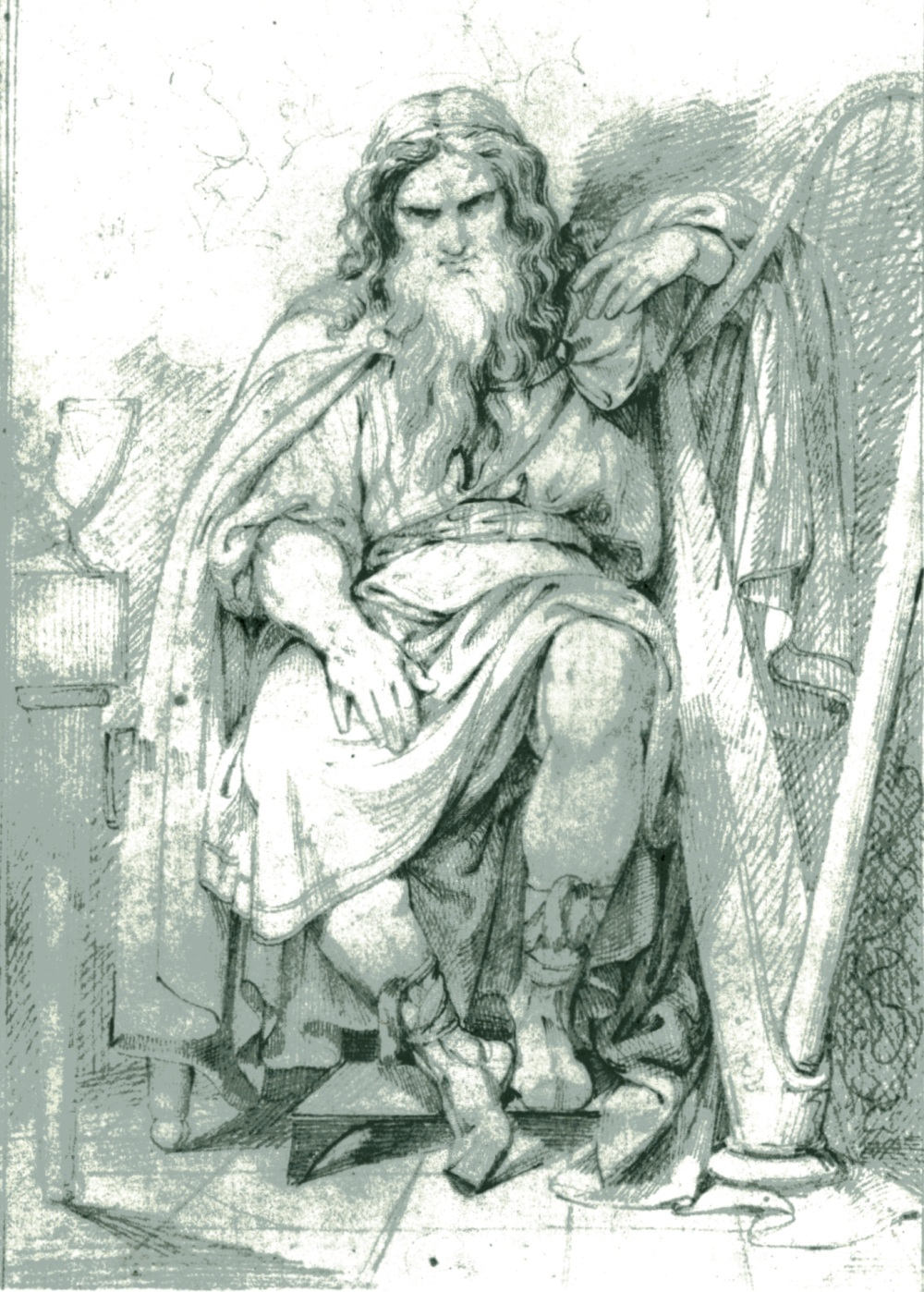
Браґі Боддасон
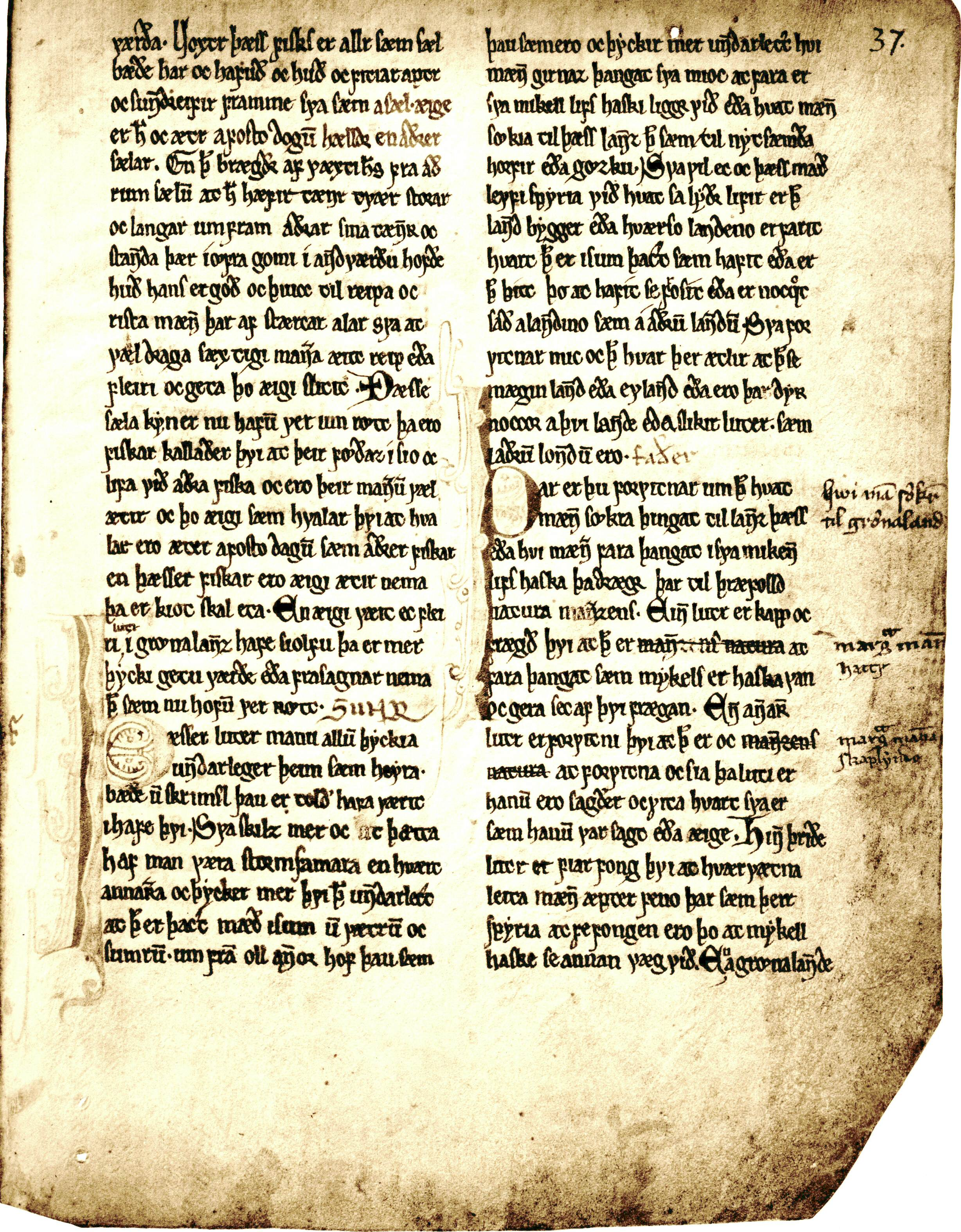
«Королівське дзеркало»
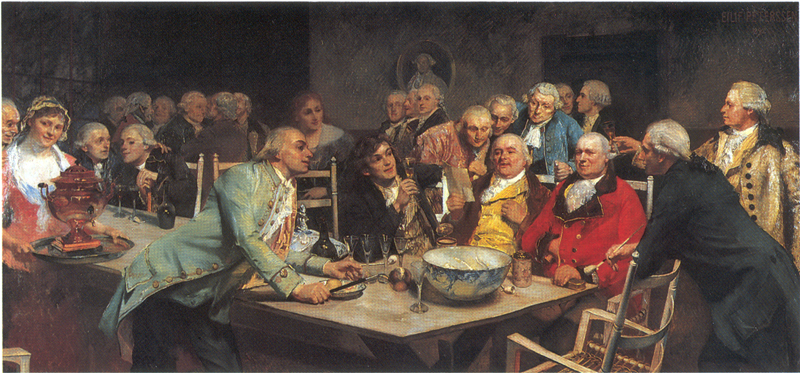
Вечір у Норвезькому товаристві
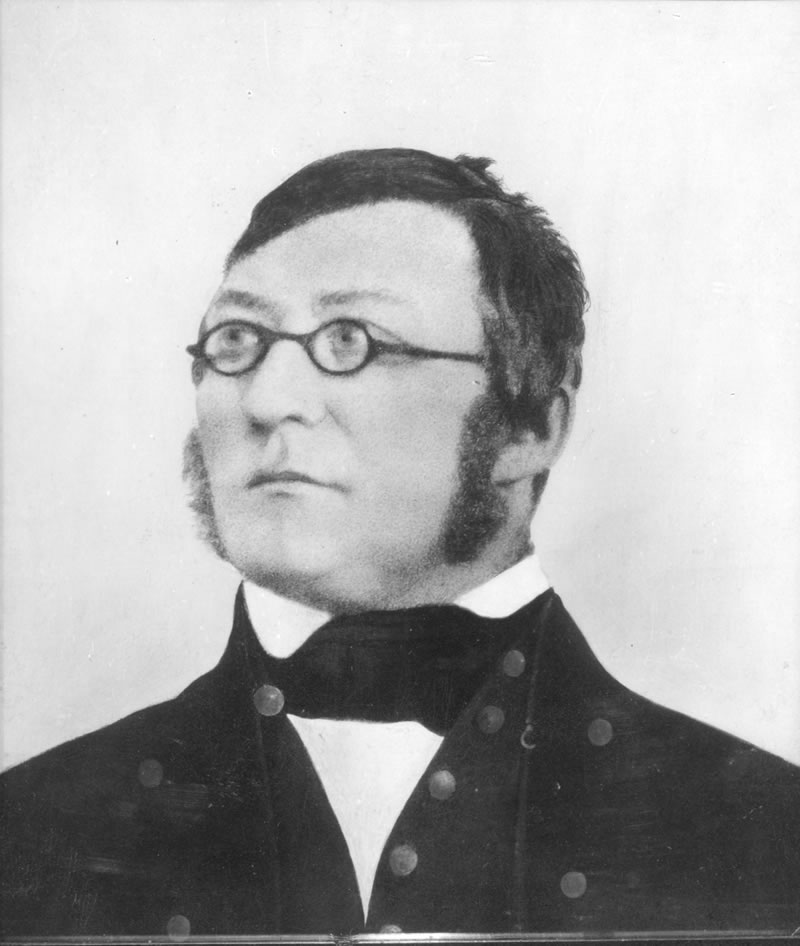
Генрік Верґеланн

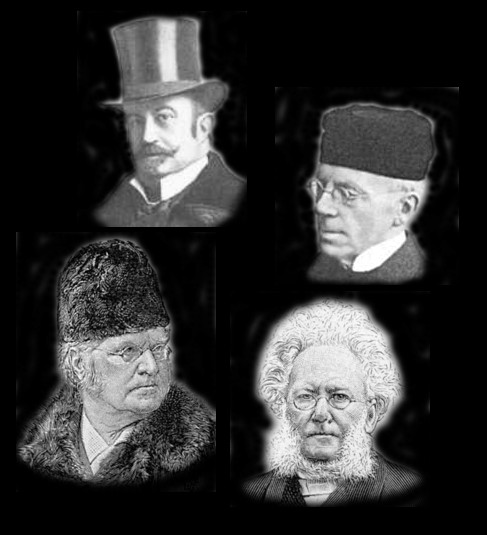
«Велика четвірка»
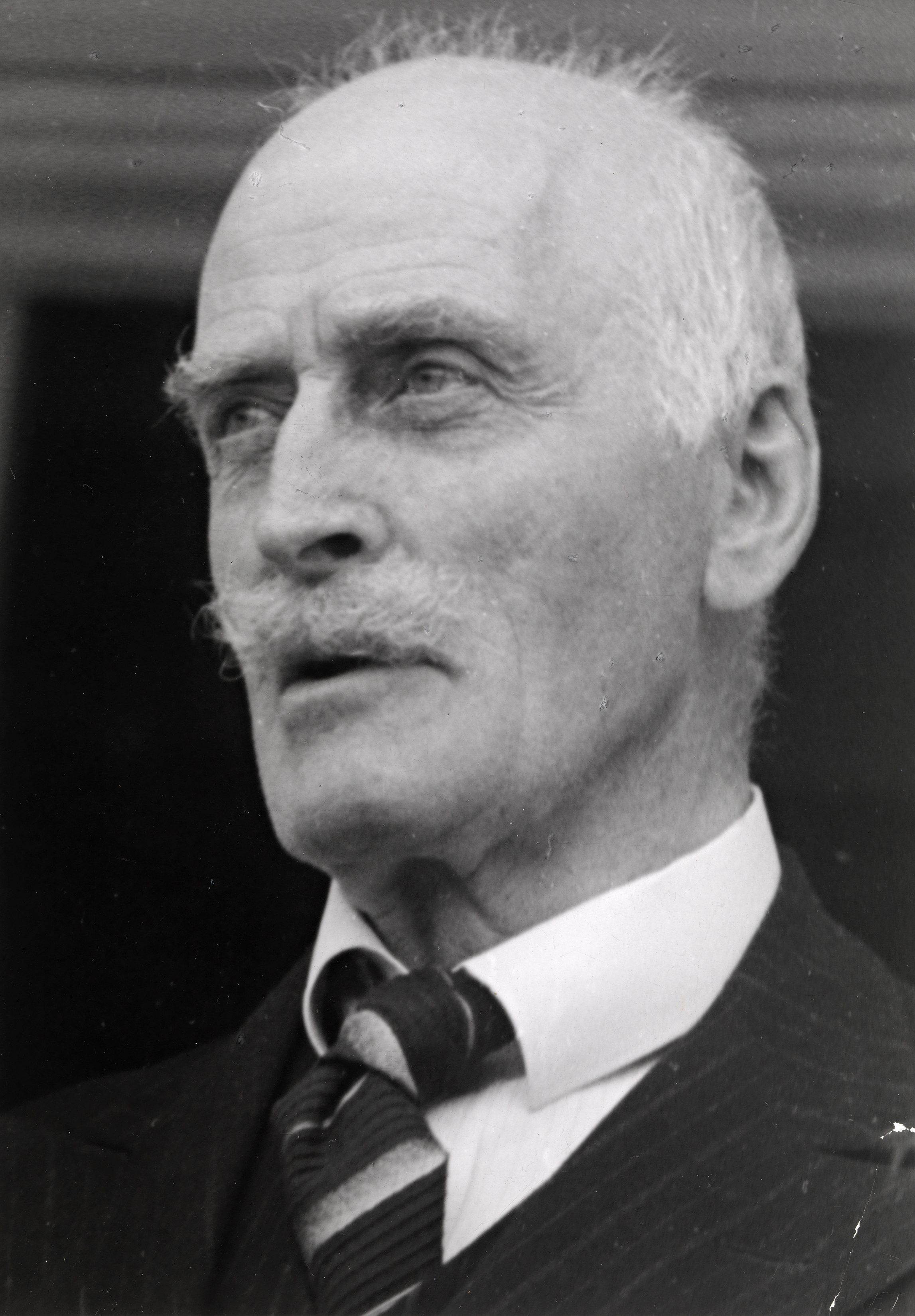
Кнут Гамсун
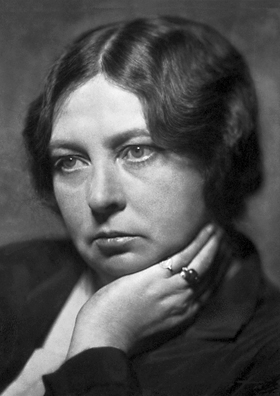
Сігрід Унсет
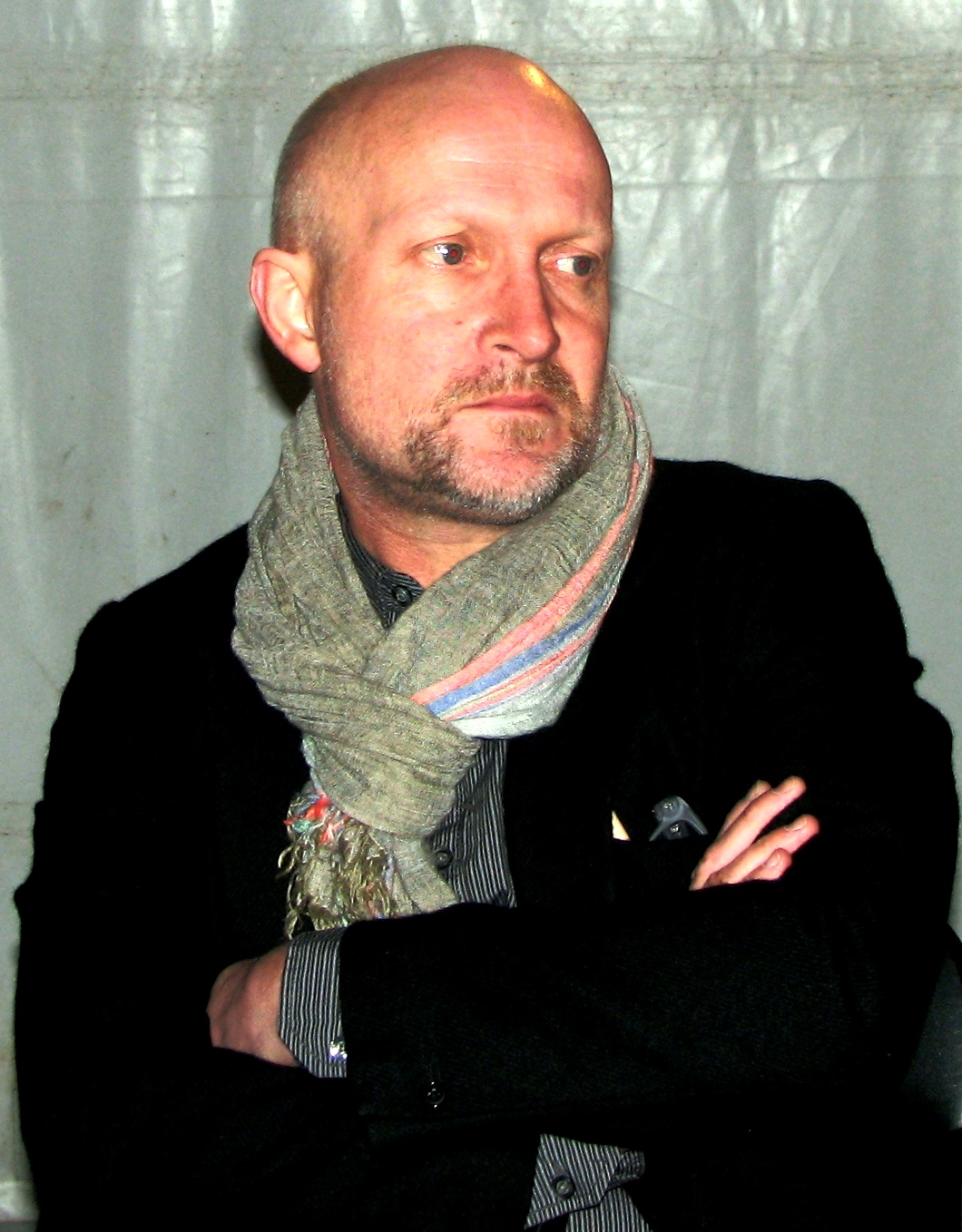
Ларс Собі Крістенсен

### Театр
Театральна драма Норвегії бере свій початок від місцевих побутових і християнських релігійних обрядів. З часів Реформації з XVI століття норвезькі учні церковних шкіл почали влаштовувати вуличні вистави у вигляді містерій і мораліте. У середині XVIII століття в Осло та в Бергені з'являються перші аматорські трупи. 1780 року в Осло було засновано перший постійний театр, він ставив п'єси Вільяма Шекспіра, Карло Ґольдоні та інших драматургів. 1794 року театральна трупа Бергена перетворилась на постійний театр. 1850 року під керівництвом Генріка Ібсена (1828—1906) в Бергені було відкрито Норвезький театр; пізніше його очолив Б'єрнстьєрне Б'єрнсон, лауреат Нобелівської премії з літератури 1903 року. 1899 року відкрито Національний театр в Осло, який робив постановки на п'єси Ібсена, Бйорнсона, Шекспіра, Фрідріха Шиллера, Августа Стріндберга, Бернарда Шоу. У цьому театрі грали відомі норвезькі актори того часу: X. Крістенсен, А. Одвар, Г. Стурмоен, Д. Кнудсен, Г. Гріг. На межі XIX та XX століть виникли нові театри в Осло, Бергені, Тронгеймі, Ставангері. В їхньому репертуарі були п'єси Крістіана Крога, Едварда Гріга, Максима Горького. 1913 року в Осло було відкрито Норвезький театр, 1929 року — Новий театр.

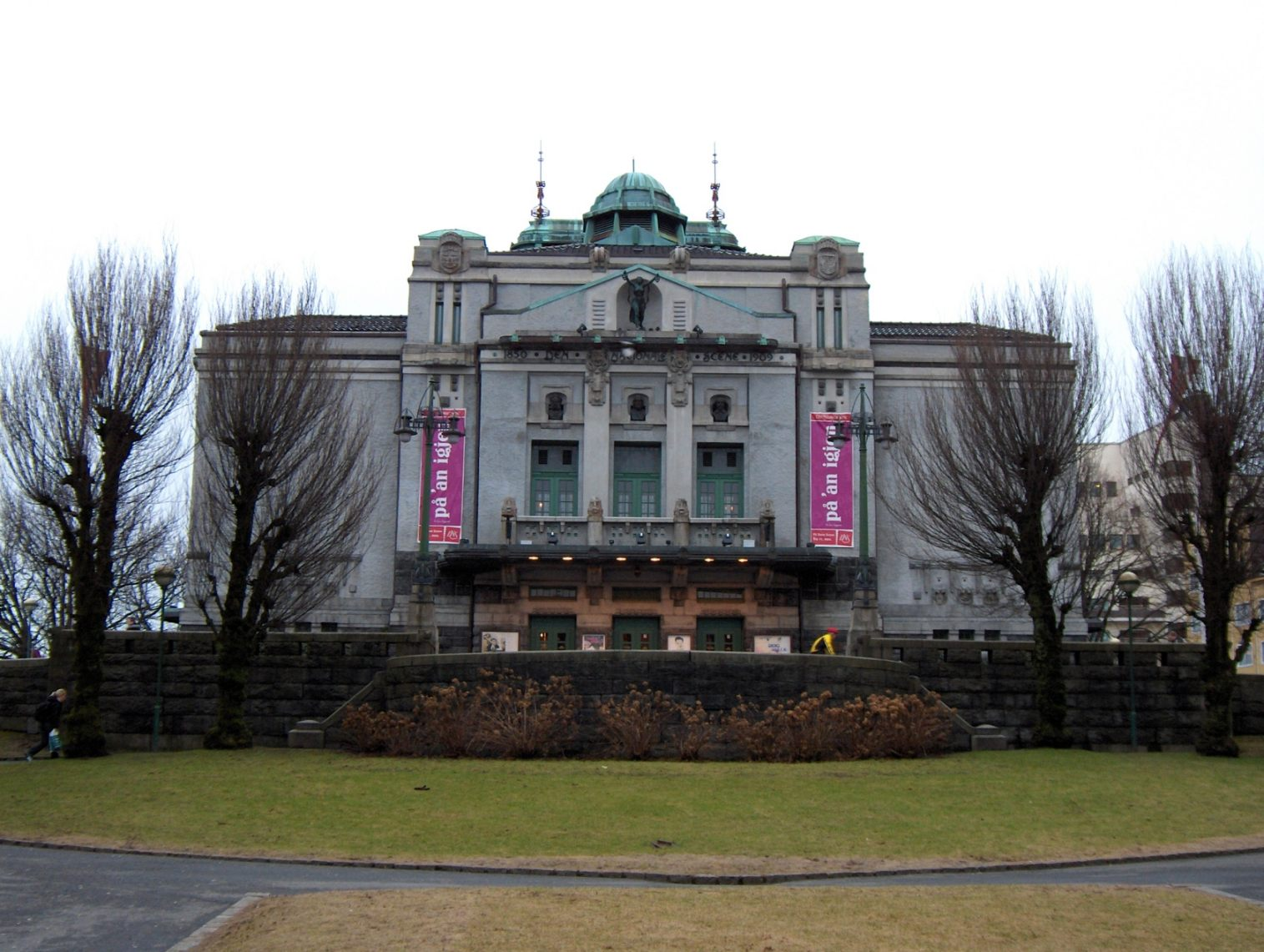
Національна сцена
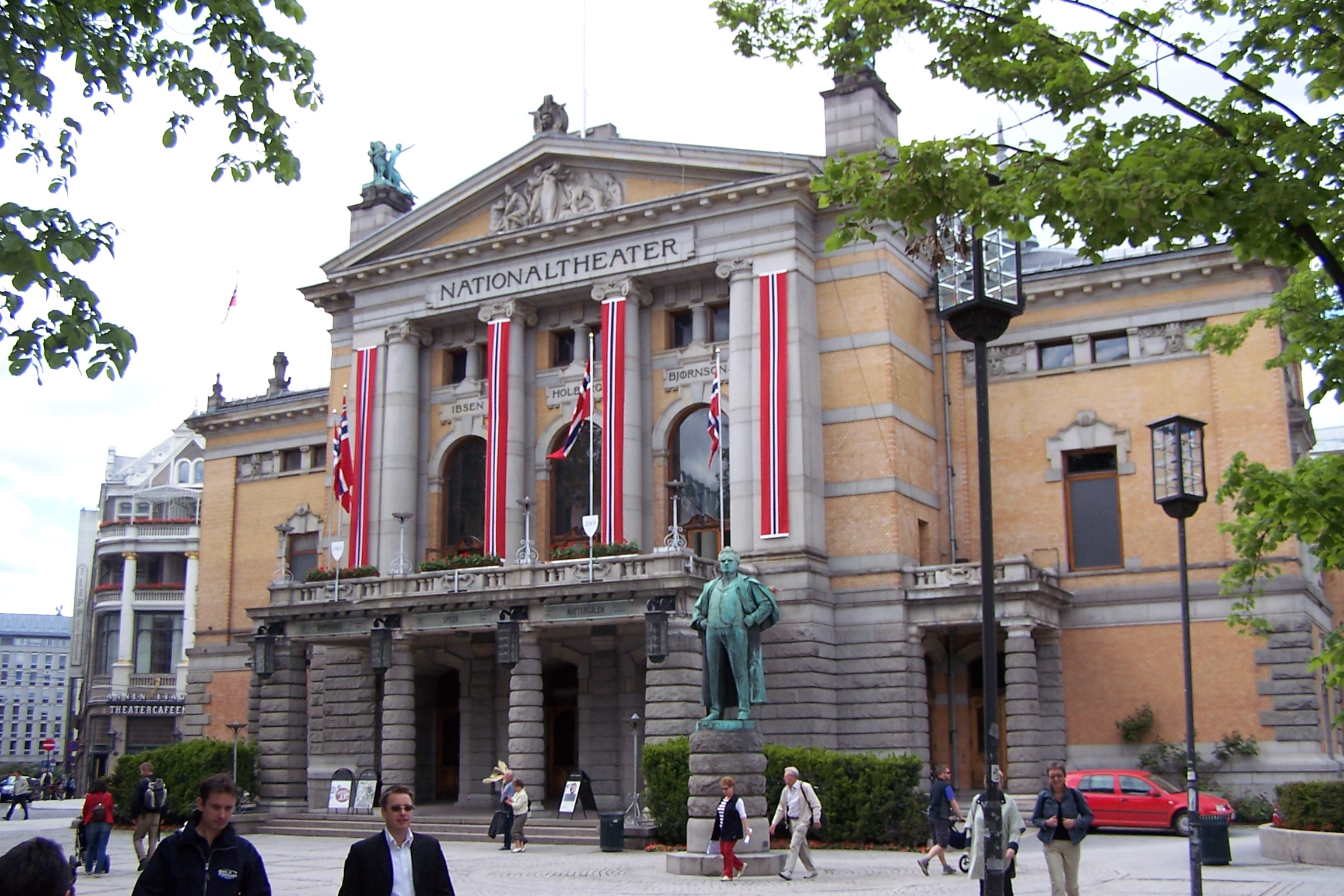
Національний театр в Осло
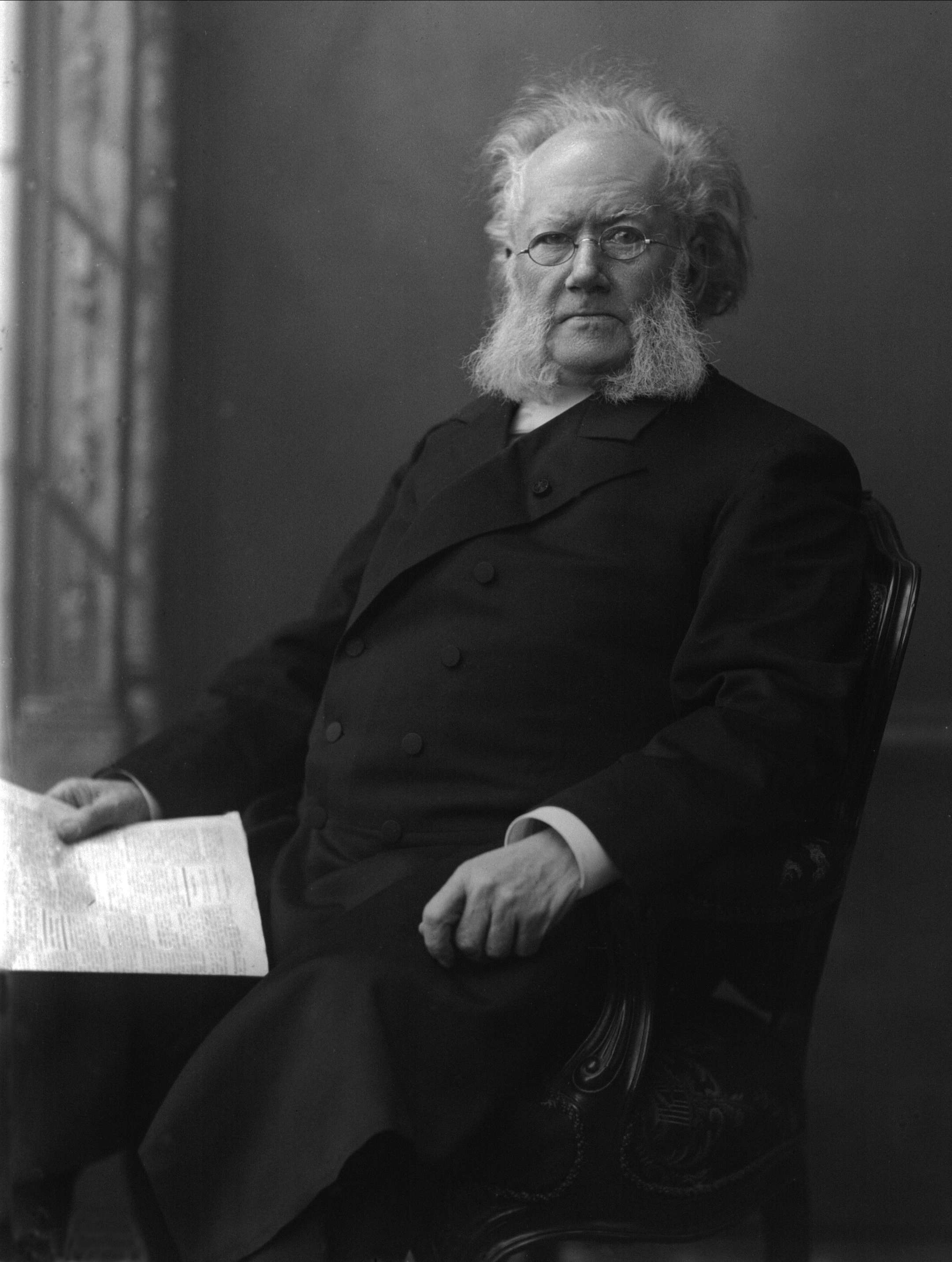
Генрік Ібсен
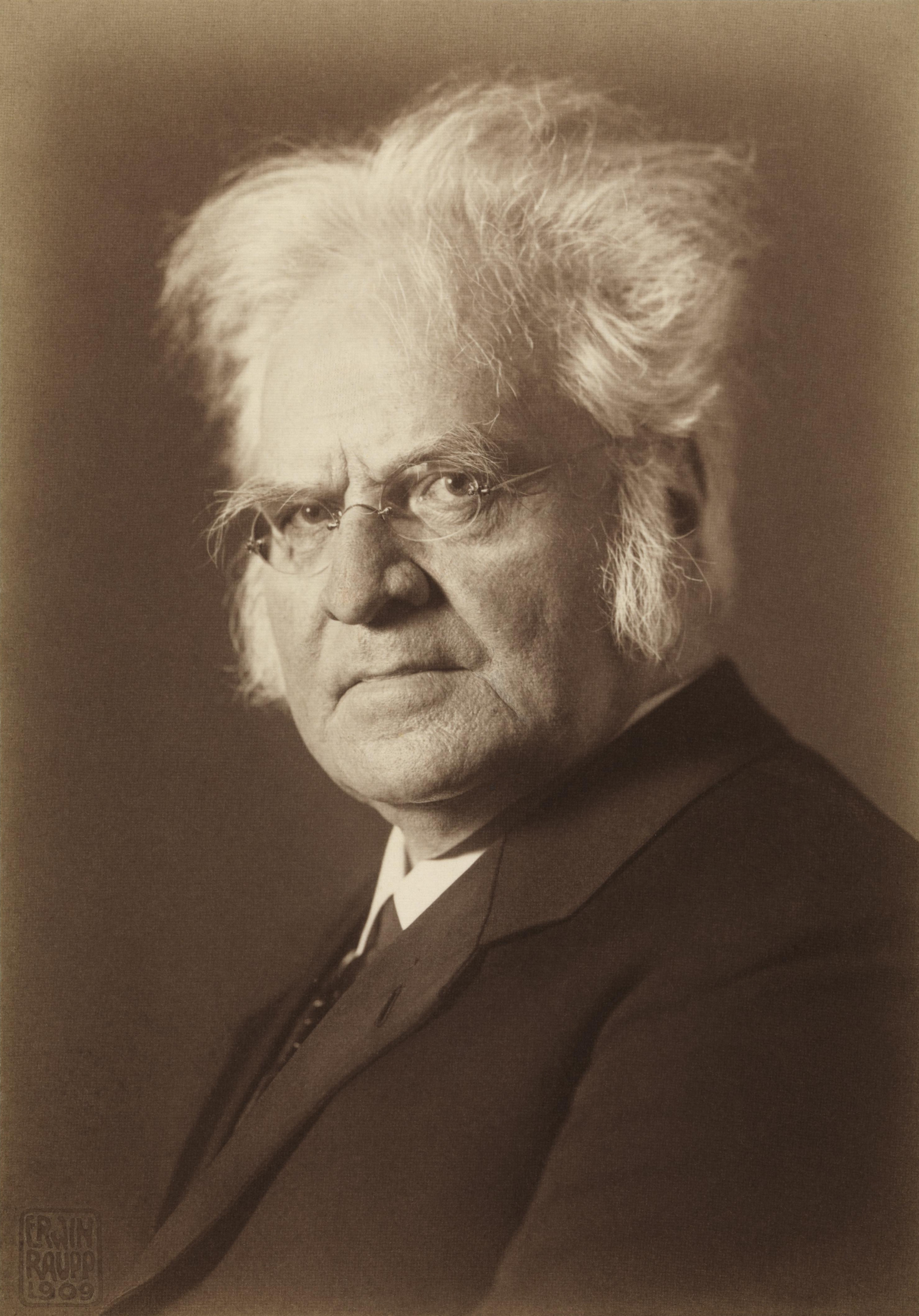
Б'єрнстьєрне Б'єрнсон

Після визволення Норвегії з-під німецької окупації почали організовуватись новаторські експериментальні трупи, які власним репертуаром протистояли комерційній театральній політиці. У першій половині XX століття в Осло та інших великих містах Норвегії з'явились численні театральні кабаре. 1953 року в столиці Норвегії було відкрито державну театральну школу.

### Музика й танці
Фольклорна музика Норвегії відома перш за все своїми епічними, ліричними, пастушачими, рибальськими піснями та баладами; інструментальними награшами — люарслотами. Народні музичні інструменти представлені духовими: сельє — різновид флейти, букегорн — козячий та прилар — бичачий ріг; струнними: гартингфеле — різновид скрипки. Норвезькі народні танці: халінг, спрингар та інші.

У XVI столітті, в епоху Відродження в Норвегії розвинулося мистецтво міських народних співців — зингмейстерів. Починаючи від другої половини XVIII століття в країні розвивається класична музика. Цей час славний іменами органіста і диригента Ф. Грота; композитора А. Флінтенберга; органіста Ф. Фогеля; педагога, фольклориста і органіста-композитора Людвига Матіаса Ліннемана. У часи народного відродження XIX століття розквітла творчість норвезьких композиторів, яка базується на фольклорних джерела: автора фортепіанних п'єс і ліричних пісень Хальфдана Х'єрульфа; автора концерту для скрипки з оркестром, скрипкових творів, засновника першого національного театру «Національна сцена» (норв. Den Nationale Scene) Уле Булла; автора державного гімну, засновника першого національного музичного товариства «Евтерпа» Р. Нурдрока. Композитор і громадський діяч Едвард Гріг (1843—1907) зробив величезний вплив на розвиток національної музичної школи. Наприкінці XIX — на початку XX століття працювала ціла плеяда норвезьких композиторів: Фертейн Вален — основоположник сучасної норвезької музики, який вдавався до додекафонії, Юган Свенсен, Юган Хальворсен, Юган Сельмер, Агате Баккер-Грендаль, Катарінус Еллінг, Ярмал Боргстрем. Після Другої світової війни композитор Клаус Егге засновав спілку композиторів скандинавських країн. На авансцену виходять композитори Харальд Северуд, Сігвальд Твейт, Людвіг Єнсен, Сверре Юрдан, Альфред Янсон, Арільд Санволь — автори церковної музики. Відомі норвезькі диригенти Ейвін Ф'єльстад та Олас Грюндаль.

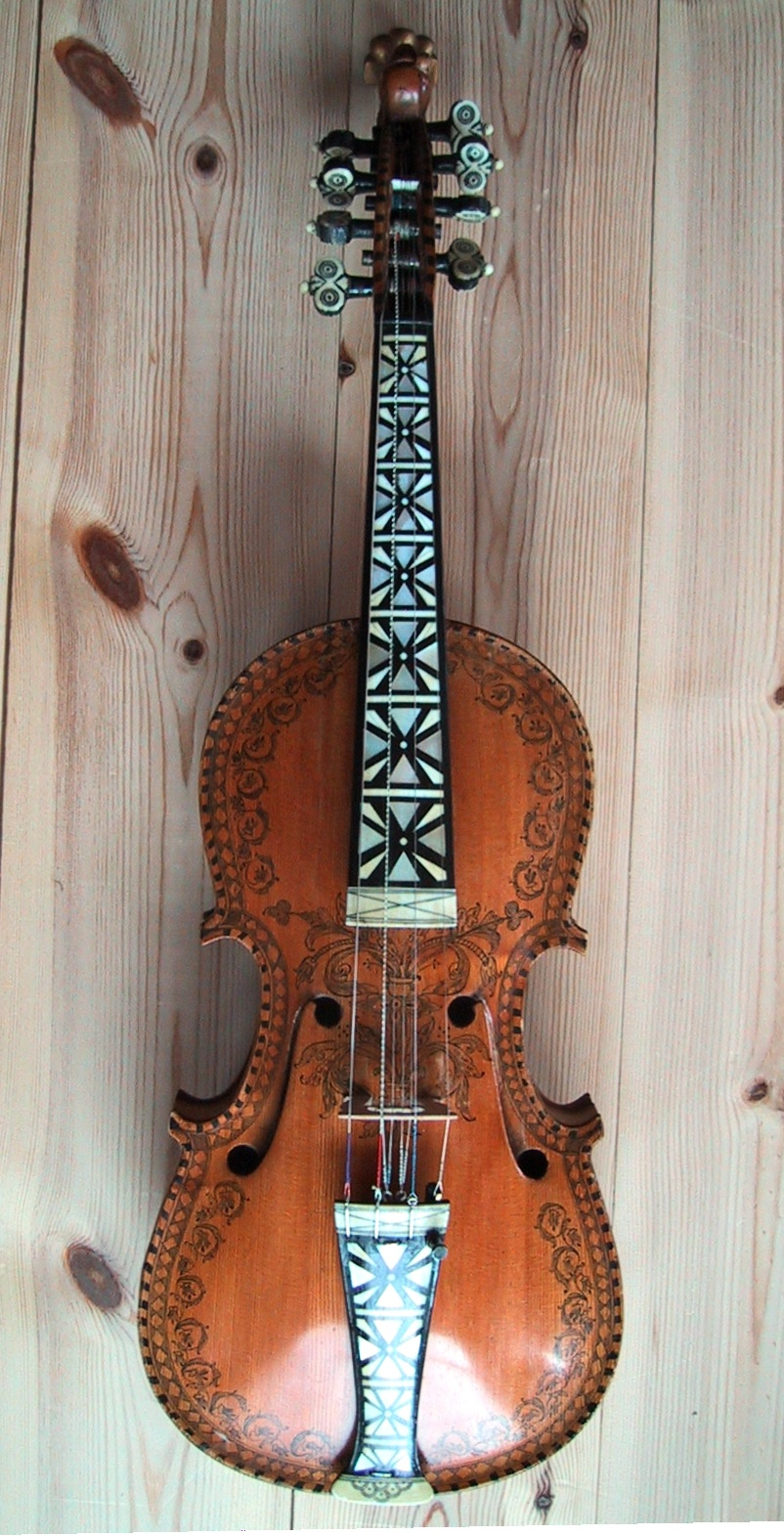
Гартингфеле
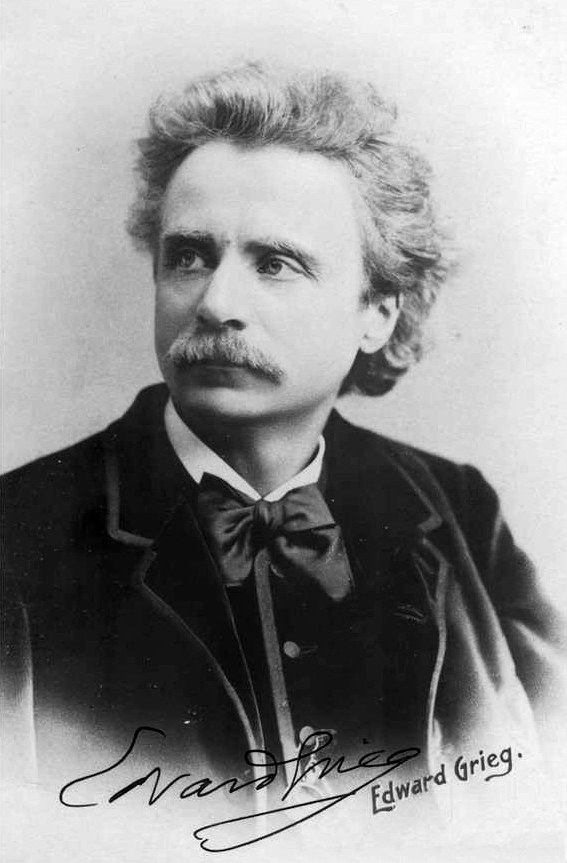
Едвард Гріг
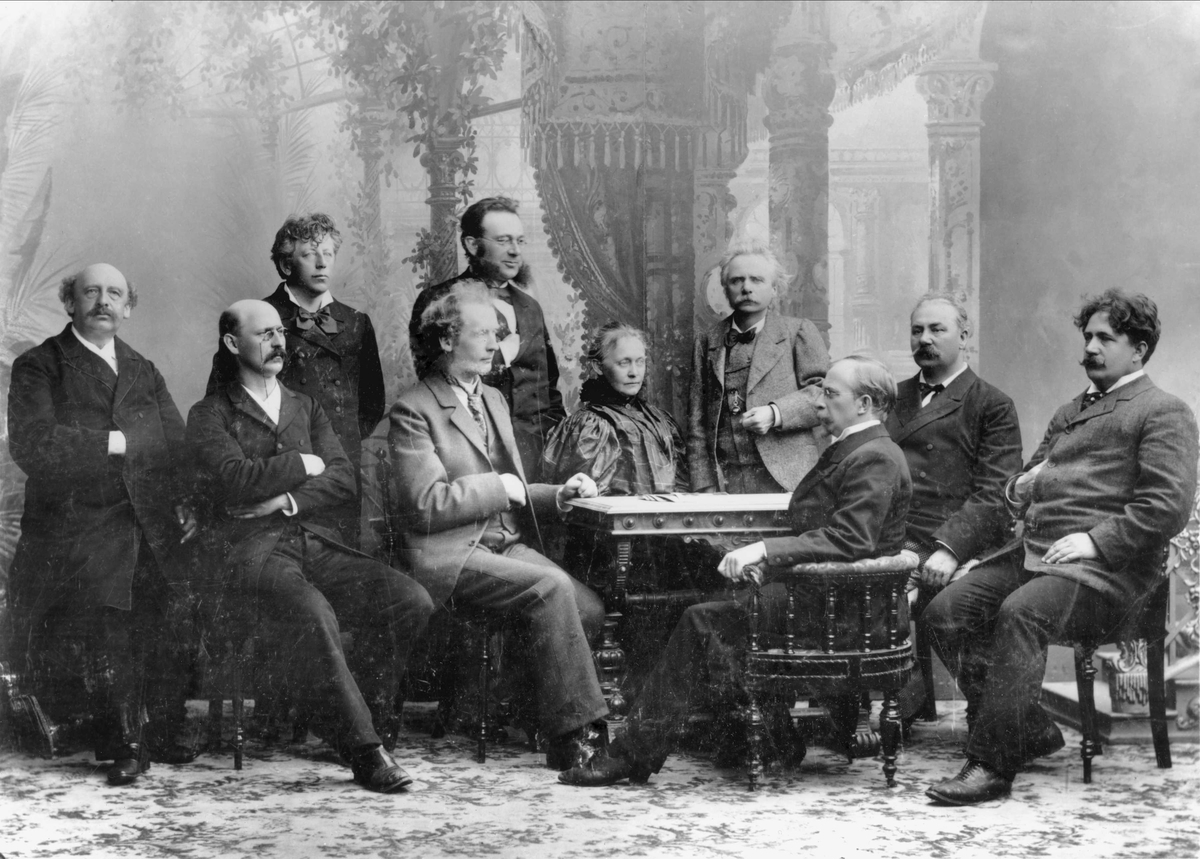
Норвезькі композитори, 1898 рік
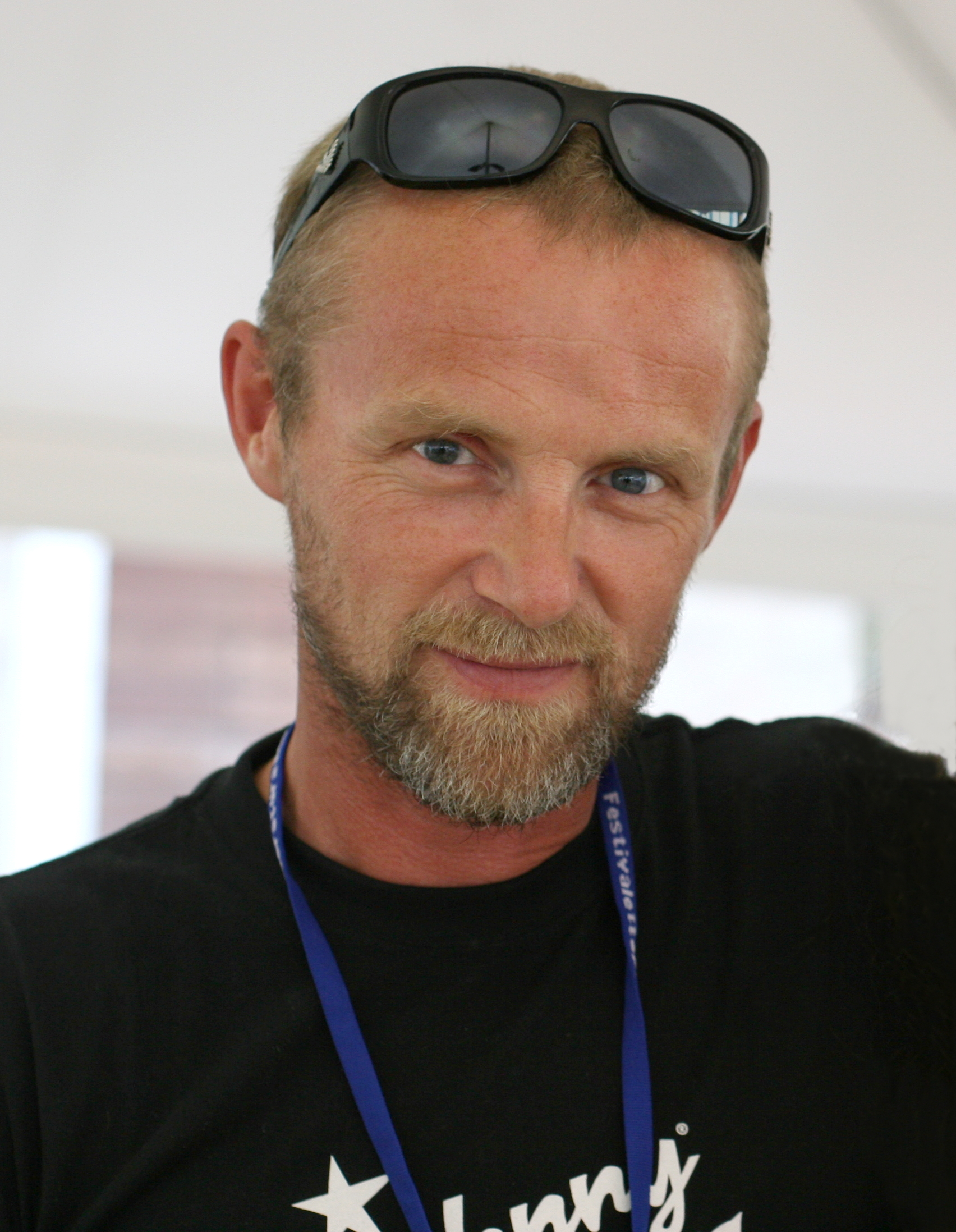
Ю Несбе
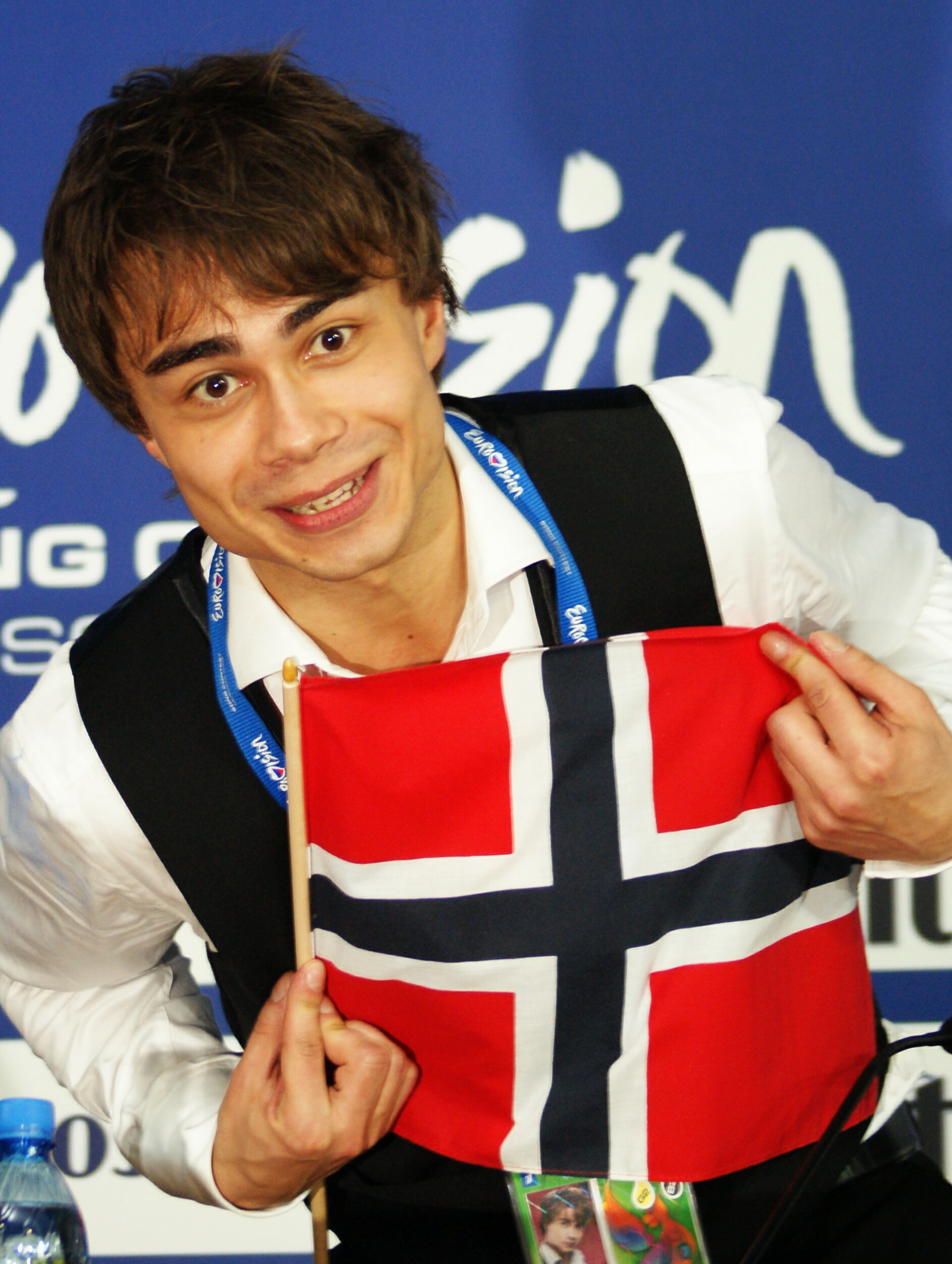
Олександр Рибак

Відомі норвезькі співаки середини XX століття: І. Андерсен, Й. Оселіо, К. Норена, С. Арнольдсон, Г. Греруд, К. Флагстад. Починаючи від 1960 року Норвегія 56 разів брала участь у пісенному конкурсі Євробачення. Країна вигравала тричі: 1985 року перемогу здобув гурт «BobbySocks» з піснею «La det swinge», 1995 року переміг гурт «Secret Garden» з піснею «Nocturne», 2009 року переміг Олександр Рибак із піснею «Fairytale». Цією країною також поставлений антирекорд за кількістю останніх місць — 11 разів, із них 4 рази з нульовим результатом.
Норвезька балетна трупа національної опери відома такими іменами артистів балету, як А. Борг, Х. Мюрер, Р. Даленг, Л. Ліхі, Р. Люкас.
Столиця залишається головним центром музичного мистецтва країни. Тут від 1883 року працює консерваторія; від 1958 року — Норвезька опера з балетною трупою; симфонічний оркестр; струнний квартет при Філармонічному товаристві; від 1954 року секція музикознавства при Інституті філософії та історії університету Осло та Спілка норвезьких композиторів. Інші важливі центри: Берген — консерваторія (від 1907 року) та симфонічний оркестр, найстаріший у країни, заснований 1765 року; Тронгейм — Вища школа музики.

### Кінематограф
Перший кінофільм у Норвегії було знято 1908 року. На ранні норвезькі фільми величезний вплив мала «шведська класична школа», у цій стилістиці були зняті фільми режисера Расмуса Брейстейна «Анна-підкидьок» (1920) і К. Т. Дреєра «Наречена з Гломдаля» (1925). У 1930-х роках з'являються фільми режисера Танкреда Ібсена, онука драматурга Генріка Ібсена, на гостру соціальну тематику: «Бродяга» (1937) і «Торрес Снертевольт» (1940). Після Другої світової війни кінематограф присвятив діяльності національного Руху Опору цілу серію фільмів: «Ми хочемо жити» (1946) режисера Улава Дальгара; «Біженці» (1946) режисера Торальфа Санне, «Битва за важку воду» (1948), Тітуса Вібе-Мюллера спільно з французом Жаном Древілем; «Вимушена посадка» (1952), «Дев'ять життів» (1957, номінант на «Оскар») і «Оточення» (1960) режисера Арне Скоуена. У 1960-х роках норвезький кінематограф відзначився роботами режисерів Нільса Мюллера, Гіди Крістенсен, Тітуса Вібе-Мюллера, які були присвячені розкриттю теми бунту молоді проти клерикальної моралі. У спільній співпраці з радянскими кіновиробниками були випущені фільми «Лише одне життя» (1968) радянського режисера Сергія Мікаеляна — біографія Фрітьйофа Нансена; спільна праця Кнута Андерсена та Ігоря Масленникова — «Під кам'яним небом» (1973); історична драма «І на камінні ростуть дерева» (1985) — спільна робота К. Андерсена і Станіслава Ростоцького. Від Норвегії на премію «Оскар» номінувались також фільми «Кон-Тікі» (1987), знятий саамською мовою; «Інший бік неділі» (1996); «Еллінг» (2001) і «Кон-Тікі» (2012). Станом на 2018 рік, норвезький кінематограф за часи свого більш столітнього існування випустив майже 1 тис. кінострічок.

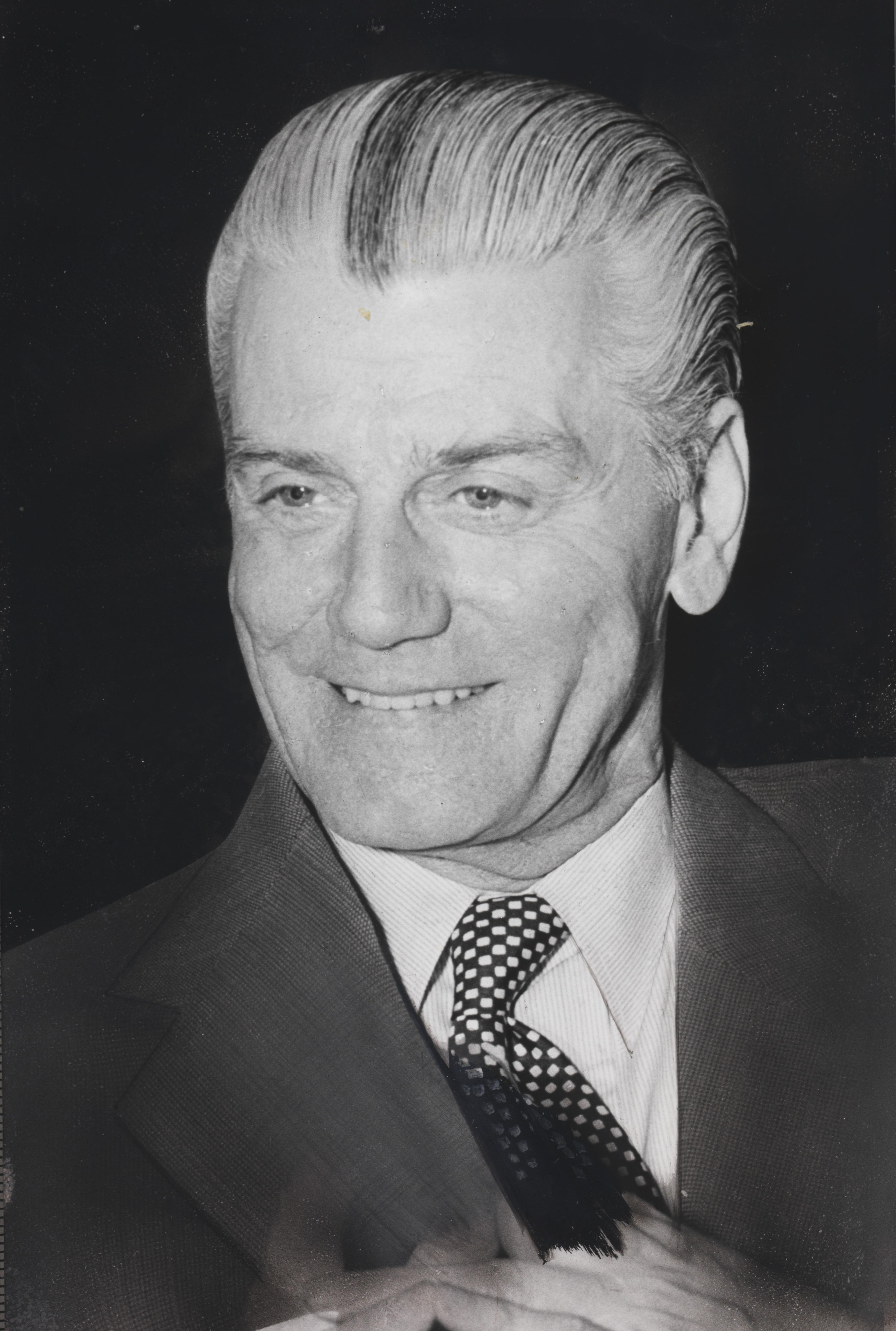
Танкред Ібсен
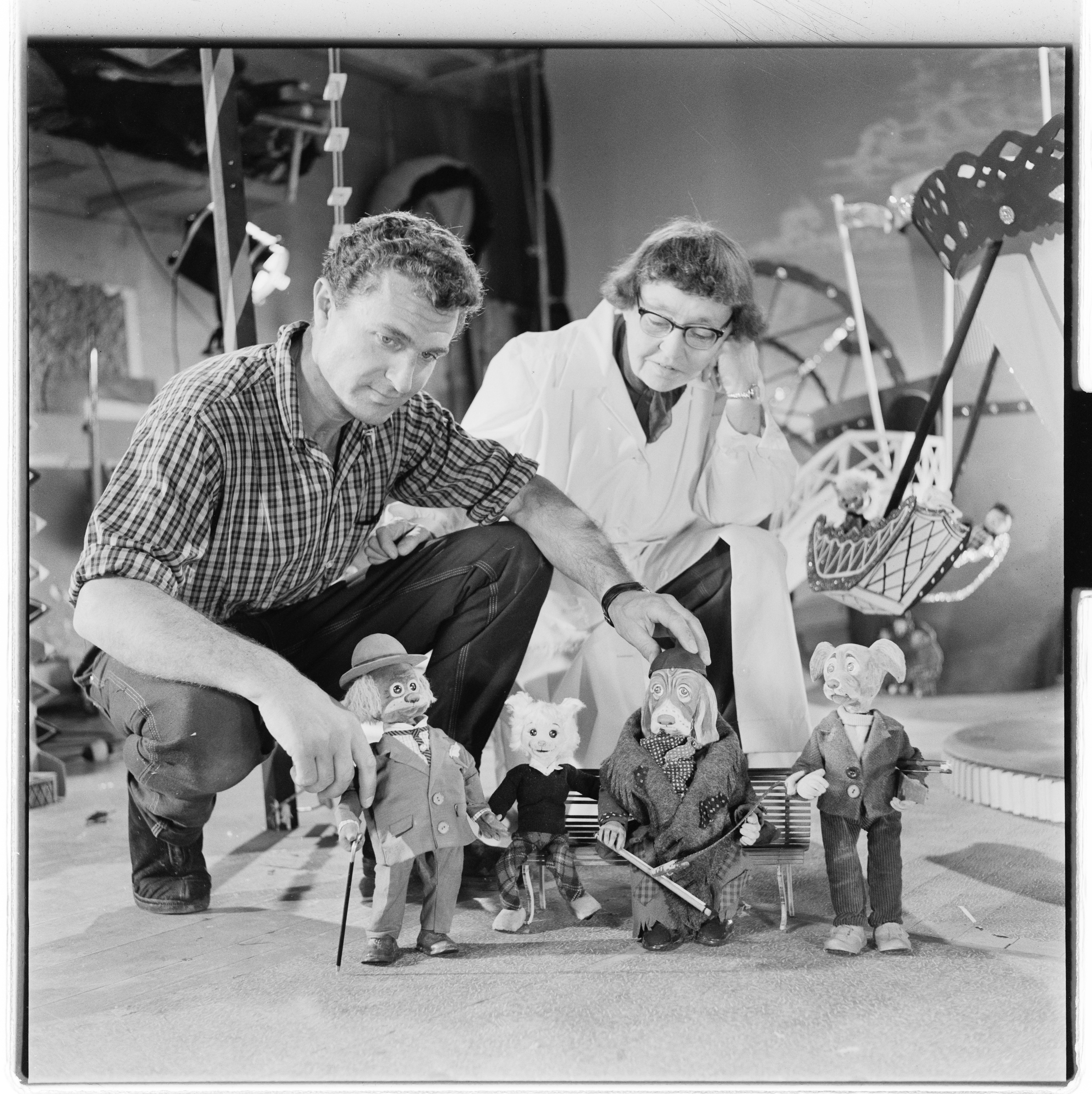
Іво Капріно за роботою, 1955 рік
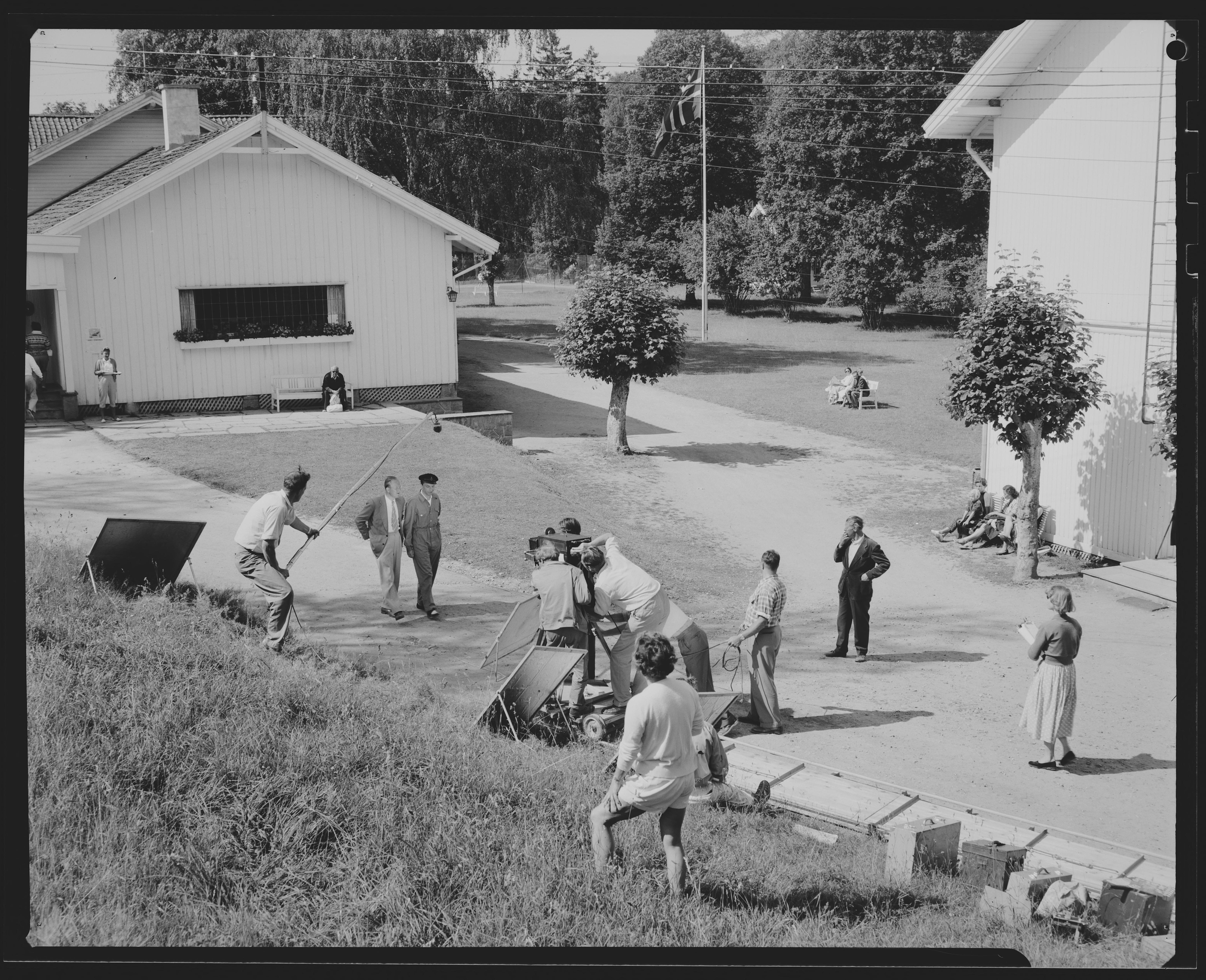
Кінозйомки, 1956 рік
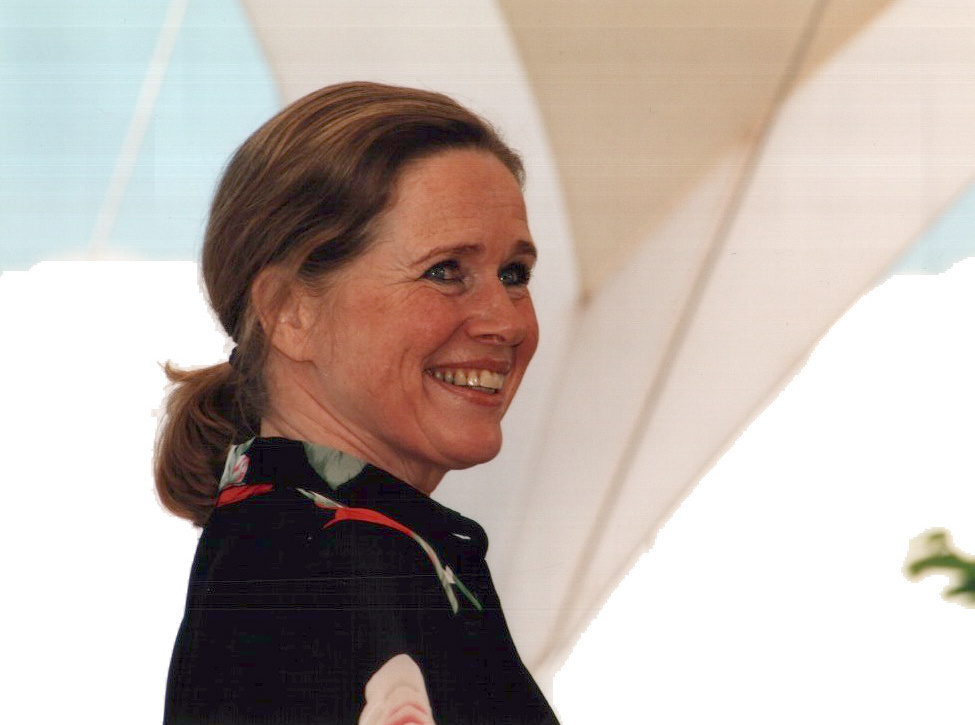
Лів Ульман — почесний президент кінопремії «Аманда»

На ниві документалістики та науково-популярних фільмів світового визнання досягли норвезькі режисери П. Хест, А. Берг, робота мандрівника Тура Геєрдала «Кон-Тікі» (1950), про його подорож на плоті Тихим океаном отримала премію «Оскар» від американської кіноакадемії. Відомий норвезький мультиплікатор Іво Капріно прославився відкриттям секрету рухомості об'ємних анімаційних ляльок, який отримав його ім'я — «ефект Капріно»; винайденням техніки відеозйомки — супервідеограф. Найбільш відома його остання робота — «Гранд-прі Флокліпа» (1975). 2006 року норвезько-канадський анімаційний короткометражний фільм «Данський поет» режисера Туріла Кове виграв другу в історії країни премію «Оскар».
У країні від 1973 року щорічно проводять національний кінофестиваль (норв. Den norske filmfestivalen) у містечку Гаугесунн, де від 1985 року нагороджують найкращі кінострічки премією «Аманда». Від 2000 року в Бергені проводиться інший міжнародний кінофестиваль (норв. Bergen internasjonale filmfestival; BIFF).

### Кухня

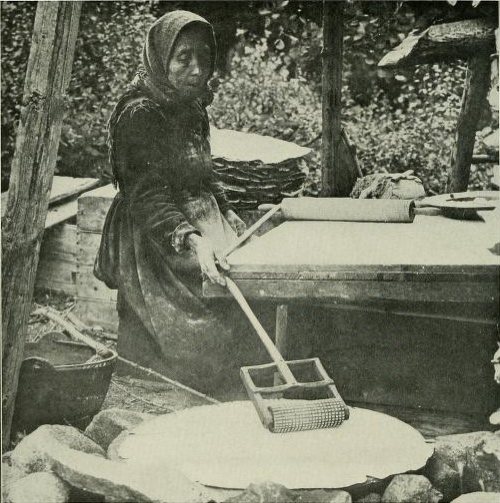
Випікання плаского хліба, 1910 рік
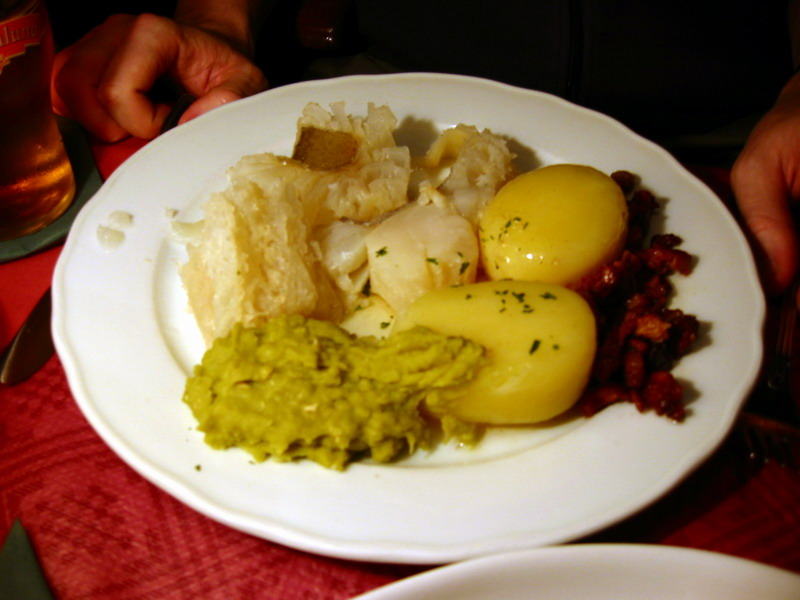
Lutefisk (лютефіск)
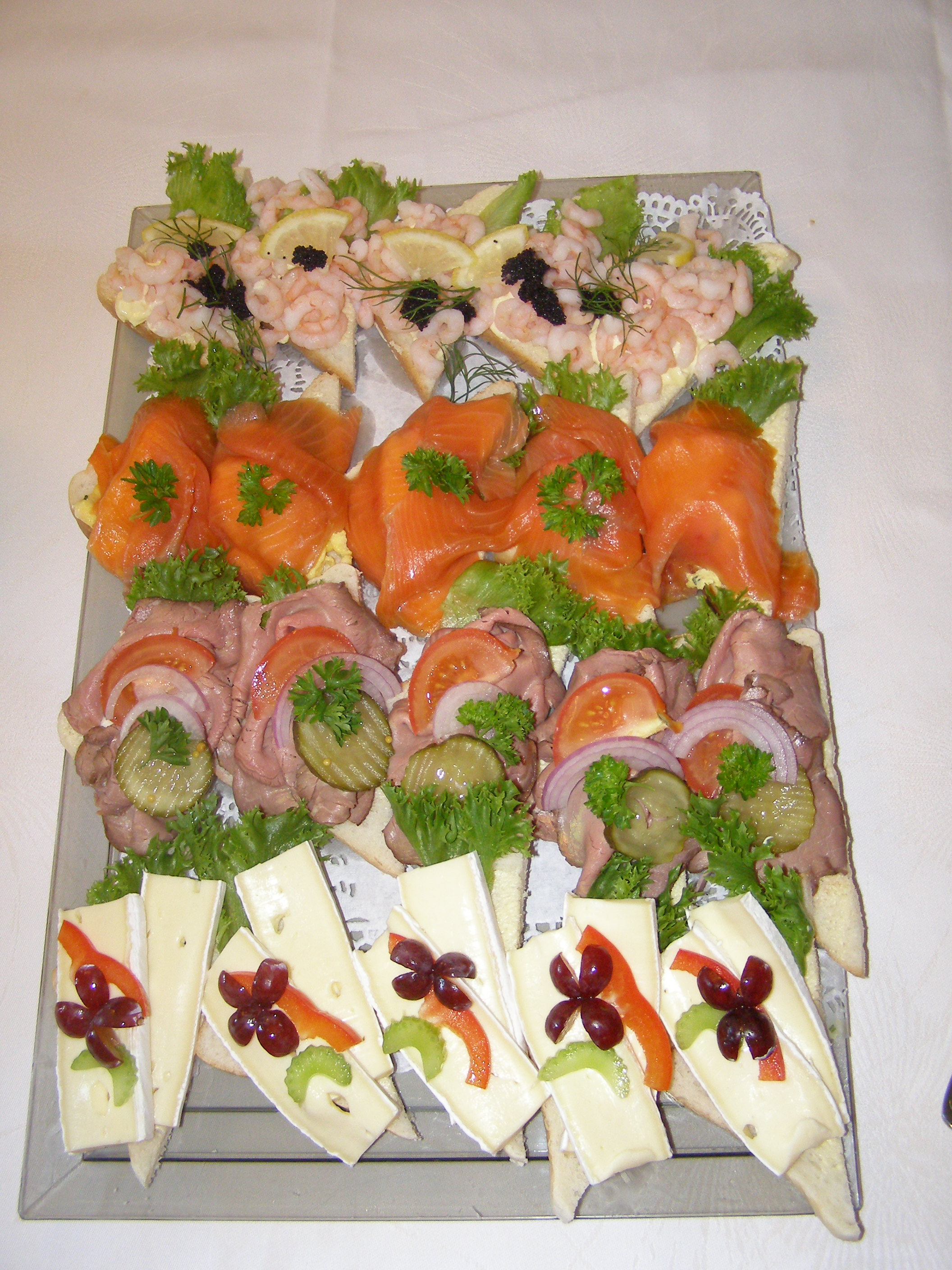
Smørbrød (смьорбрьо)
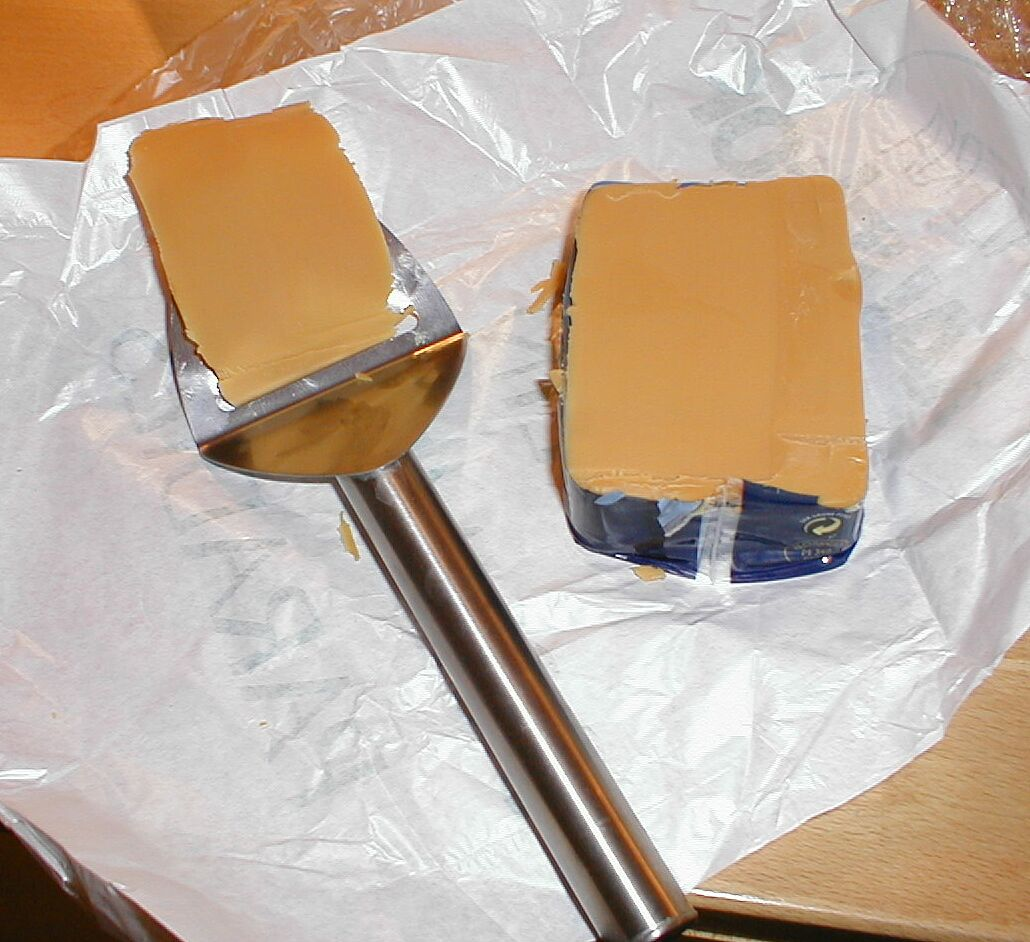
Brunost (брунуст)
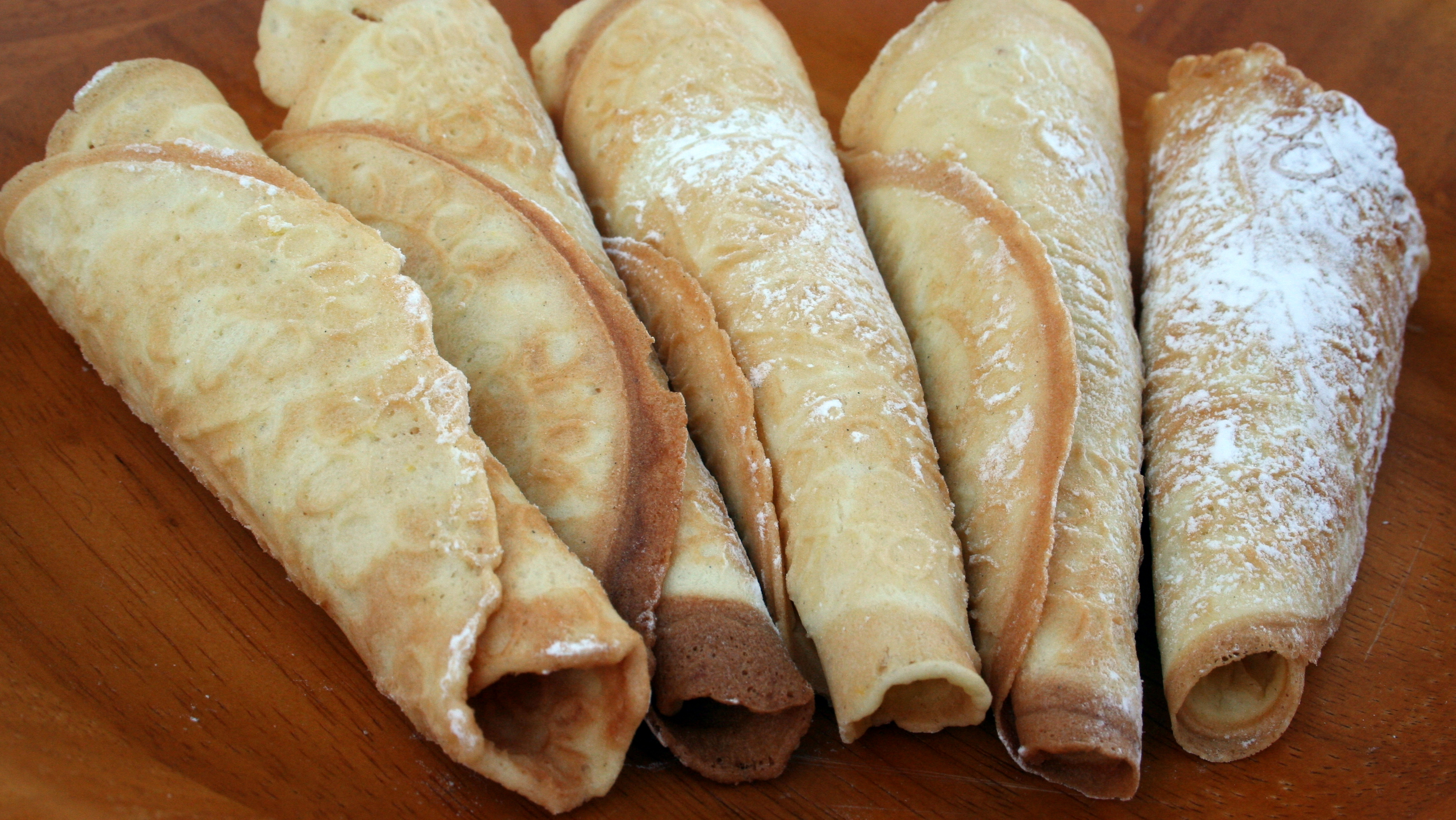
Kronkake (крункаке)

### Свята
Національне свято — День конституції, відзначається 17 травня. Цього дня 1814 року країна отримала власну конституцію.

### Наука
Наукові дослідження в країні координуються Державним комітетом з науки і техніки міністерства освіти та досліджень та Консультаційною радою з наукових досліджень. Усю наукову спільноту об'єднує Норвезька академія наук і літератури, яка була заснована 1857 року. На початок 1980-х років у країні було створено понад 300 науково-дослідних інститутів, 300 комерційних наукових лабораторій, діяло близько 40 різноманітних наукових товариств.
Норвегія бере участь у роботі Європейського космічного агентства (ESA); разом із Україною, Росією і США брала участь у проєкті «Морський старт» (Sealaunch) — надавала морську плавучу платформу для запусків ракет.

### Засоби масової інформації
Радіомовлення і телебачення в країні контролює служба Норвезького державного радіомовлення, яке засноване 1933 року. Головне інформаційне агентство країни — Норвезьке телеграфне бюро, акціонерне товариство, яке засноване 1867 року. У Норвегії заборонена будь-яка реклама у ЗМІ, спрямована на дітей до 11 років.

#### Телебачення
У країні, станом на 2008 рік, працювали 69 телевізійних станцій. Перше телемовлення в країні відбулося 1960 року. Державна Норвезька телерадіомовна корпорація (норв. Norsk rikskringkasting; NRK) оперує 3 загальнонаціональними телеканалами; створено приблизно півтори дюжини приватних національних, 25 місцевих телеканалів. Широко розповсюджене використання супутникових тарілок і кабельних мереж, що покривають 75 % домогосподарств.

#### Радіо
У країні, станом на 2008 рік, працювали 165 радіостанцій різних діапазонів: (AM — 5, FM — 160, на коротких хвилях — 1). У країні працюють 3 загальнонаціональні та 16 місцевих державних, 2 загальнонаціональні та 240 місцевих приватних радіоканалів.

#### Друковані видання
На середину 1980-х років у країні налічувалось 160 газет загальним накладом понад 2 млн примірників, з яких 72 були щоденними (загальний наклад 1,7 млн примірників); близько 2 тис. інших часописів загальним накладом понад 2 млн прим.
Найбільш відомі та найвпливовіші національні газети з кількістю щоденних онлайн-читачів 2016 року:
- «Верденс ганг» (норв. Verdens Gang — світ у русі), заснована 1945 року, найпопулярніша газета країни, наклад 390,5 тис. примірників, близько 2 млн щоденних онлайн-читачів
- «Адрессеавісен» (норв. Adresseavisen — адресна гезета), найстаріша газета країни, яке була заснована 1767 року, 155 тис. онлайн-читачів;
- «Афтенпостен» (норв. Aftenposten — вечірня пошта), заснована 1860 року, 836 тис. онлайн-читачів;
- «Бергене ті-денде» (норв. Bergensavisen — бергенська газета), заснована 1868 року, 120 тис. онлайн-читачів;
- «Дагбла-дет» (норв. Dagbladet — денна газета), заснована 1869 року, 1,24 млн онлайн-читачів;
- «Арбейдербладет» (- робітнича газета), заснована 1884 року;
- «Ставангер афтенблад» (норв. Stavanger Aftenblad — вечірня газета Ставангера), заснована 1893 року, 117 тис. онлайн-читачів;
- «Нашунен» (норв. Nationen — нація), заснована 1896 року, 28 тис. онлайн-читачів[78][79].

### Спорт
Норвегія співпрацює з Міжнародним олімпійським комітетом (IOC) у галузі олімпійського руху на рівні національного комітету (НОК).

### Українською
- Атлас світу / голов. ред. І. С. Руденко ; зав. ред. В. В. Радченко ; відп. ред. О. В. Вакуленко. — К. : ДНВП «Картографія», 2005. — 336 с. — ISBN 9666315467.
- Атлас. 10-11 клас. Економічна і соціальна географія світу / упорядники :  О. Я. Скуратович, Н. І. Чанцева. — К. : ДНВП «Картографія», 2010. — ISBN 978-966-475-639-3.
- Бур'ян М. С. Норвегія [Архівовано 18 жовтня 2016 у Wayback Machine.] // Енциклопедія історії України : у 10 т. / редкол.: В. А. Смолій (голова) та ін. ; Інститут історії України НАН України. — К. : Наукова думка, 2010. — Т. 7 : Мл — О. — С. 488. — ISBN 978-966-00-1061-1.
- Географія українських і сумежних земель / Опрац. і склав вступне слово В. М. Кубійович. — Краків; Л. : Українське видавництво, 1943. — 385 с.
- Дахно І. І. Країни світу: Енциклопедичний довідник / І. І. Дахно, С. М. Тимофієв. — К. : Мапа, 2011. — 606 с. — (Бібліотека нового українця) — ISBN 978-966-8804-23-6.
- Дубович І. А. Країнознавчий словник-довідник. — 5-те вид., перероб. і доп. — К. : Знання, 2008. — 839 с. — ISBN 978-966-346-330-8.
- Гілецький Й. Р. Природні ресурси світу : Навч. посібник. — Львів : Світ, 2004. — 304 с. — ISBN 966-603-307-0
- Історія Норвегії / К. Гелле [та ін.] ; пер. з норв. Н. Іваничук [та ін.] ; ред. М. Прихода. — Л. : Літопис: Центр гуманітарних досліджень Львівського національного ун-ту ім. Івана Франка, 2001. — 335 с.: іл. — ISBN 966-7007-41-2
- Кукурудза С. І. Біогеографія : Підручник. — Львів : Вид-во ЛГУ ім. Івана Франка, 2006. — 504 с. — ISBN 966-613-502-7
- Конституції країн світу. Швейцарська Конфедерація. Королівство Норвегія. Фінляндська Республіка: пер. офіц. тексту / [уклад.: О. В. Коротюк, О. В. Лавринович ; пер.: Т. В. Руденко, В. С. Станіч]. — Київ: ОВК, 2021. — 179 с. — 2000 прим. — ISBN 978-617-7931-01-9
- Кривонос Р. А. Особливості співробітництва України з країнами Північної Європи // Україна в Європі: контекст міжнародних відносин: колективна монографія / За ред. А. І. Кудряченка. — К. : Фенікс, 2011. — 453 с.
- Кривонос, Р.А. (2017). Норвегія // Країни світу і Україна: енциклопедія в 5 т. / Редкол.: А.І.Кудряченко (голова) та ін.; ДУ «Інститут всесвітньої історії НАН України».  – Т. 1: Північна Європа. Західна Європа. Південна Європа / Науковий редактор 1-го тому А.Г.Бульвінський (українською) . Київ: Видавництво «Фенікс». с. 147—167.
- Норвегія // Економічна і соціальна географія країн світу : Навчальний посібник / За ред. С. П. Кузика. — Л. : Світ, 2002. — 672 с. — ISBN 966-603-178-7.
- Палієнко В. І., Шищенко П. Г., Бойко В. М. Фізична географія світу : Навч. посібник. — К. : КНУ ім.  Т. Шевченка, 2016. — 246 с. — ISBN 978-966-439-918-1
- Повість врем'яних літ : Літопис (За Іпатським списком) / Пер. з давньоруської, післяслово, коментарі В. В. Яременка. — К. : Радянський письменник, 1990. — 558 с. — ISBN 5-333-00032-8.
- Пузанов І. І. Зоогеографія : Підручник. — Київ—Львів : Рад. школа, 1949. — 504 с.
- Сучасна норвезька новела. — К. : Дніпро, 1975. — 384 с. — (Зарубіжна новела)
- Хавкіна Л. Сучасний український рекламний міф: монографія. — Х. : Харківське історико-філологічне товариство, 2010. — 352 с. — ISBN 978-966-16-3008-5.
- Фізична географія материків та океанів : Підручник у 2-х т. / За ред. П. Г. Шищенка. — К. : ВЦ «Академія», 2010. — Т. 2. Європа. — 280 с. — ISBN 978-966-580-325-7

### Російською
- Физико-географический атлас мира. — М. : Академия наук СССР и Главное управление геодезии и картографии ГГК СССР, 1964. — 298 с.
- Зарубежная печать : Краткий справочник. Газеты. Журналы. Информационные агентства / гл. ред. С. А. Лосев. — М. : Политиздат. — С. 92.
- История Норвегии / отв. ред. Кан А. С. — М. : Наука, 1980. — 710 с.
- Кан А. С. История скандинавских стран. — М. : Наука, 1980. — 316 с.
- Ланге К., Эствед А. Норвежская музыка. — М. : Музыка, 1967. — 104 с.
- Неустроев В. П. Литература Скандинавских стран. 1870—1970. — М. : Высшая школа, 1980. — 279 с.
- Похлёбкин В. В. Норвегия. — М. : Географгиз, 1957. — 79 с.

### Іншими мовами
- (норв.) Gunnarsjaa, Arne. Norges arkitekturhistorie. — Oslo : Abstrakt, 2006. — ISBN 978-82-7935-127-6.